# Napoleon Bonaparte

Velký znak Napoleona I., císaře Francouzů, od roku 1804

Napoleon I. Bonaparte (15. srpna 1769 Ajaccio – 5. května 1821 Svatá Helena) byl francouzský vojevůdce a státník, císař v letech 1804–1814 a poté sto dní na přelomu jara a léta 1815. Během Velké francouzské revoluce udělal závratnou kariéru: ve 24 letech byl generálem, krátce po třicítce prvním mužem ve státě a na vrcholu své moci ovládal většinu západní Evropy. Rychlý byl i jeho pád; závěr života strávil ve vyhnanství. Napoleon bývá vzorem vojevůdcovských schopností a cílevědomosti, na druhou stranu však projevoval lhostejnost k lidem, v nichž viděl jen prostředky svých cílů. Dokázal národ vybičovat k nesmírnému úsilí, ovšem za cenu obrovských obětí na lidských životech. Jen francouzských občanů během napoleonských válek zahynulo více než milion.
Narodil se na Korsice do rodiny nepříliš zámožného příslušníka úřednické šlechty. V devíti letech odcestoval do Francie, kde se jako stipendista vzdělával na vojenských školách. Po smrti otce, ve svých 16 letech, převzal starost o rodinu, předčasně dokončil studia a v hodnosti podporučíka vstoupil do armády. Jako dělostřelecký důstojník se roku 1793 zasloužil o dobytí pevnosti Toulon, díky čemuž byl povýšen do hodnosti brigádního generála. V roce 1795 úspěšně potlačil roajalistické povstání v pařížských ulicích a stal se divizním generálem. Následujícího roku byl direktoriem vyslán do války s Rakouskem a pověřen velením nad francouzskou armádou v Itálii. Zde se chopil nabízené příležitosti a řadou vítězství přinutil Rakousko požádat o mír.
V roce 1799, po nepříliš vydařeném tažení do Egypta, se Napoleon zapojil do politického převratu, který měl omezit moc dvou zákonodárných sněmoven ve prospěch mnohem silnější výkonné moci. To jej vyneslo do pozice vůdčího ze tří vládnoucích konzulů. Od roku 1800 zastával doživotní funkci prvního konzula a o čtyři roky později přiměl senát, aby jej zvolil francouzským císařem. Vládu si za téměř nepřetržitého válečného stavu podržel až do roku 1814, kdy byl po krachu tažení do Ruska vojsky VI. koalice zatlačen až k francouzské metropoli a vlastními maršály přinucen abdikovat. Posléze byl poslán do vyhnanství na ostrov Elba, odkud po necelém roce uprchl, vrátil se do Francie a bez jediného výstřelu opět obsadil císařský trůn. Francie se však dostala do vojenskopolitické izolace a obnovené císařství přetrvalo cca 100 dní. Napoleonova vláda skončila porážkou v bitvě u Waterloo, po níž abdikoval podruhé a vydal se do rukou spojenců. Ti jej odsoudili k doživotnímu vyhnanství na ostrově Svatá Helena, kde po necelých šesti letech pobytu ve věku jednapadesáti let zemřel.
Za svůj život Napoleon svedl okolo šedesáti bitev, tedy více než Alexandr Makedonský, Hannibal, Caesar a Alexandr Suvorov dohromady, a po téměř celé další století byla vojenská teorie i praxe posuzována podle jeho pravidel a přizpůsobována jeho pojetí válečnictví. Za Napoleonovy éry se Francie změnila ze stavovského feudálního státu v sociálně i občansky nově strukturovanou společnost a určovala politický trend ve značné části Evropy. Mimo jiné uskutečnil i obsáhlou reformu vnitřní správy země a v roce 1804 vydal nový občanský zákoník (Code civil), jenž se stal vzorem pro další evropské země a francouzské právo na něj dodnes navazuje.

## Vzestup

### Mládí

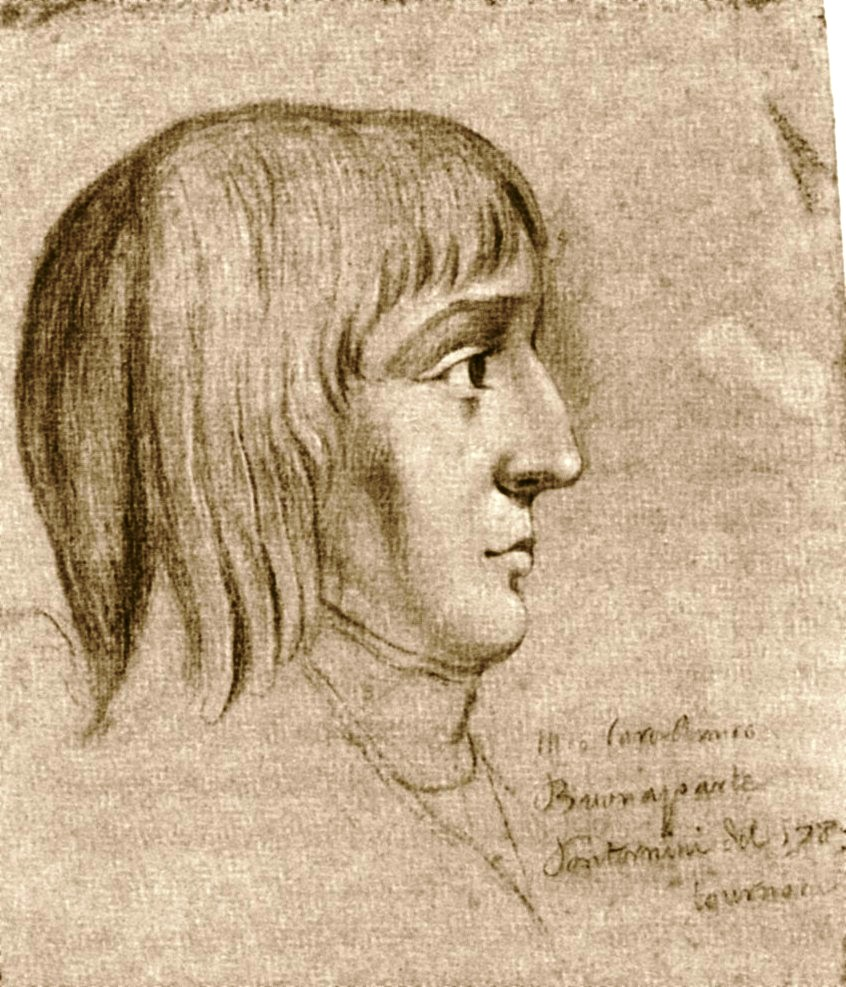
Kresba křídou italského umělce Pantorniniho: první známý Napoleonův portrét z roku 1783 (1785)

Napoleon Bonaparte (rodným jménem Napoleone di Buonaparte) se narodil v úterý 15. srpna 1769 v korsickém městě Ajaccio jako druhý syn nepříliš zámožného příslušníka úřednické šlechty advokáta Carla Buonaparta a jeho ženy Laetitie roz. Ramolino. V mládí jej ovlivnili korsičtí nacionalisté, kteří Francouze považovali za cizí utlačovatele. Ostrov byl totiž vojensky připojen k Francii jen tři měsíce před Napoleonovým narozením a obyvatelé litovali ztráty politické samostatnosti. V porovnání s francouzskou aristokracií žila rodina Buonapartů ve velmi skromných poměrech, nouzí však netrpěla. Otec byl asesorem (poradcem) královského soudu a ve volných chvílích se věnoval zejména literární činnosti. Na výchovu osmi dětí dohlížela matka, jež je vychovala s láskou, nicméně poměrně tvrdě. K tomu měla své důvody, jak dosvědčil později sám Napoleon:

Když bylo Napoleonovi devět let, odvezl jej otec i s jeho starším bratrem Josefem do Francie. Zde ho nejprve umístil v koleji ve městě Autun, avšak ještě téhož roku byl jako stipendista přijat do vojenského učiliště v Brienne-le-Château. Tam poté strávil Napoleon pět let. Podle pozdějšího ministra Bourrienna, který byl tehdy jeho přítelem, projevoval Napoleon mimořádné nadání v matematice a byl v tomto předmětu vždy první. V této škole však vytrpěl mnoho od studentů, kteří se mu posmívali pro jeho malou výšku a špatnou francouzštinu, na což Napoleon reagoval slovními i fyzickými útoky. I přes tuto nepřízeň pilně studoval a mimo matematiku měl výborné známky také ze zeměpisu, dějepisu i jiných předmětů s výjimkou latiny a němčiny.
| „                    | Nic mi neimponovalo, měl jsem sklon k hádkám a rvačkám, nebál jsem se nikoho. Jednoho jsem bil, druhého jsem škrábal a všichni se mne báli. Nejvíce ode mne zakusil můj bratr Josef. Bil jsem ho a kousal. A ještě ho za to vyhubovali, neboť než se vzpamatoval ze strachu, utíkal jsem už matce žalovat. Tato vychytralost mi přinášela značný prospěch, protože jinak by mě matka bila za mou zálibu ve rvačkách přísně potrestala a nikdy by byla nestrpěla mou útočnost. | “ |
| — Napoleon Bonaparte | |   |

V patnácti letech věku Napoleon své vzdělávání v Brienne-le-Château úspěšně ukončil a v říjnu 1784 byl přijat na prestižní vojenskou školu v Paříži (École militaire). Specializoval se zde v oboru dělostřelectví, po jednom roce studií úspěšně složil zkoušky a byl poslán jako podporučík do pluku ležícího ve Valence nedaleko Lyonu. Avšak již v únoru 1785, tedy ještě v Paříži, k němu dorazila zpráva, že zemřel jeho otec. Napoleon začal své matce, která zůstala s malými dětmi téměř bez prostředků, finančně vypomáhat. Po deseti měsících služby ve Valence si vymohl v září 1786 dovolenou k cestě na Korsiku, kde pobyl více než rok. Kvůli vyřizování soudních sporů své matky sice odjel v říjnu 1787 do Paříže, ale vrátil se v lednu 1788 opět do Ajaccia. Ke svému pluku La Fère–Artillerie, který se mezitím přemístil do Auxonne v Burgundsku, se dostal zpět až v červnu 1788. Během služby u tohoto pluku, který byl nyní posádkou při dělostřelecké škole, posílal Napoleon značnou část svého platu matce na podporu rodiny. Ve volném čase se věnoval soukromému studiu vojenské historie, matematiky, zeměpisu, filosofie a osvícenské literatury 18. století.

### Zahájení kariéry

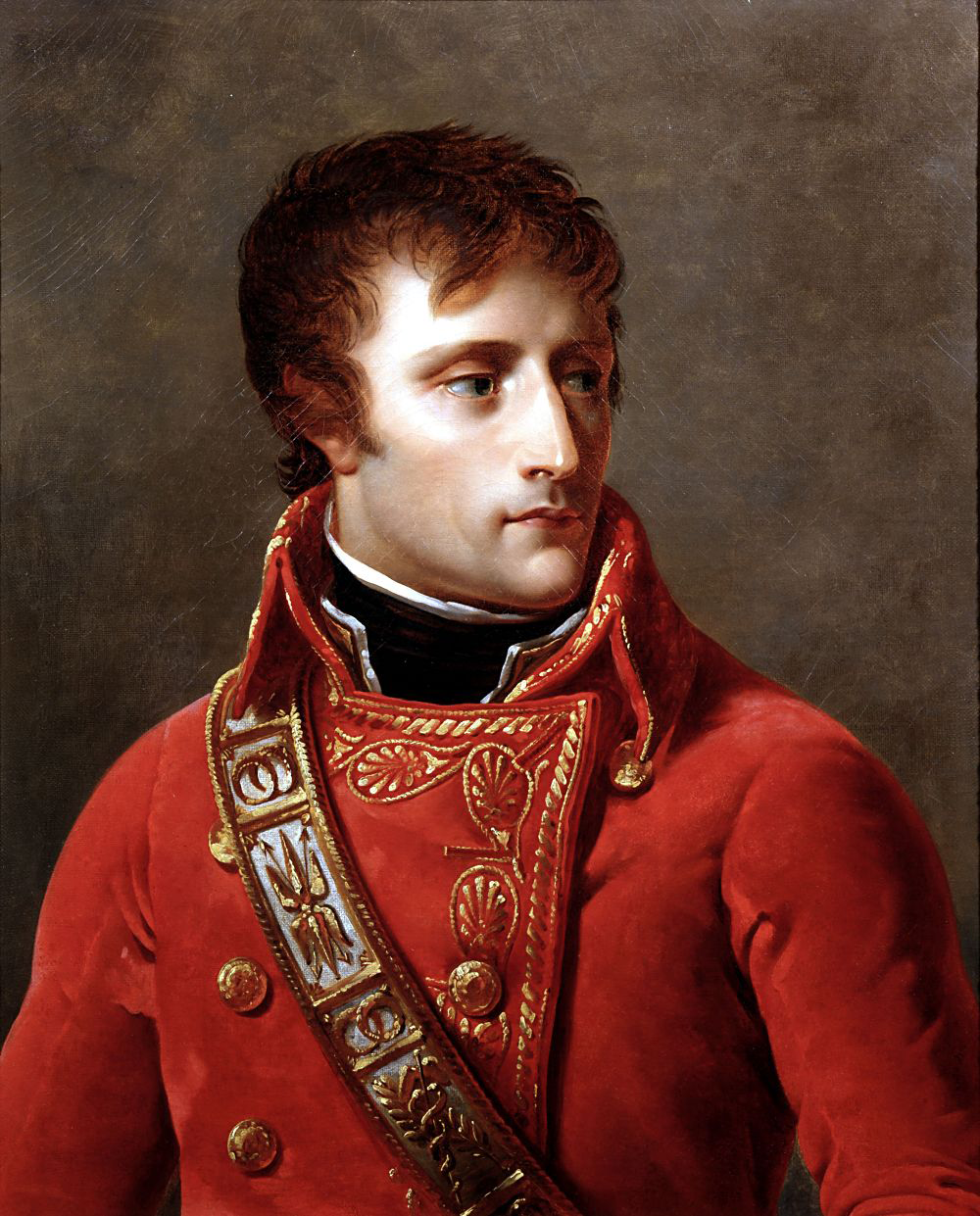
Antoine-Jean Gros: Napoleonův portrét pořízený v roce 1802, tedy v období, kdy působil ve funkci prvního konzula Francouzské republiky

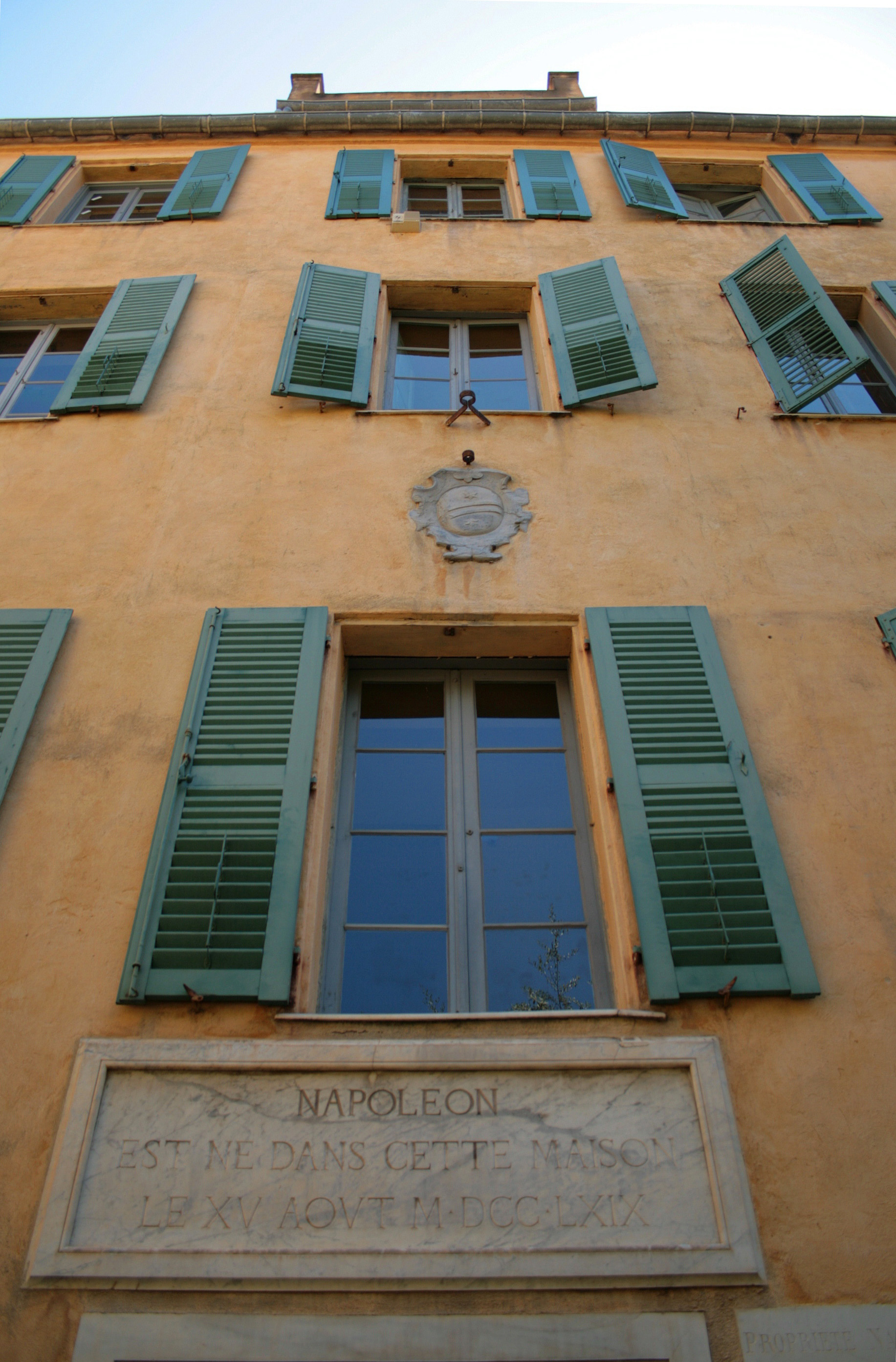
Průčelí Napoleonova rodného domu v Ajacciu

V Auxonne zastihly Napoleona události Velké francouzské revoluce. Jeho pluk La Fère–Artillerie se připojil k povstalcům. Napoleon pochopil, že se mu otevřela cesta pro politickou kariéru a dva a půl měsíce po vzpouře jednotky požádal o další dovolenou. Do Ajaccia dorazil opět koncem září 1789 a neprodleně se zapojil do místního politického dění. Spolu se svým bratrem Josefem stál u počátků revolučního hnutí na ostrově. Na jejich písemnou výzvu Národní shromáždění odsouhlasilo zrovnoprávnění Korsiky s ostatními částmi francouzského království. Současně byla udělena amnestie všem, kdo kdysi bojovali za nezávislost ostrova. To umožnilo návrat i někdejšímu vůdci protifrancouzského odboje Pascalu Paolimu, jenž byl pro Napoleona po celé jeho dětství ústředním hrdinou. Avšak starší muž, jehož Korsičané záhy zvolili předsedou direktoria departmentu a vrchním velitelem ozbrojených sil ostrova, vystupoval vůči svému obdivovateli velmi chladně a brzy se ukázalo, že jejich cesty se neshodují. Snahou Paoliho byla korsická samostatnost, naproti tomu Napoleon viděl v revoluci nové možnosti nejen pro rozvoj ostrova, ale také pro svou kariéru. Když tedy mladý dělostřelecký důstojník po několikaměsíčním pobytu ve svém rodišti zjistil, že veškeré jeho snahy zůstávají bez větších výsledků, odcestoval zpět do Auxonne. Aby matce ulehčil v rodinných výdajích, odvážel s sebou i mladšího bratra Ludvíka.
U své jednotky byl v červnu 1791, po šesti letech služby, povýšen na poručíka a zároveň převelen ke 4. dělostřeleckému pluku ve Valence. Ve městě, jež stálo na počátku jeho vojenské kariéry, jako jeden z prvních vstoupil do jakobínského Spolku přátel konstituce a záhy se stal jeho tajemníkem. Tři měsíce po povýšení požádal o další dovolenou, tentokrát dvanáctitýdenní. Opět se vrátil na Korsiku, kde se nechal zvolit podplukovníkem praporu dobrovolníků (což mělo za následek jeho odchod z dělostřeleckého pluku) a definitivně se odcizil s Pascalem Paolim. Navíc se 8.–12. dubna 1792 Bonapartovi dobrovolníci střetli s řádnou armádou, přičemž byly ztráty jak v řadách vojáků, tak mezi civilisty.
Kvůli této akci, při níž se dokonce pokusil obsadit pevnost v Ajacciu, byl Napoleon povolán do Paříže, aby se po udání svých nepřátel zodpovídal u výboru vojenského ministerstva. Do francouzské metropole dorazil koncem května a bez větších problémů se mu podařilo dosáhnout toho, že proti němu vedená záležitost byla zamítnuta. Díky skvělé politické reputaci byl na svou žádost opět umístěn ke 4. dělostřeleckému pluku a posléze povýšen do hodnosti kapitána. Tento rok, nedlouho poté, co se 10. srpna stal nahodilým svědkem útoku na Tuilerijský palác, si vyžádal ještě jednu dovolenou a opět se vrátil na rodný ostrov, kde zůstal plných osm měsíců. Znova se chopil velení pluku dobrovolníků a zúčastnil se nevydařené invaze na Sardinii. Průběh akce, která byla podniknutá z iniciativy pařížských vládních činitelů, byl však značně zmatený a jediný profesionální výkon podal Napoleon, jenž svými bateriemi umlčel pevnosti na ostrově La Maddalena.
Po této vojenské operaci, která byla díky politické motivaci čelních korsických představitelů předem odsouzena k nezdaru, označil Napoleonův bratr Lucien v jakobínském klubu v Toulonu korsického předsedu direktoria za zrádce republiky, načež pařížský Konvent vydal rozkaz k Paoliho zatčení. V reakci na toto rozhodnutí korsický vůdce vyzval lid k válce za nezávislost a bratři Buonapartové byli odsouzeni k veřejnému prokletí. Jejich rodný dům byl vydrancován a Napoleonovi, kterého zakrátko následovala i matka spolu s jeho bratry a sestrami, se jen za velkých obtíží podařilo emigrovat do Francie. Mladému uprchlíkovi pak nezbylo nic jiného, než se ze svého nedostatečného platu postarat o celou rodinu a žít v ještě větší nouzi.

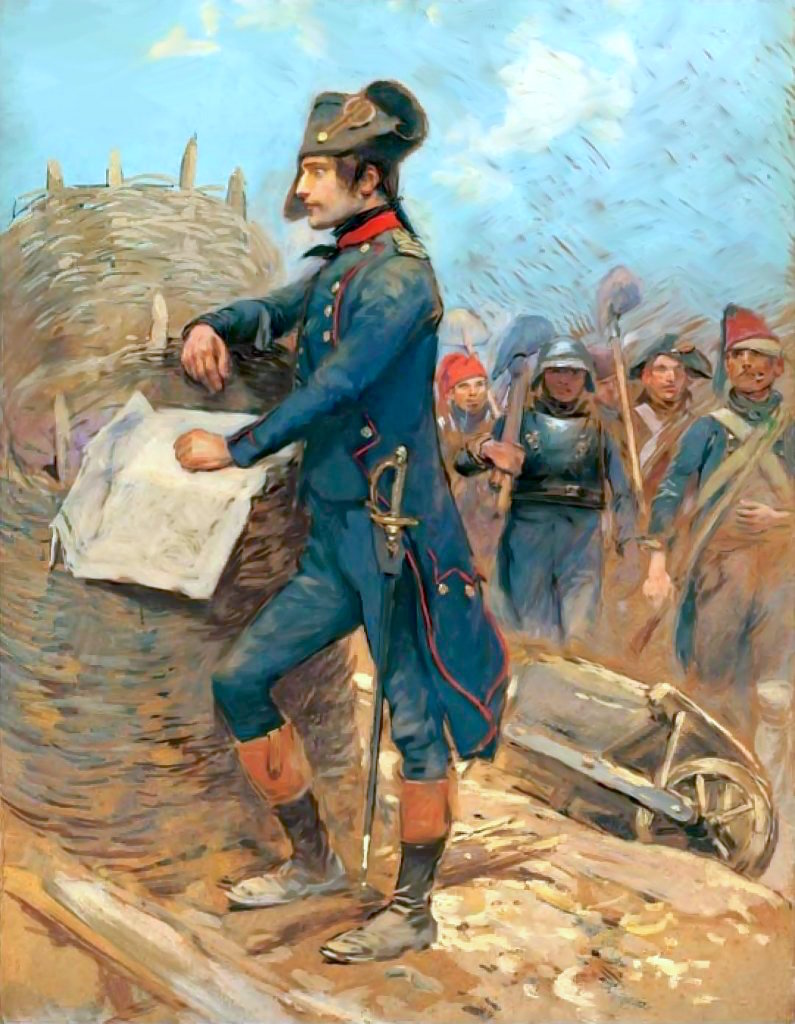
Édouard Detaille: Napoleon u Toulonu

Krátce po svém posledním návratu z Korsiky byl Napoleon převelen k francouzské armádě operující v Itálii. Cestou na nové působiště navštívil svého politického ochránce a přítele Salicettiho. Ten byl jedním ze dvou politických komisařů u armády obléhající francouzské přístavní město Toulon, kde za podpory anglického a španělského válečného loďstva vypuklo povstání proti pařížské vládě. Jelikož byl v průběhu bojových akcí zraněn velitel dělostřelectva Dommartin, nabídl Salicetti uvolněný post Napoleonovi. Mladý Korsičan s tímto zařazením souhlasil a 18. září 1793 se před Toulonem ujal svých nových povinností. Avšak obléhání pod vrchním velením generála Carteauxe probíhalo značně amatérským způsobem, Bonaparte se tedy k překonání nepřátelského odporu pokusil navrhnout novou koncepci. Návrh nebyl vrchním velitelem přijat, povolení k jeho provedení Napoleon obdržel teprve ve chvíli, kdy jej podpořil vlivný komisař Konventu Gasparin, který stál za vystřídáním Carteauxe generálem Dugommierem. 14. prosince 1793 zahájily Napoleonem nově rozmístěné baterie palbu na britské opevnění Fort Mulgrave, přezdívané Francouzi Malý Gibraltar, a v noci ze 17. na 18. prosince došlo ke generálnímu útoku. Úvodní nápor tří proudů, kterým velel generál Dugommier, byl obránci odražen, teprve nápor čtvrté kolony pod přímým Bonapartovým velením přinesl úspěch, přestože při postupu byl pod Napoleonem zastřelen kůň a při závěrečném útoku utržil ránu bodákem na stehně. Anglické a španělské lodě, které byly v důsledku této akce vystaveny střelbě republikánských děl, odpluly pryč z města. Boje sice trvaly ještě celý následující den, ale to již nic nezměnilo na skutečnosti, že Toulon padl.

### Generál

Charles Monnet: 13. vendémiaire

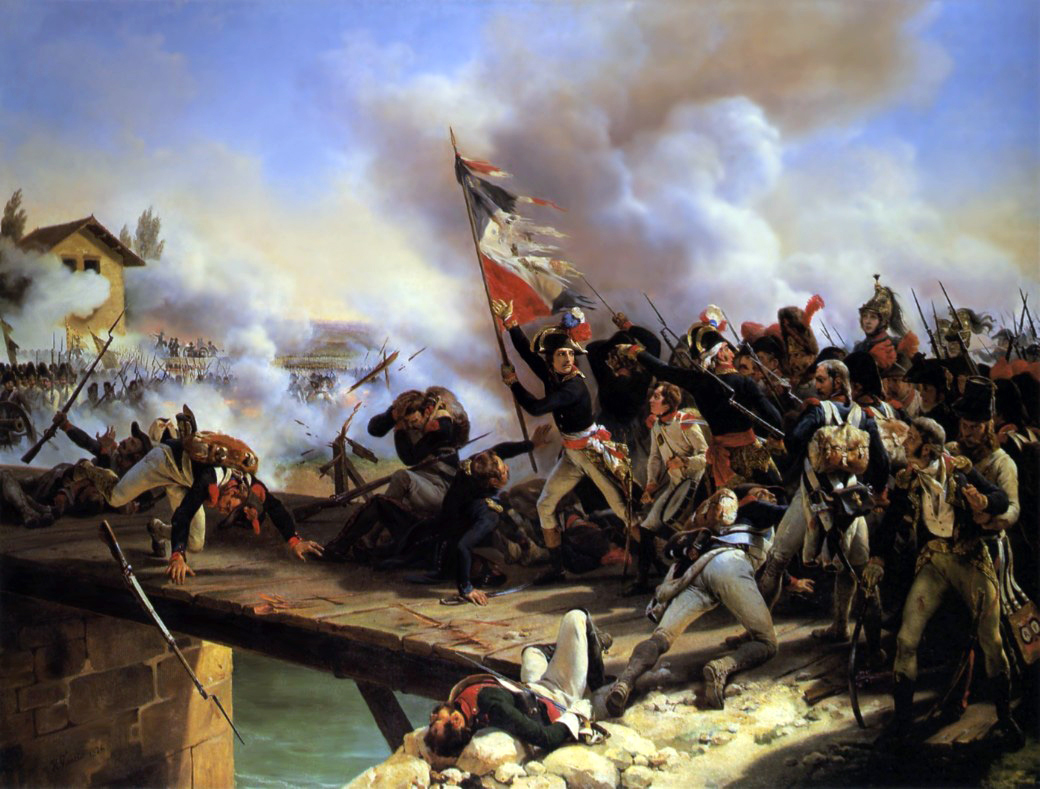
Horace Vernet: Napoleon v bitvě u Arcole

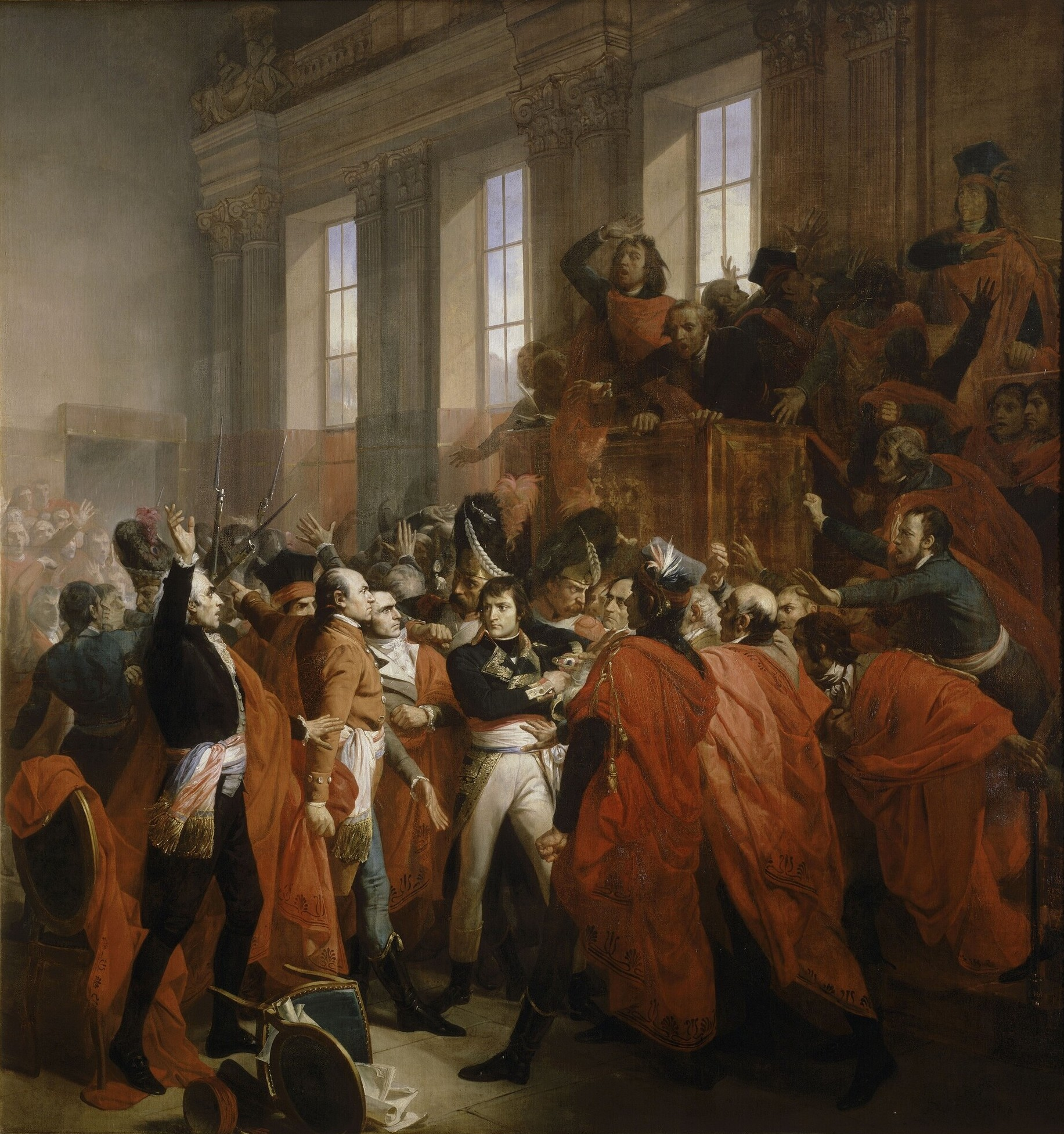
François Bouchot: Státní převrat z 18.–19. brumairu^{franc.}

Úspěch, kterého Napoleon dosáhl u Toulonu, se stal pro tehdejší mladou generaci symbolem náhlého a rychlého obratu na životní dráze. V čtyřiadvaceti letech mu vynesl hodnost brigádního generála a také důvěru tehdy vládnoucího politického klubu jakobínů.
6. února 1794 byl Napoleon jmenován velitelem dělostřelectva v Italské armádě, v této pozici však působil jen necelých šest měsíců, neboť 9. thermidoru r. IIIfranc. (27. červenec 1794) došlo v Paříži k převratu, v jehož průběhu politickou moc převzal Konvent a čelní vůdci jakobínů byli pozatýkáni a dalšího dne popraveni. Spolu s touto akcí došlo k vlně zatýkání osob blízkých popraveným jakobínům a 11. srpna byl zatčen i Napoleon. Komisaři, kteří jej vyšetřovali, však neshledali na jeho osobě nic kompromitujícího, a proto byl po čtrnácti dnech věznění propuštěn. Posléze se jako velitel dělostřelectva účastnil expedice, jejímž úkolem bylo dobýt z rukou paolistů Korsiku, avšak výprava narazila na britské námořnictvo, které ji přinutilo k návratu. Bonaparte tedy odcestoval do Paříže, kde mu byla učiněna nabídka stát se generálem pěchoty ve Vendée. Tuto alternativu uplatnění však odmítl, prodloužil si zdravotní dovolenou a setrval ve francouzské metropoli. Zde v obnošené uniformě navštěvoval místa, kde se scházela politická elita, a snažil se na sebe upozorňovat předkládáním plánů a návrhů, avšak vzhledem k jakobínské minulosti pro něj bylo velmi složité se prosadit. Jeho memoranda, v nichž navrhoval novou strategickou koncepci pro Italskou armádu, však nakonec zaujala vlivného politika Douleceta de Pontécoulant, díky němuž byl Bonaparte 19. srpna 1795 jmenován šéfem topografického oddělení Výboru veřejného blaha.
Další obrat v Napoleonově kariéře nastal v druhé polovině téhož roku, když ve většině pařížských sekcí došlo k velké roajalistické revoltě. 13. vendémiairu r. IVfranc. (5. října 1795) byl narychlo zařazen do Vnitřní armády pod velení Paula Barrase, což mu umožnilo dát rozkaz Joachimu Muratovi, aby se v čele 21. pluku jízdních myslivců zmocnil čtyřiceti děl z vojenského tábora Sablons u Neuilly. Většinu těchto zbraní pak rozmístil severně od sídla Konventu v Palais des Tuileries a ještě téhož dne jimi zcela rozvrátil útok čtyřnásobné přesily povstalců. Tento čin mu vynesl hodnost divizního generála a velení nad Vnitřní armádou.
V následujících měsících Napoleon vyvinul značné úsilí, aby mu bylo svěřeno velení nad Italskou armádou. Své strategické záměry předložil členu Výkonného direktoria Lazare Carnotovi, který pochopil, že jde o ambiciózní projekt, jenž má naději na úspěch. 23. února 1796, po několika rozhovorech s Napoleonem, Carnot navrhl Bonapartovo jmenování do čela Italské armády. Tento post byl Napoleonovi přidělen po demisi jejího dosavadního velitele generála Schérera 2. března. Následovaly přípravy k odjezdu, v jejichž průběhu (8. března) si Napoleon vzal za manželku o šest let starší Joséphine de Beauharnais, s níž se patrně seznámil krátce po událostech z 13. vendémiairu. Již tři dny po svatbě kvapně zamířil do hlavního stanu Italské armády ve městě Nice, kam dorazil 27. března. Nazítří pak vydal svou první a nejspíše nejslavnější proklamaci, jakou ke svým vojákům kdy pronesl:
| „                    | Vojáci, jste skoro nazí, špatně živení; vláda vám dluží mnoho a dát vám nic nemůže. Vaše trpělivost a odvaha, kterou jste vprostřed těchto skal prokázali, jsou obdivuhodné, avšak nepokrývají vás slávou ani leskem. Chci vás dovésti do nejúrodnější roviny světa. Bohaté provincie, veliká města upadnou ve vaši moc. Dobudete cti a slávy a bohatství. Vojáci italští, bude vám scházeti odvahy anebo vytrvalosti k tomu? | “ |
| — Napoleon Bonaparte | |   |

V několika příštích dnech pak Napoleon v rychlosti zkonsolidoval a zrevidoval síly vojska a 5. dubna vyrazil proti nepříteli. Na italské území vstoupil po čtyřdenním pochodu alpskými průsmyky a jeho vojáci se zanedlouho zapojili do bojových operací. Během následujících dvou týdnů pak svedl šest vítězných bitev s rakousko–piemontskými sbory, přičemž projevil pohrdání před osobním nebezpečím a odvahu hraničící s drzostí. Bleskovým postupem přinutil Piemont uzavřít s Francií mír a brzy poté (7. května) se jeho muži přepravili přes řeku Pád, aby mohli pokračovat v boji s Rakušany. Napoleon dosáhl dalších vítězství v bitvě u Lodi, obsazením Milána, v bitvě u Castiglione, v bitvě o arcolský most, v bitvě u Rivoli aj. a postupně zatlačil rakouské jednotky až k Vídni. U císařského dvora blízkost Francouzů vyvolala paniku, v jejímž důsledku se císař František rozhodl 7. dubna 1797 požádat o příměří. To nebylo přerušeno ani po jeho vypršení a po sérii jednání obě strany podepsaly konečnou mírovou smlouvu (17. října). Napoleon se vrátil do Paříže, kde byl na jeho počest v Louvru uspořádán banket a navíc byl jmenován členem matematické sekce francouzské Akademie.
V roce 1798 byl Napoleon pověřen velením připravované invaze do Velké Británie. Tuto akci však vzhledem k síle anglického loďstva pokládal za hazard, místo ní Direktoriu navrhl expedici do Egypta, jejíž realizaci již dříve nastínil ministr zahraničí Talleyrand. Francii mělo dobytí této země otevřít cestu k Orientu a připravit jí pozici k možnému vyhnání Britů z Indie. Oficiální velení výpravy obdržel Napoleon 5. března a již 19. května flotila lodí s jeho muži zamířila přes Maltu k africkému pobřeží. Při plavbě se Francouzům podařilo se štěstím uniknout britskému loďstvu pod velením admirála Nelsona a 1. července celé uskupení dorazilo k Alexandrii. Toto pobřežní město padlo do Napoleonových rukou již následujícího dne, čímž se mu otevřela cesta na Káhiru. 21. července se za pochodu vítězně střetl s Egypťany v bitvě u pyramid a dalšího dne se zmocnil i samotné egyptské metropole. Nadšení z dosažených vítězství na souši však zkalil neúspěch na moři, neboť 1. srpna se admirálu Nelsonovi podařilo porazit francouzskou flotilu v bitvě u Abúkíru, čímž se Napoleon dostal do naprosté izolace. 31. ledna 1799 tedy zahájil ofenzívu do Sýrie a postupně dobyl El Arish a Jaffu a oblehl Akru. Vojsko však bylo před hradbami města postiženo morovou epidemií a Napoleonovi nezbylo než ustoupit zpět ke Káhiře. 25. července sice porazil turecké vojsko ohrožující Alexandrii v pozemní bitvě u Abúkíru, ale již v této chvíli mu bylo zřejmé, že egyptské tažení se stalo slepou uličkou jak ze strategického, tak z jeho osobního hlediska. A to tím spíše, že po střetnutí u Abúkíru obdržel informace, že Francie utrpěla od spojených rusko-rakouských sil zdrcující porážky a domácí politická scéna spěje k další nezadržitelné krizi.

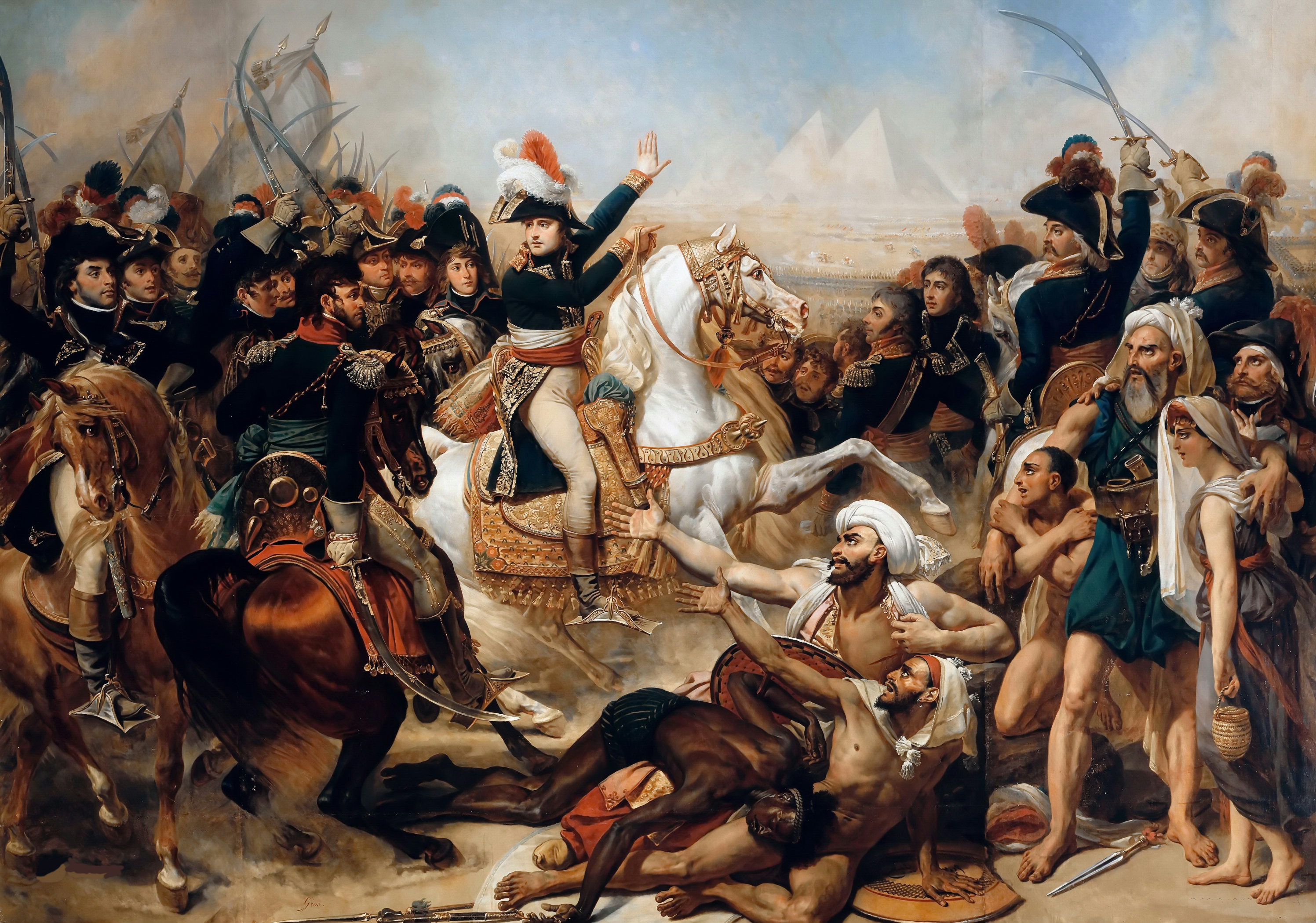
Napoleon v bitvě u pyramid poráží egyptské mamlúky

Všechny tyto okolnosti nakonec stály za Napoleonovým rozhodnutím ráno 22. srpna 1799 potají odplout do Francie a zanechat celé vojsko v Africe. V Paříži jej bouřlivě vítaly davy občanů jako hrdinu a dobyvatele, který přijel, aby zachránil svoji zemi. Nejhorší tíseň však již minula, a tak se záhy stal účastníkem politického převratu zorganizovaného členem Direktoria Emmanuelem Josephem Sieyèsem, jenž zamýšlel omezit moc dvou zákonodárných sněmoven ve prospěch mnohem silnější výkonné moci. Naivně se domníval, že se Napoleon spokojí pouze s rolí povolného vojenského nástroje. Sám Bonaparte nic ohledně převratu nenavrhoval, neboť plán byl již připraven do nejmenších podrobností. Obratně však využil nabízené příležitosti a po událostech 18. –19. brumairu r. VIIIfranc. (9.–10. listopadu 1799), kdy za dramatických okolností zanikly jak Direktorium, tak i Rada starších a Rada pěti set, byl po novém a zinscenovaném zasedání Rady pěti set jmenován prvním ze tří konzulů. V jeho pravomoci bylo iniciovat tvorbu všech zákonů, jmenovat ministry a činitele, vyhlašovat válku a uzavírat mír. Funkce dalších dvou konzulů byla pouze poradní a konzultativní. I když se Sieyès, jenž se snažil ústřední vládu získat pro sebe, pokoušel limitovat Bonapartovu moc formálními omezeními, ničeho nedosáhl, neboť za třicetiletým Korsičanem stála armáda. Také francouzský národ toužící po nalezení stability vyjádřil v plebiscitu ze 7. února 1800 Napoleonovi i nové ústavě výraznou podporu (pro hlasovalo 3 011 007 voličů, nesouhlas jich vyjádřilo 1562).

### První konzul

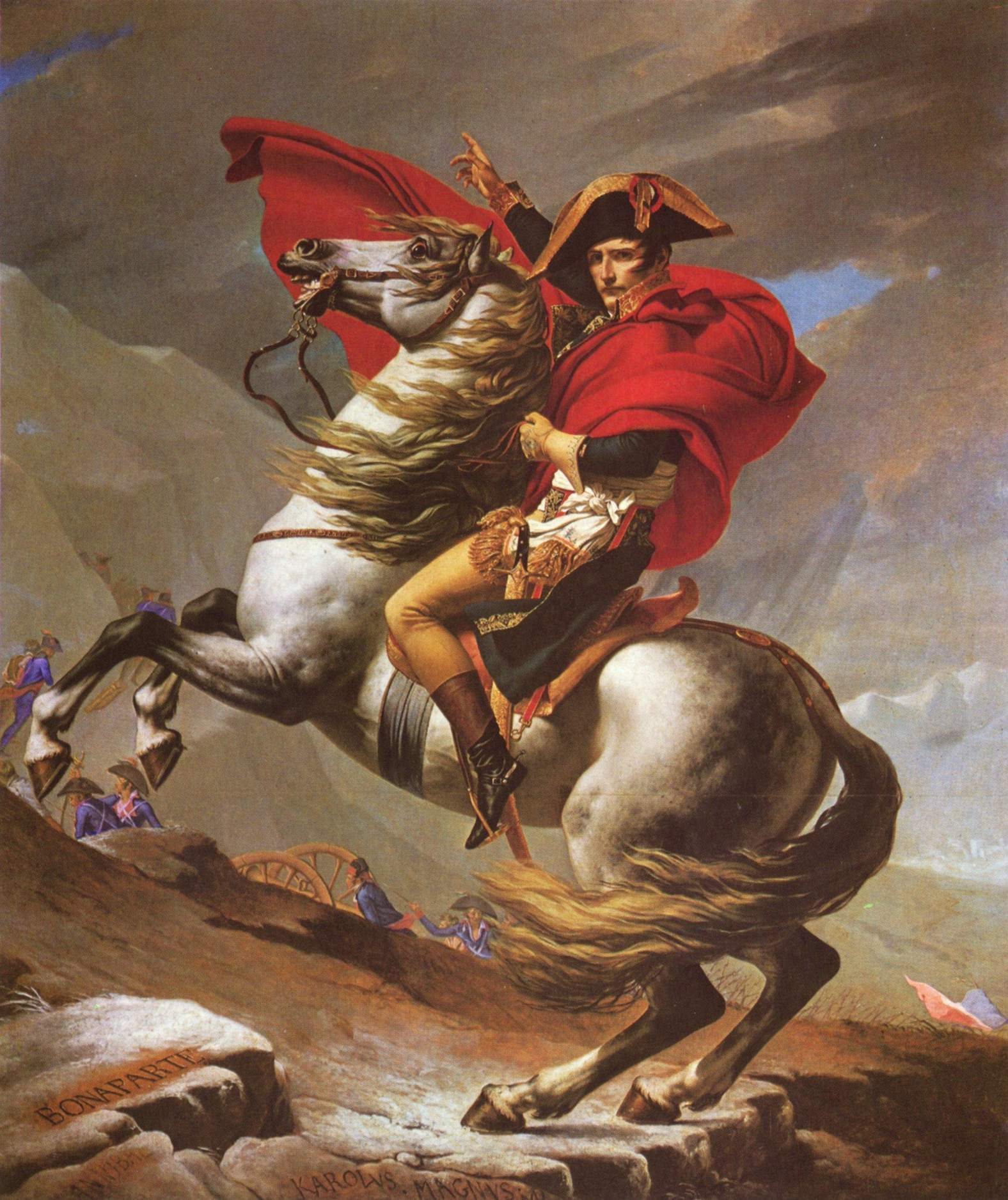
Jacques-Louis David: Bonaparte při přechodu Alp (Museé de Versailles). Námět tohoto idealizovaného plátna Napoleona v průsmyku Svatého Bernarda vyjadřuje protiklad mezi klidnou energií jezdce a bujným pohybem koně, který se lekl propasti zející krok od jeho nohou

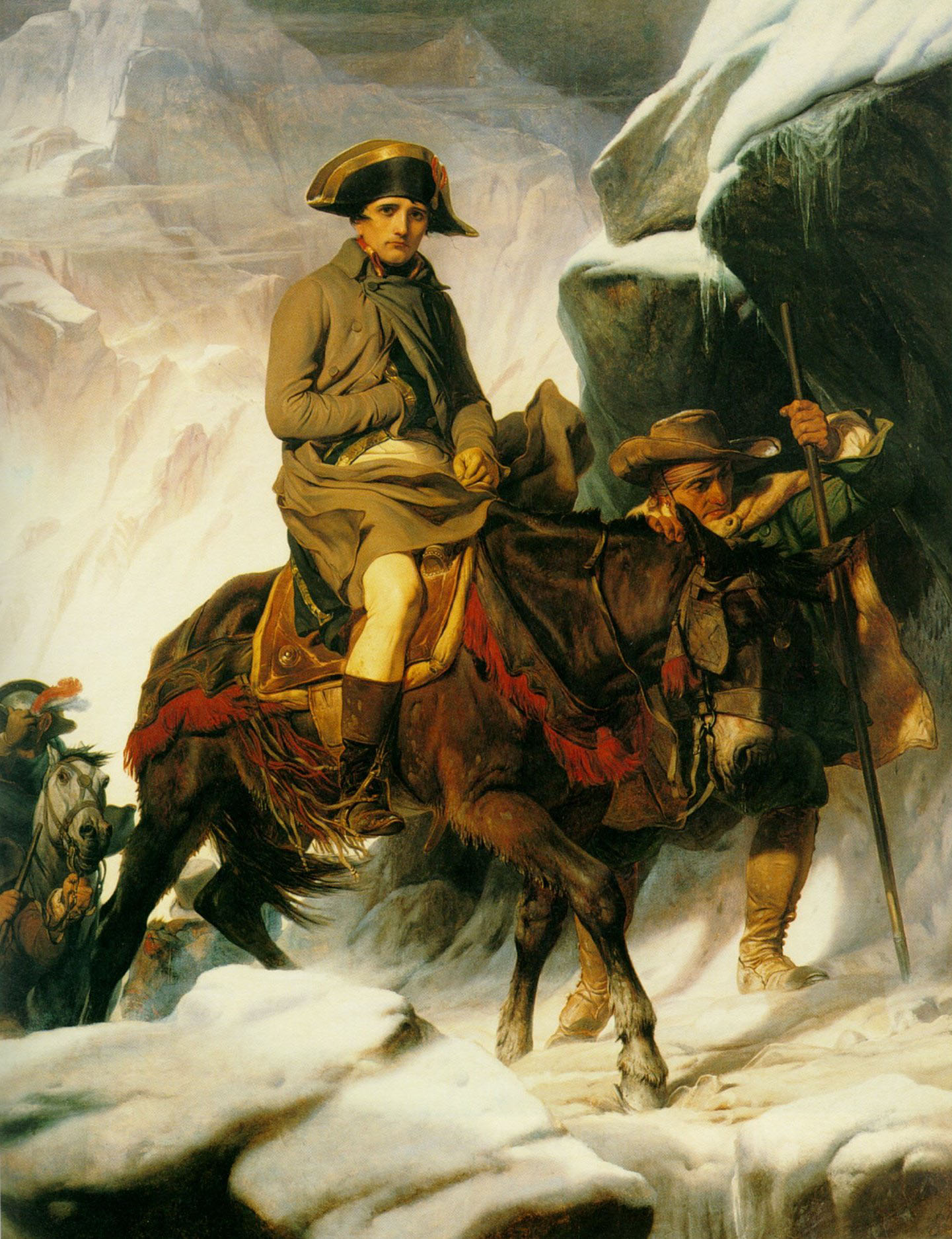
Paul Delaroche: první konzul překračuje Alpy. 20. května 1800 při legendárním přechodu Alp překonal Napoleon Velký Svatobernardský průsmyk. Výstup podnikl na mule, kterou vedl za ohlávku místní horský vůdce jménem Dorsaz.

Spolu s vypracováním nové ústavy čekala na Napoleona řada dalších úkolů spojených s rekonstrukcí Francie. Na domácí frontě to byla zejména finanční situace. Vyprázdněnou státní kasu postupně zacelil důsledným spořením, kontrolou vynaložených financí, daňovou politikou, jež měla zcela jasně vymezený obsah a vysokými půjčkami získanými v Nizozemí a Itálii. Pokud jde o daně samotné, Napoleon značně zvýšil daň nepřímou, zato výrazně snížil daň přímou. Uvědomoval si též, že pro stát je prospěšná podpora podnikání, přičemž za prvořadý zájem považoval rozvoj průmyslu. Současně důkladně zreorganizoval celý centrální systém státní správy, 1. ledna 1800 založil Francouzskou banku, k boji proti roajalistům a jakobínům vytvořil silný a rozvětvený policejní aparát (dlouholetým ministrem policie byl Joseph Fouché) a kritiku umlčel opatřením z 27. nivôsu r. VIIIfranc. (17. ledna 1800), jež zastavilo tisk šedesáti z celkových sedmdesáti tří vycházejících novin a časopisů. Během prvního půl roku se též vypořádal s rostoucí vlnou loupežnictví podél pozemních komunikací a výrazně utlumil stále doutnající roajalistické povstání ve Vendée.
V rámci vnitrostátních aktivit, které souvisely se správou státu, se Napoleon pustil i do budování vojenské moci, neboť armády II. koalice získaly zpět celou Itálii a stály na hranicích Francie. Již od 1. ledna, oficiálně teprve od 7. března 1800, začal s nejvyšším možným utajením vytvářet novou, takzvanou Záložní armádu (Armée de Réserve). Místem shromažďování vojsk bylo město Dijon a jeho blízké okolí. Zároveň s organizováním nové úderné síly první konzul posiloval Rýnskou armádu generála Moreaua a vydal pokyny veliteli Italské armády André Massénovi, aby pouze odvracel pozornost Rakušanů. Osobně se odebral do Dijonu 6. května, odkud zamířil do Ženevy, kam směřovaly jednotlivé celky Záložní armády. 14. května dostali vojáci povel vyrazit k pochodu, aby nepříteli vpadli do týlu průchodem Alp skrze Velký Svatobernardský průsmyk a Svatogotthardský průsmyk. Mezi 17.–22. květnem dosáhly hlavní francouzské síly Lombardie a 2. června vstoupily do Milána. V dalších dnech pak Napoleon rozptýlil svou armádu v domnění, že se nepřítel bude snažit vyklidit Alessandrii a ustoupí směrem přes řeku Pád. Jeho protivník baron Michael von Melas však místo ústupu soustřeďoval své síly a 14. června udeřil na značně oslabenou francouzskou armádu u hospodářské usedlosti s názvem Vella di Marengo. Naprosto zaskočený Napoleon nebyl s to silnějšímu soupeři vzdorovat a zdálo se, že bitva u Marenga se stane jeho výrazným neúspěchem. Po páté hodině odpolední však na bojiště dorazilo 5 000 mužů generála Desaixe, který osobně zvrátil průběh střetu ve francouzské vítězství. Následujícího dne podepsaly obě strany příměří, podle nějž se měli Rakušané stáhnout severně od řeky Pád. Napoleonovi, jenž se krátce po vítězství vrátil do Paříže, dopomohl triumf k upevnění pozice prvního konzula i přesto, že bitva u Marenga válku neukončila. Nepřátelství mezi oběma stranami bylo v listopadu téhož roku obnoveno a k definitivnímu rozhodnutí došlo až po vítězství generála Moreaua v bitvě u Hohenlindenu (3. prosince). Teprve poté byla 9. února 1801 mezi Francií a Rakouskem v Lunéville podepsána mírová smlouva.
11. ledna 1802 dorazil první konzul Bonaparte do Lyonu, kde bylo zahájeno zasedání Poradního shromáždění Cisalpinské republiky. V jeho průběhu pronesl projev, v němž shromážděným delegátům navrhl zřídit Italskou republiku. Mezi přítomnými tím vzbudil značné nadšení a po ukončení zasedání byl zvolen italským prezidentem. 11. floreálu roku Xfranc. (1. května 1802) vydal zákon o veřejném vyučování, jímž zřizoval veřejná lycea na území celé Francie, čímž položil základ státního vzdělávacího systému (Université de France). Na diplomatické frontě urovnal poměry s Velkou Británií, s jejímiž zástupci uzavřel v Amiensu 22. března 1802 mírovou smlouvu. V rámci vzájemného vyrovnání byly Francii navráceny zámořské kolonie, které předtím na krátko obsadili britští vojáci (Saint-Domingue, Malé Antily, Maskarény a pobřeží Guyany). Po formálním převzetí těchto území se Napoleon postavil na stranu francouzských plantážníků, kteří se nedokázali smířit s rozhodnutím Konventu o propuštění otroků, a obnovil otrokářské zákony tam, kde byly zrušeny. Již předtím vyslal 20 000 vojáků Rýnské armády pod velením svého švagra, generála Leclerca (manžela své sestry Pauliny), aby potlačili povstání černochů vedených Toussaintem Louverturem v kolonii Saint-Domingue (dnešní Haiti).
Napoleon se nadále věnoval i upevňování své pozice v čele republiky, přičemž se mu podařilo Státní radu zbavit všech pravomocí podílet se na přípravě zákonů. Zanedlouho pomocí neústavních machinací zorganizoval referendum, ve kterém byl 29. července 1802 zvolen doživotním konzulem a 2. srpna byl vyšachovaný senát nucen jej do tohoto úřadu potvrdit. 24. prosince téhož roku byl na Napoleona spáchán atentát, když odjížděl na představení do opery. Následné vyšetřování prokázalo, že za výbuchem pekelného stroje nedaleko jeho kočáru stáli příslušníci strany Šuanů.
V únoru 1803 Napoleon vyvinul mocenský nátlak na švýcarské povstalce, kteří se po podepsání lunévillského míru a odchodu francouzských vojsk ozbrojenou mocí postavili proti uspořádání země podle diktátu Direktoria, a po podepsání listiny Acte de médiation se stal protektorem (zprostředkovatelem) Helvetské republiky (19. února).

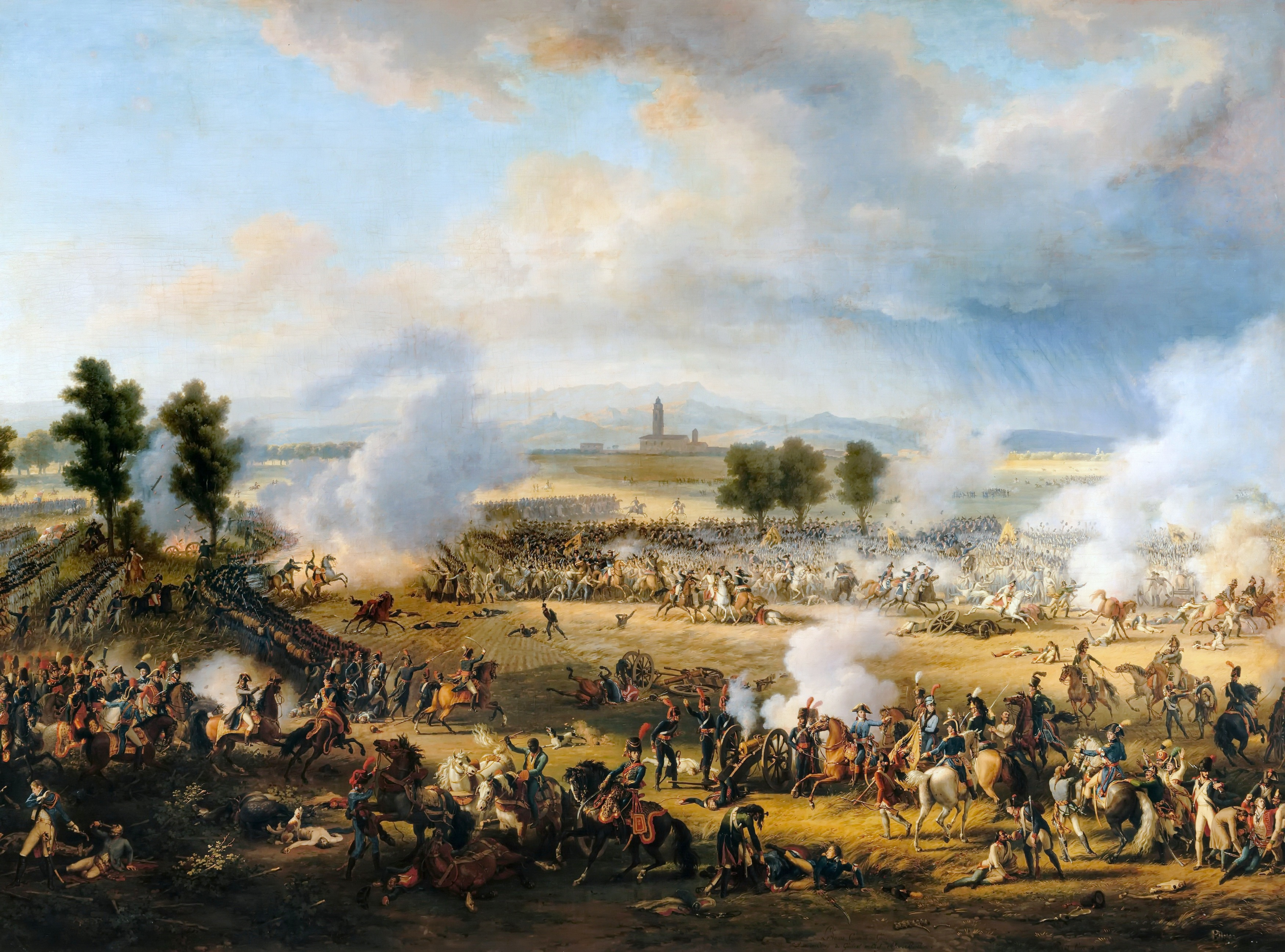
Napoleon v bitvě u Marenga

Po diplomatické roztržce vstoupila v květnu téhož roku Francie do válečného stavu s Velkou Británií, což Napoleona přinutilo vzdát se plánů souvisejících s dosavadní koloniální politikou. Přes prvotní úspěchy nedokázalo jeho vojsko potlačit povstání v Saint-Domingue. Napoleon poznal, že Francie nebude schopna udržet námořní spojení se svými državami na řece Mississippi, a proto odprodal 30. dubna francouzskou část Louisiany Spojeným státům americkým za částku 15 milionů dolarů.
Přestože pro nadcházející konflikt Británie disponovala značnou námořní převahou, Napoleon se velmi intenzivně zabýval přípravou invaze přes Lamanšský průliv. Byl si naprosto jist svým vítězstvím, a proto začal i ve zbytku Evropy uplatňovat agresivní politiku. 5. června 1803 anektoval Hannoversko a 21. března 1804 nechal z území Bádenska unést a po zinscenovaném procesu popravit blízkého příbuzného bývalého francouzského krále Ludvíka XVI., vévodu Antoina d'Enghien. K tomuto skutku jej vedly zejména indicie, které naznačovaly, že mladý příslušník rodu Bourbonů je zapleten do spiknutí připravovaného britskými agenty, jehož cílem byl státní převrat a Napoleonova násilná smrt. Téhož měsíce Napoleon vydal nový občanský zákoník Code civil neboli Code Napoleon, jenž přes mnohé novely zůstává doposud základem francouzského občanského práva a silně ovlivnil právní vědu.
K uskutečnění dalších ambicí Napoleonovi dopomohla obě odhalená spiknutí usilující o jeho život. Pod záminkou, že má v úmyslu zmařit pokusy budoucích atentátníků zavedením dědičného následnictví, přiměl senát, aby jej 18. května 1804 jmenoval císařem. Impozantní korunovace proběhla 2. prosince téhož roku za přítomnosti papeže Pia VII. v katedrále Notre–Dame v Paříži. Jelikož Napoleon dobře chápal důležitost symbolů, vystoupal při církevním obřadu k oltáři, uchopil korunu ležící na podstavci, otočil se zády ke všem asistujícím včetně papeže a za císaře Francouzů se korunoval sám. Pak vložil korunu na hlavu své manželky Josefiny a po oficiálním uvedení na trůn převzal tradiční symboly panovnické moci: říšské jablko, žezlo a meč.

## Císařství

### Nástup na trůn a vítězství nad Rakouskem

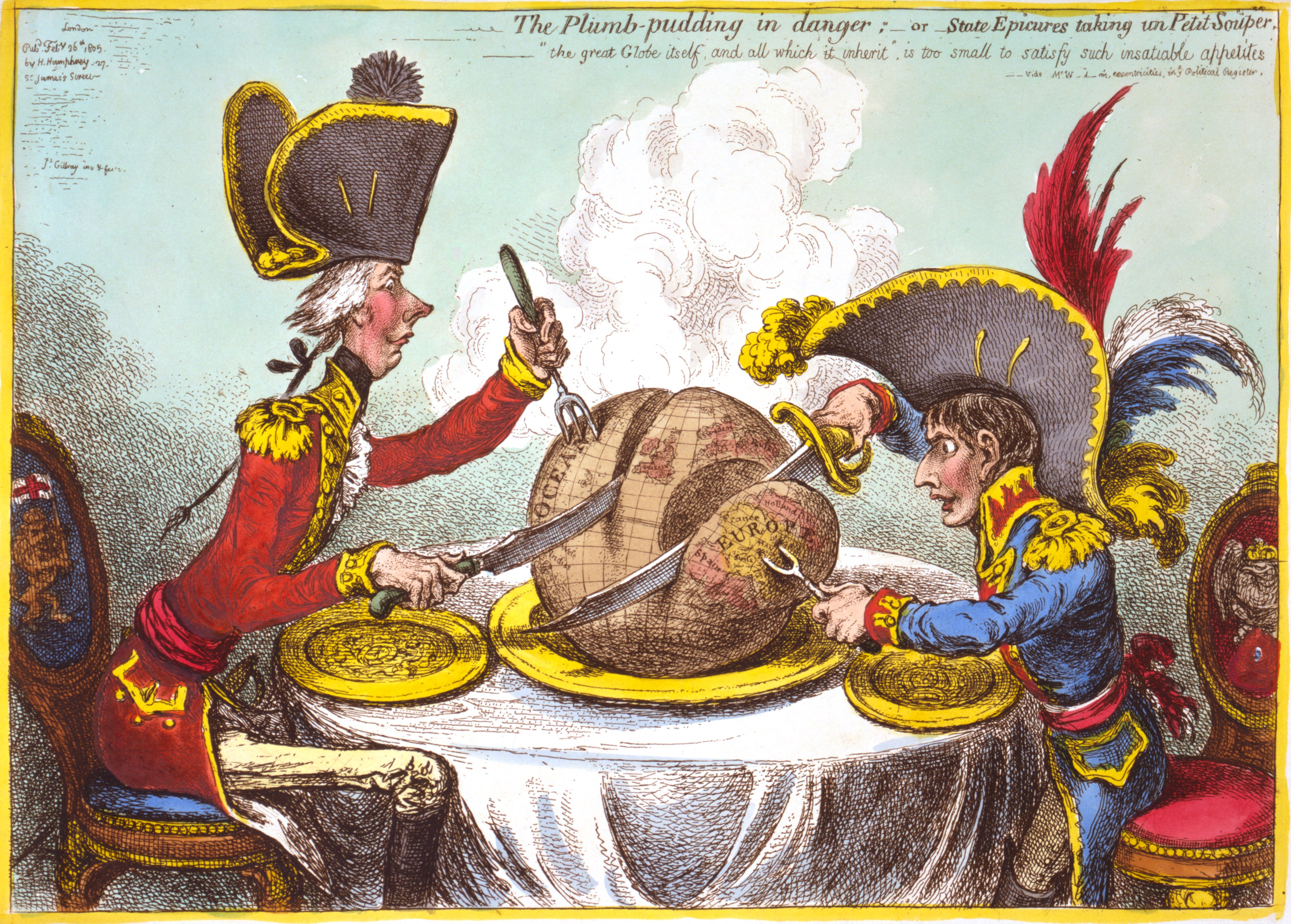
James Gillray: Vánoční pudink v ohrožení neboli státní labužníci si pochutnávají na un Petit Soupe. Karikatura z roku 1805 poukazující na územní hrabivost britského premiéra Williama Pitta a francouzského císaře Napoleona.

Jacques-Louis David: epizoda z Napoleonovy korunovace

V červnu 1804 Napoleon k Francii připojil Ligurskou republiku a v květnu 1805 podnikl vítěznou cestu po Itálii a nechal se korunovat italským králem (26. května). Avšak jeho územní rozpínavost a bezohledné počínání již dlouhodobě vzbuzovaly hněv a nelibost u cara Alexandra I., který se od roku 1803 prozatím neúspěšně pokoušel uzavřít protifrancouzskou útočnou alianci s vládci Rakouska a Pruska. K nejvýraznějšímu ochlazení francouzsko-ruských vztahů došlo po popravě vévody d'Enghien v druhé polovině roku 1804, nicméně Napoleon nechápal důvod carova jednání a společně se svými diplomaty se domníval, že jde jen o dočasnou záležitost. Ruský panovník však zatvrzele usiloval o spojenectví s některou z evropských velmocí a nakonec se jeho pověřencům podařilo dosáhnout úspěchu ve Velké Británii, se kterou uzavřel dohodu 30. března 1805. K alianci se po diplomatickém nátlaku následně připojil i rakouský císař František I., kterého proti Francii popudila zejména Napoleonova anexe Janovska a Luccy. K podepsání britsko-rusko-rakouské spojenecké deklarace, jíž vznikla III. koalice, došlo 28. července téhož roku.
Aby se Napoleon vyhnul obranné válce na několika frontách, rozhodl se zaútočit na nejbližšího nepřítele, kterým bylo Rakousko, a posléze se vypořádat s Rusy. Tažení se účastnilo na 200 000 francouzských vojáků bývalé Anglické armády (sbory, jež byly připraveny u Lamanšského průlivu na invazi do Británie), která pro tuto kampaň nesla nové Napoleonovo přízvisko Grande Armée d'Allemagne – Velká německá armáda (všeobecně se nazývá jen Grande Armée – Velká armáda). Francouzští vojáci tedy místo připravovaného vylodění vyrazili v sedmi proudech do Bavorska, kde své síly soustřeďoval podmaršálek Karl Mack. Při namáhavých pochodech se přesunovali rychlostí 25–30 km za den, aniž by rakouský vrchní velitel tušil, kde se objeví. Dne 7. října dorazily sbory francouzských maršálů Soulta, Davouta a Lanese a Muratovo jezdectvo k Dunaji, který překročily 60 kilometrů v Mackově týlu. O několik dní později byl podmaršálek i s většinou rakouské armády obklíčen u Ulmu, kde také 20. října před svým protivníkem kapituloval. Z obklíčení ho nevyprostila ani Podolská armáda ruského generála Kutuzova, již vyslal Rakušanům na pomoc jejich spojenec car Alexandr I. V průběhu pokračujícího tažení padla do francouzských rukou i Vídeň a Napoleon se ve stopách ustupujících Rusů vydal na Moravu. Zde rozdrtil vojska koalice v bitvě u Slavkova, čímž přinutil Rakušany, aby s ním 26. prosince uzavřeli tzv. prešpurský mír, jenž pro ně znamenal ztrátu italských a velké části německých území.

### Válka v Prusku a Polsku

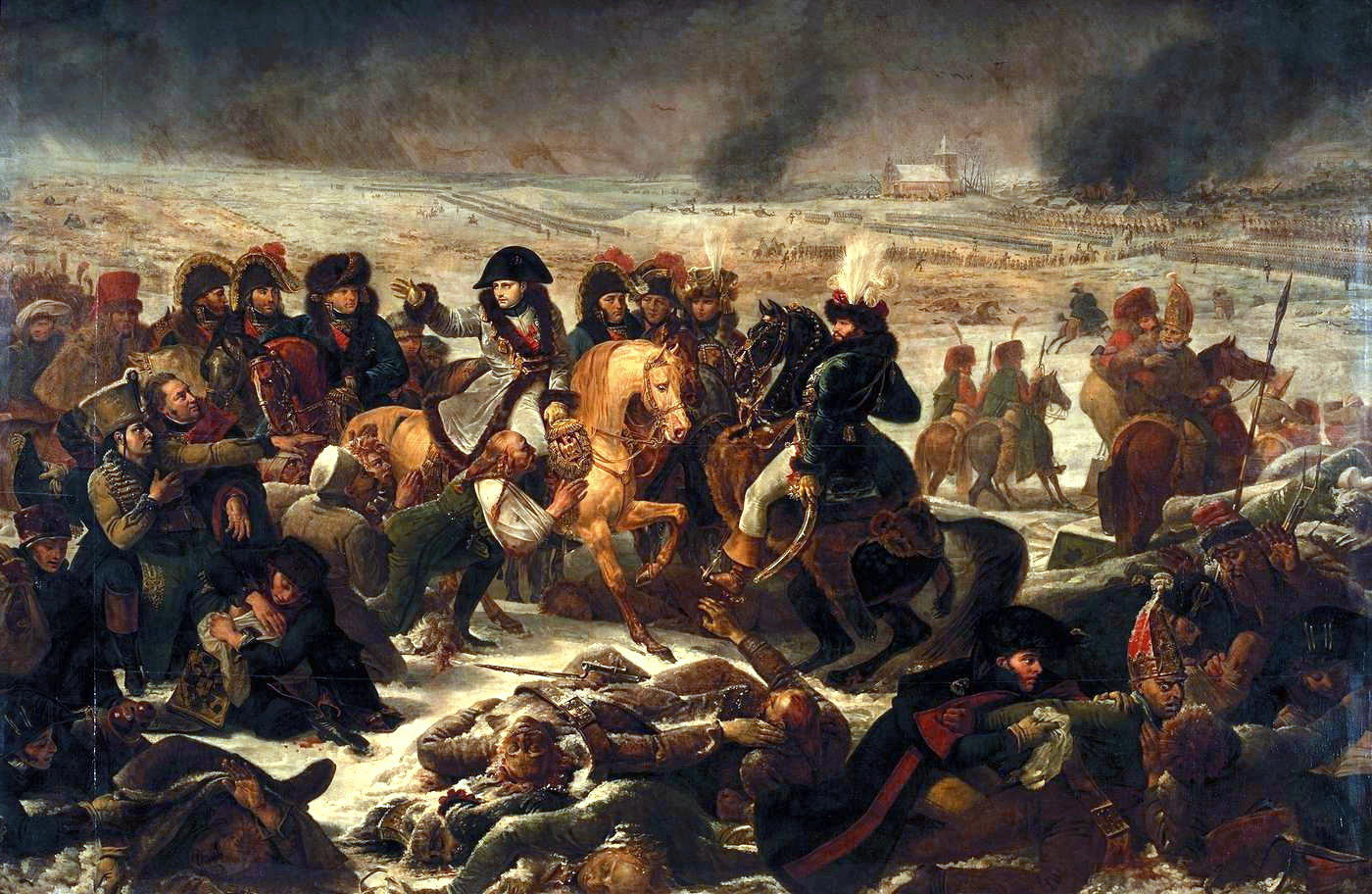
Antoine Jean Gros: Napoleon v bitvě u Jílového

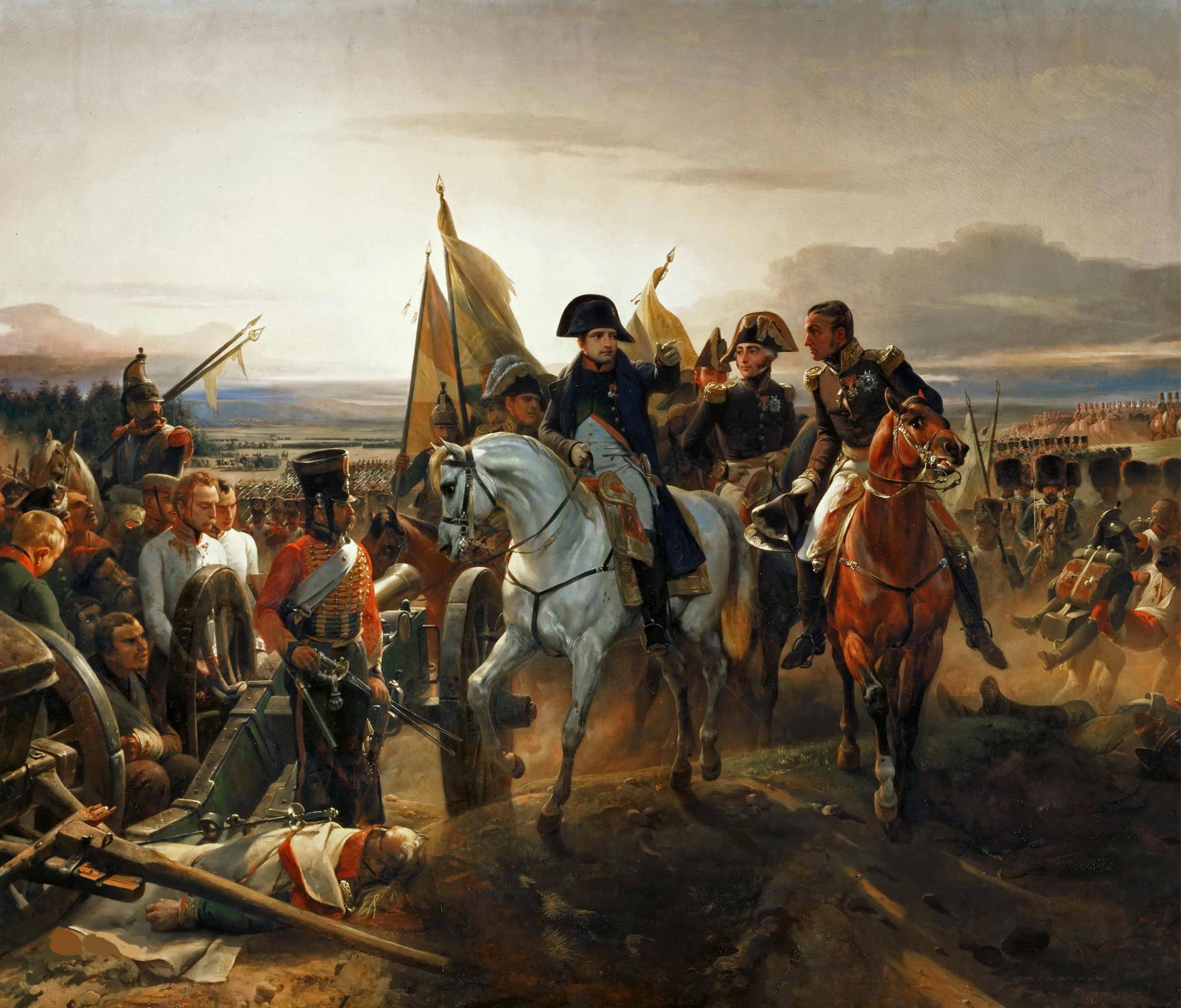
Horace Vernet: Napoleon v bitvě u Friedlandu

Po vítězství u Slavkova se Napoleon ocitl na vrcholu slávy. Tak jako celý francouzský národ si i on, z osobních i dynastických důvodů, upřímně přál evropský mír. Odpor zbytků III. koalice však nebyl zlomen. Ruský car Alexandr I. s Napoleonem odmítl jednat bez dalšího boje a porážka francouzsko-španělského loďstva v námořní bitvě u Trafalgaru proti britské flotě vedené viceadmirálem Horatiem Nelsonem zmařila francouzské naděje na invazi do Anglie a její pokoření. Navíc i v prozatím neutrálním Prusku začaly sílit protifrancouzské válečné tendence. Tuto situaci v Prusku zapříčinil i sám Napoleon. K prvnímu výraznému narušení vzájemných vztahů došlo na podzim roku 1805, když sbor maršála Bernadotta s císařovým vědomím prošel skrze Ansbašsko a porušil tak pruskou neutralitu. Další trhlinu ve vzájemných vztazích vyvolala Napoleonem dojednaná, avšak z francouzské strany nerealizovaná výměna švýcarského kantonu Neuchâtel za Hannoversko. Tento podezřelý obchod dokonce Napoleon znesvětil tím, že v roce 1806 nabídl jím obsazené Hannoversko anglickému králi (ten byl zároveň legitimním panovníkem Hannoverska) jako cenu za mír, což v Prusku vyvolalo jednoznačné válečné pohnutí. Další znepokojení pociťovalo Prusko nad vytvořením Rýnského spolku, což byl Napoleonův krok směrem k upevnění jeho nadvlády nad rozsáhlými územími v Německu. Toto opatření zapříčinilo definitivní zánik Svaté říše římské.

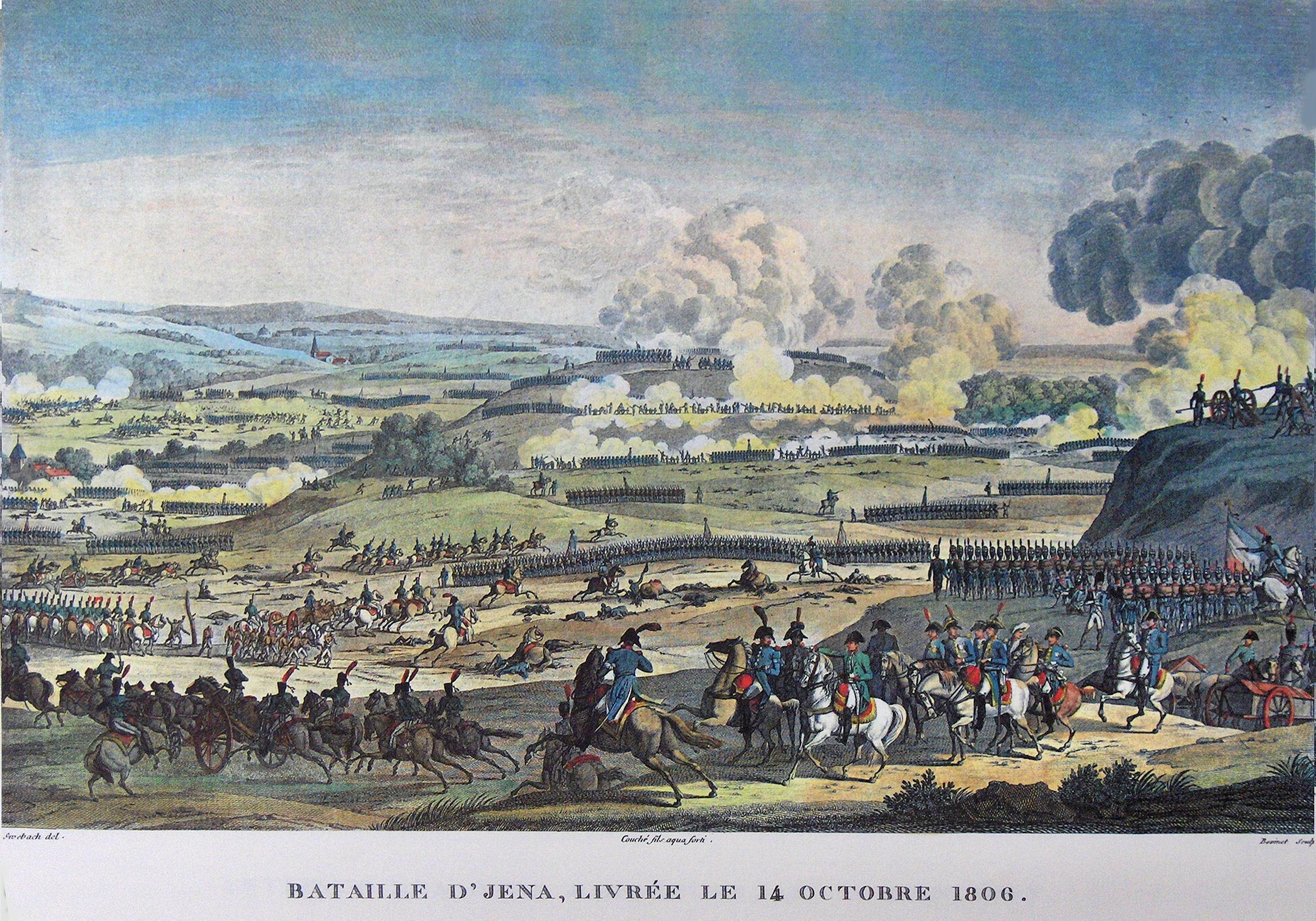
Napoleon v bitvě u Jeny

Své mocenské ambice rozšířil Napoleon také v Itálii, když v první polovině roku 1806 nařídil maršálu Massénovi obsadit Papežský stát a pevninskou část Království obojí Sicílie. Smrtí jeho velkého protivníka, britského premiéra Williama Pitta, se Napoleonovi nakonec otevřela možnost jednat s ostrovní zemí o míru, ale ratifikace tohoto míru se ukázala být nemožnou.
V prvních měsících druhé poloviny roku 1806 se situace v Prusku začala vyostřovat. I přes zjevně nepřátelské nálady mezi Francií a jejími protivníky Napoleon do poslední chvíle váhal s válečnými přípravami a věřil, že krize bude zažehnána. K tomu však nedošlo, neboť 15. září se jeho nepřátelé sjednotili ve IV. koalici, v níž byly zainteresovány Anglie, Švédsko, Rusko a Prusko. Počátkem podzimu pak Prusko předložilo Napoleonovi ultimátum, které bez odezvy vypršelo 7. října. Francouzský císař neváhal a druhého dne jeho armáda překročila hranice Saska. O týden později (14. října 1806) Napoleon porazil část pruské armády v bitvě u Jeny a hlavní část nepřátelských sil ve stejnou dobu rozdrtil v bitvě u Auerstedtu maršál Louis-Nicolas Davout. Během jediného dne tak přestala pruská armáda téměř zcela existovat jako bojová síla. Její ztráty činily 45 000 mrtvých, zraněných a zajatých, dále přišla o 200 děl a porážka v ní vyvolala naprostý morální rozklad. V reakci na tento kolaps zažádal pruský král 22. října o mír, Napoleon si však při zdlouhavém jednání s vyslanci pruského krále Fridricha Viléma III., jenž uprchl do Königsbergu, záměrně kladl nesplnitelné podmínky, neboť po příměří ani míru s Pruskem netoužil. 26. října vstoupila francouzská vojska do Berlína a v průběhu dalších bojů se Francouzi převalili přes celé Západní Prusko až k břehům Baltského moře, přičemž zajali tisíce nepřátelských vojáků.
Dne 21. listopadu podepsal Napoleon dekrety o zavedení kontinentální blokády, jež uzavírala přístavy Francií ovládaných zemí anglickému exportu i importu. V prvním listopadovém týdnu pak dal svým sborům povel vstoupit do Polska, kde se chtěl vojensky střetnout s carem Alexandrem I., jenž se pomalým tempem posunoval na pomoc pruskému panovníkovi. Polské vyšší vrstvy vnímaly francouzského císaře jako možného obnovitele své ztracené samostatnosti, avšak ten se k této myšlence choval poměrně chladně. 26. prosince se Napoleon s Rusy střetl v bitvě u Pultuska, v níž ze strategického hlediska dosáhly vítězství francouzské jednotky, avšak zima i vyčerpání vlastních vojáků přinutily Napoleona, aby armádu ubytoval do zimních kvartýrů. Sám odjel do Varšavy, kde zavalen prací a starostí o armádu prožil první fázi svého milostného vztahu k polské vlastence, hraběnce Marii Walewské. Další vojenské operace však na sebe nedaly dlouho čekat, neboť Rusové obnovili ofenzivu již na konci ledna 1807. Manévry této akce vyvrcholily 8. února nerozhodnou bitvou u Jílového, v níž císař Francouzů jako velitel selhal, především tím, že nedokázal včas zkoncentrovat svá vojska a některé jednotky do bitvy nezasáhly včas nebo vůbec. V boji padlo či bylo raněno 15 000 francouzských vojáků, téměř třetina mužů nasazených v poli. Po doznění bojů se obě strany opět stáhly do zimních kvartýrů a další válečné operace polského tažení se odehrály teprve v následujících jarních měsících. V jejich průběhu se Napoleonovi 14. června 1807 podařilo dosáhnout důležitého vítězství nad Ruskem v bitvě u Friedlandu, což mu o pět dní později umožnilo vstoupit do Tylže. Vzápětí car Alexandr zažádal o mírové rozhovory, které probíhaly na voru ukotveném uprostřed řeky Němen a vyvrcholily ve dnech 7. a 9. července 1807 podepsáním tzv. tylžského míru.

### Válka ve Španělsku

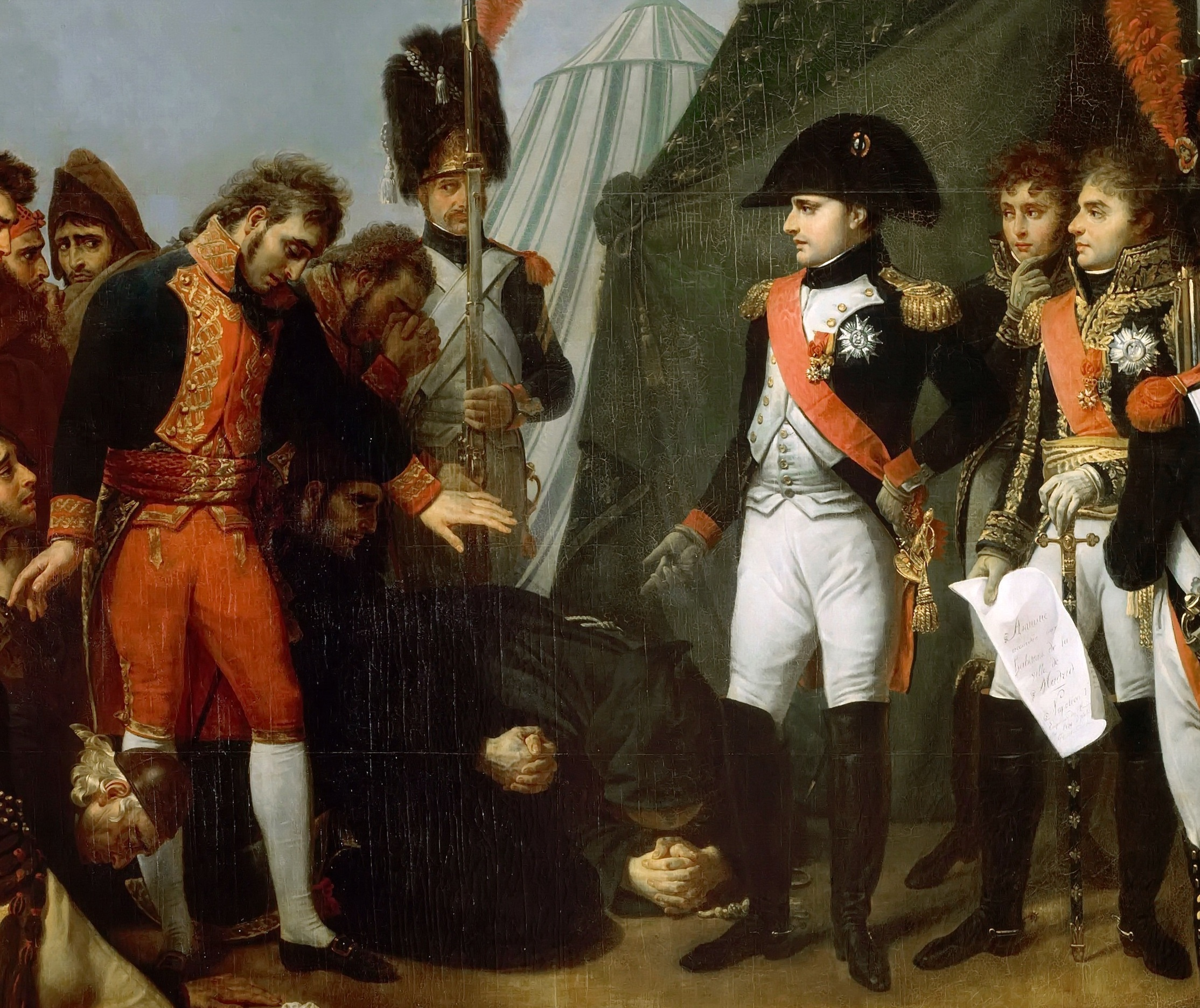
Antoine Jean Gros: Napoleon přijímá kapitulaci Madridu

Napoleon se vrátil do Paříže pouhé tři týdny po ratifikaci mírových podmínek (27. června) jako vládce obrovského konglomerátu rozkládajícího se od Královce po Pyreneje, od Varšavy až do Neapole, od Antverp k horám severozápadního Balkánu, od Hamburku po ostrov Korfu. S vědomím, že jeho jediným protivníkem zůstává pouze Anglie, se pustil do uskutečňování svého nového cíle – ovládnutí Pyrenejského poloostrova. V atmosféře každodenních opulentních hostin, banketů a plesů začal formovat novou armádu, jejímž velením byl pověřen Napoleonův přítel ještě z dob obléhání Toulonu Andoche Junot. Ten 17. října vstoupil do Portugalska a po sérii rychlých pochodů obsadil Lisabon (30. listopad), z nějž uprchla celá královská rodina do Brazílie.
Dalším cílem Napoleonovy územní rozpínavosti se stalo spojenecké Španělsko. I přes skutečnost, že se jeho jižní soused připojil k dodržování berlínských dekretů, bylo francouzskému císaři zřejmé, že obyvatelé jsou do značné míry závislí na anglickém dovozu i vývozu a budou se snažit diplomatické závazky oklikami obcházet. Rozhodl se proto Španělsko zcela ovládnout, aby zemi nezbylo nic jiného, než se systému kontinentální blokády naprosto podřídit. Ve složité politické hře nakonec dosáhl úspěchu, když v březnu 1808 postranními intrikami přinutil španělského krále Karla IV. abdikovat ve prospěch prince Ferdinanda. Po svém odstoupení Karel IV. odeslal stížnost na synovo jednání přímo k Napoleonovi, jenž jej vyzval, aby své nároky přijel obhájit do Bayonne. Do tohoto jihofrancouzského města sesazený král dorazil i se svou chotí Marií, namísto slibovaného slyšení se však oba manželé dostali do zajetí (21. dubna). Současně s těmito machinacemi Napoleon posiloval vojenskou přítomnost na celém pyrenejském poloostrově a počátkem roku 1808 francouzské ozbrojené síly ve Španělsku čítaly na 80 000 mužů. Jejich velením byl pověřen císařův švagr, maršál Joachim Murat.

Napoleon v bitvě u Somosierry ve které polská jízda porazila španělské obránce průsmyku

Nedlouho po svých rodičích byl do Bayonne vylákán a vzápětí uvězněn i král Ferdinand, na jehož místo Napoleon neprodleně dosadil svého bratra Josefa. Když se obyvatelé Španělska 2. května dozvěděli, že se do Francie má odebrat i nejmladší syn Karla IV. don Francisco de Paolo, vypuklo v Madridu povstání. To sice Joachim Murat potlačil, ale během několika dnů vzpoura zachvátila téměř celé území Španělska. Protifrancouzské akce nakonec dosáhly takových rozměrů, že si vyžádaly pozornost samotného Napoleona, který první operace proti juntám (provinčním vládám) řídil z Bayonne. Avšak 22. července byl kvůli císařovu chybnému rozkazu donucen kapitulovat sbor generála Duponta v Bailénu, což velmi oživilo španělský odpor a oslabilo morálku Francouzů. Andaluské armádě se v důsledku tohoto úspěchu otevřela cesta na Madrid, který spolu s posádkou po desetidenním pobytu narychlo opustil i král Josef Bonaparte (31. července). Tento debakl přišel ve velmi nevhodnou chvíli, neboť k Napoleonovi již dorazily první zprávy, že Rakousko nejspíš zbrojí k nové válce. Navíc 1. srpna došlo na žádost junt k vylodění anglické pozorovací armády pod velením sira Arthura Wellesleyho v zálivu Mondego. V následujících dnech britský velitel porazil Junotův sbor v bitvě u Vimeira (21. srpna), čímž Napoleona připravil o celé Portugalsko. Všechny tyto okolnosti, zejména hrozba boje na dvou frontách, nakonec přinutily francouzského císaře, aby se operací ve vzbouřené zemi ujal osobně. Dříve se však pokusil upevnit spojenectví s carem Alexandrem. K setkání nazvanému erfurtská konference došlo v září 1808 a Napoleonovi se dostalo od ruského panovníka příslibu, že jeho země zůstane na straně Francie, pokud se Rakousko stane agresorem. 12. října vydal Napoleon instrukce k rozdělení Velké armády a 5. listopadu se připojil ke svým mužům ve Vitórii. Po necelý měsíc trvajícím tažení pak 4. prosince opět obsadil Madrid a nastěhoval se do paláce El Escorial. Krátce na to vydal čtyři dekrety, kterými ve Španělsku zrušil veškerá feudální práva i vrchnostenské soudy, dvě třetiny klášterů, celou Svatou inkvizici, a odstranil celní bariéry mezi jednotlivými španělskými provinciemi. V dalších dnech pak Napoleon se svými vojáky pokračoval hlouběji do španělského vnitrozemí s úmyslem odříznout jednotky britského generála Moora (jenž nahradil Wellingtona) od Portugalska. Tuto válečnou operaci však nedokončil, neboť naléhavé zprávy z Rakouska a Paříže jej v prvních dnech roku 1809 donutily k návratu do Francie.

### Období války páté koalice

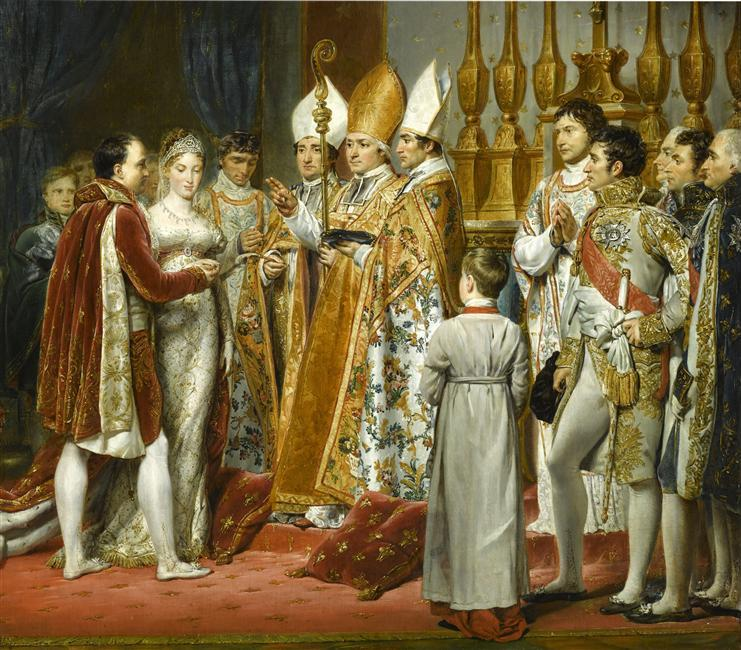
Georges Rouget: Císař Napoleon a arcivévodkyně Marie Luisa při církevním svatebním obřadu v Louvru. První svatební ceremonie proběhla již v Rakousku v augustiniánském klášteře ve Vídni a ženicha zde zastupoval arcivévoda Karel.

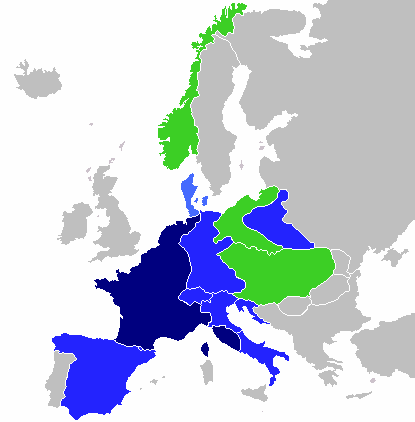
Napoleonovo impérium po podepsání schönnbrunnské mírové smlouvy
Francouzské císařství
Francouzské satelitní státy
Alianční státy

Jednou ze zpráv, kvůli níž Napoleon opustil nedokončené tažení, byla očekávaná informace, že na hranicích Itálie a spojeneckého Bavorska se shromažďují mohutné síly Rakouského císařství. Další znepokojující zvěstí byl podezřele těsný svazek jindy vzájemně nepřátelsky naladěných ministrů Talleyranda a Fouchého. 23. ledna Napoleon dorazil do Paříže a o pět dní později si k sobě do pracovny pozval nejvyšší hodnostáře císařství. V jejich přítomnosti vyčetl Talleyrandovi veškeré intrikování proti své osobě a nadále mu přestal věnovat pozornost. S velkým nasazením se posléze pustil do příprav války v německých oblastech. Nezbývalo mu mnoho času, neboť 9. dubna překročily rakouské jednotky řeku Inn a vstoupily do Mnichova. Tentokrát se Napoleon nepokoušel nepřítele předejít obvyklou útočnou strategií, jelikož si z politického hlediska přál vyhovět podmínkám erfurtské dohody. Po vypuknutí války však neprodleně vyrazil do Ingolstadtu, kde osobně převzal velení armády (18. dubna). Ihned vydal rozkaz ke shromáždění roztroušených sborů a zdařilým tahem, tzv. „řezenskou operací“, reprezentovanou bitvou u Teung–Hausenu, bitvou u Abensbergu a bitvou u Landshutu, přinutil rakouské vojsko pod velením nejzkušenějšího císařského velitele arcivévody Karla k rozhodující bitvě u Eggmühlu (22. dubna). Po vítězství v tomto střetnutí Napoleon vedl svou armádu proti Vídni, jíž se zmocnil 12. května.

Charles Meynier: Napoleonův návrat na ostrov Lobau

Dobytí rakouské metropole představovalo jen dílčí a spíš prestižní úspěch, jenž francouzskému vojsku ze strategického hlediska přinesl pouze zabezpečení pravé strany Dunaje. Napoleon měl v úmyslu dál pokračovat ve stopách arcivévody Karla, chyběly mu však podrobnější informace, kde se nepřítel nachází, nehledě na fakt, že Rakušané strhli všechny mosty přes Dunaj. Rozhodl se proto postavit dva nové přechody přes rozvodněné říční koryto nad i pod Vídní. Kvůli zarytému rakouskému odporu však vystavěl most pouze v prostoru u vesničky Aspern, ležící asi 10 km jižně od okupovaného velkoměsta. 21. května přepravil svou armádu z ostrova Lobau na levý břeh Dunaje a zaútočil na arcivévodovu armádu u vesnic Aspern a Essling. V těchto místech utrpěl první porážku ve své dosavadní vojenské kariéře (bitva u Aspern a Esslingu) a byl nucen opět se stáhnout na ostrov Lobau. Veden politickými důvody chápal, že toto místo nesmí opustit, jelikož veřejné mínění by jeho ústup vnímalo jako další velké rakouské vítězství. S vědomím, že z prestižních důvodů musí dosáhnout rozhodujícího obratu ve válce, se tedy dalších šest týdnů s pedantskou pečlivostí připravoval k druhému pokusu o překročení řeky.
Dne 4. července francouzský císař převedl svých 134 000 pěšáků, 27 000 jezdců a 433 děl opět přes Dunaj, přičemž se snažil vyvinout nápor do levého boku nepřátelského postavení. Po dvoudenním zápolení jeho muži obrátili bitvu u Wagramu ve svůj prospěch. Střetnutí samotné znamenalo pro Napoleona obrovský triumf, pro Evropu návrat pod jeho žezlo. Okázale pak slavil vítězství, tažení však stále ještě neskončilo. Již druhého dne po bitvě vyrazily francouzské sbory dál za ustupujícími Rakušany směrem do Čech a na Moravu. O dalších pět dní později, v průběhu bitvy u Znojma, navrhl arcivévoda Karel uzavřít příměří. To Napoleon přijal a 14. října bylo stvrzeno podepsáním schönnbrunnské smlouvy, jež Rakousku přinesla další územní ztráty a nutnost Francii vyrovnat válečné náhrady v hodnotě 85 milionů franků.
V průběhu jednání v Schönbrunnu dorazila za Napoleonem hraběnka Walewská a ještě téhož roku mu oznámila, že čeká jeho dítě. Nedlouho po této novině se francouzský císař rozhodl, že se rozvede s Josefínou. Jeho úmyslem však nebylo pokračovat ve vztahu s polskou šlechtičnou, jež mu v roce 1810 porodila syna jménem Alexandre, ale jeho zrak se upnul k nevěstě z urozenějšího a dynasticky silnějšího rodu. Tou se měla stát Marie Luisa, dcera rakouského císaře Františka I. 15. prosince se rozvedl s císařovnou Josefínou a 1. dubna 1810 v Saint-Cloud při občanském obřadu pojal za choť habsburskou princeznu. Následujícího dne došlo v Louvru k obřadu církevnímu. 20. března 1811 Marie Luisa porodila syna, jenž obdržel titul římského krále a při křtu provedeném 9. června v katedrále Notre-Dame dostal jméno Napoleon František.
Po podepsání schönnbrunnské smlouvy se Napoleon začal plnou měrou zabývat bojem proti Velké Británii a Španělsku. Jako dříve pracoval od šesti hodin ráno do pozdního večera, válka na Pyrenejském poloostrově však i přes jeho veškerou snahu pohlcovala další francouzská vojska i finance. Po bitvě u Wagramu uvažoval o tom, že situaci na jižní frontě vyřeší osobně, ale k tomuto kroku se neodhodlal, ačkoli mu v tom nebránily žádné závažné politické či strategické důvody. Vůči Británii se pokoušel stupňovat především ekonomický nátlak prostřednictvím kontinentální blokády, která, jak doufal, měla ostrovní velmoc dohnat k finančnímu krachu a mírové kapitulaci. Jeho snaha však dosáhla jen částečného úspěchu, neboť zejména kvůli pašerákům se anglické zboží i nadále dostávalo ke svým evropským zákazníkům. V letech 1810–1811 se navíc Francie dostala do hospodářské krize, která v první fázi zasáhla velké banky a obchodníky a posléze se rozšířila i na výrobní odvětví. Napoleon musel podniknout řadu opatření, aby důsledky krize zmírnil, avšak chápal, že k úplnému ekonomickému zotavení může dojít pouze po zrušení berlínských dekretů. Zrealizovat akt takového významu si však mohl dovolit teprve až porazí Brity, kterým i přes dohodu sjednanou v Tylži stále častěji otevíral přístavy ruský car Alexandr I.

### Ruské tažení

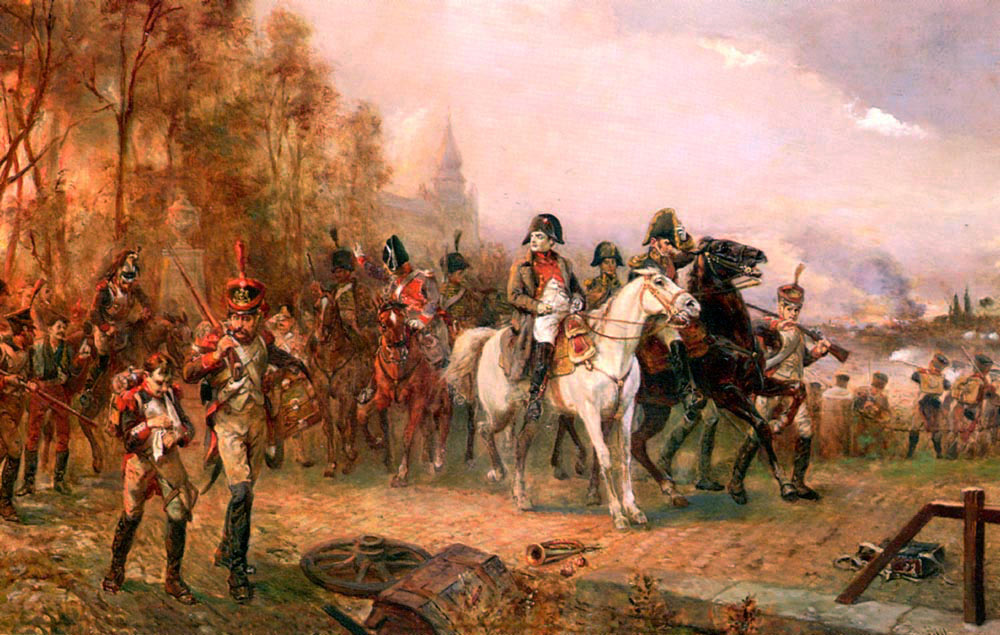
Robert Alexander Hillingford: Napoleon se svými vojáky v bitvě u Borodina

Adolf Northern: Napoleonův ústup od Moskvy

První vážnější roztržka mezi vládci Ruska a Francie se datuje k podzimu roku 1810, kdy car Alexandr I. ignoroval ujednání o kontinentální blokádě a umožnil dvanácti stovkám britských obchodních lodí vyložit zboží v pobaltských přístavech. Napoleon jako odvetu anektoval vévodství Oldenburské, což pro ruského vládce představovalo velmi výraznou urážku, neboť choť oldenburského následníka trůnu byla Alexandrovou sestrou. Car kontroval novým celním tarifem, jenž zvyšoval sazby na dovoz luxusního francouzského zboží a vína. Napoleon tedy začal na ruského panovníka vyvíjet diplomatický nátlak, ten však selhal. Rozhodl se proto pro důraznější opatření – válku.
K tomuto účelu shromáždil dosud největší armádu, co kdy operovala na evropském bojišti, čítající na 440 000 mužů. Z tohoto počtu bylo 125 000 rodilých Francouzů, zbytek tvořily kontingenty více či méně loajálních spojenců. Soustřeďování vojsk trvalo téměř celou první polovinu roku 1812. Dne 9. května v šest hodin ráno se Napoleon v doprovodu císařovny odebral z paláce Saint-Cloud k Velké armádě. 16. května dorazil do Drážďan, kde se kolem něj shromáždili panovníci většiny jím podrobených národů. Následujících čtrnáct dní pobytu v saské metropoli, které jsou označovány jako Drážďanská apoteóza, se stalo vrcholným okamžikem Napoleonovy vlády. Byl pánem nad Evropou, císařem nad císaři a králi, korunované hlavy z celé Evropy tvořily jeho dvůr a průvod! Z Drážďan císař Francouzů odjel do Královce, odkud 17. června zamířil do Wikowischki, kde vydal pro vyčkávající vojáky proklamaci o nadcházejícím tažení. 24. června dal těmto mužům pokyn k pochodu přes řeku Němen (došlo k němu po postavení třech mostů u Jurburku, Kovna a Olity). Napoleon plánoval válku v Rusku co nejrychleji ukončit tím, že vnutí nepříteli rozhodující bitvu. Avšak jeho protivník generálporučík Barclay de Tolly, vědom si skutečnosti, že proti Francouzům může postavit pouze 256 000 mužů rozdělených do dvou armád, se rozhodl uplatňovat taktiku spálené země a vtahovat francouzská vojska hlouběji do rozlehlého ruského vnitrozemí. Napoleon se tedy pokusil obě nepřátelské armády obejít z různých stran, ale ani tato strategie neslavila úspěch. Nakonec se protivníkovy rozdělené síly spojily u Smolenska (3. srpna), kde došlo k prvnímu většímu střetu války. Generálporučík Dochturov s 20 000 muži po dva dny bránil město, aby kryl ústup celého vojska a Rusům se opět podařilo vyklouznout (17.–18. srpna). V dobytém Smolensku se musel Bonaparte rozhodnout, zda má zastavit postup nebo táhnout až k Moskvě. Pro první alternativu hovořil zejména tristní stav zásobování, délka komunikačních linií, na nichž postupně drolil své síly, chybějící koně pro kavalérii a pokles morálky zapříčiněný hladem. Současně začaly propukat epidemie úplavice a tyfu. Na druhou stranu si francouzský císař nemohl dovolit ztratit tvář před Evropou, neboť v sázce byla jeho pověst. Počítal s tím, že sil má ještě dost a věřil ve svou šťastnou hvězdu. Přiklonil se proto k volbě pokračovat dál k ruské metropoli, avšak toto rozhodnutí bylo podle řady historiků hlavní příčinou jeho pozdější porážky.
V noci z 24. na 25. srpna Francouzi vyrazili ve stopách ustupujících Rusů a brzy obsadili Vjazmu, kde našli značné množství zásob, které nestačil protivník zničit. Car Alexandr mezitím odvolal z postu vrchního velitele ruské armády Barclaye de Tollyho a nahradil jej generálem Kutuzovem. Ten, přinucen politickými okolnostmi, dal Napoleonovi vytoužené generální střetnutí. K bitvě u Borodina došlo 7. září, avšak žádné straně nepřinesla rozhodující převahu. Přesto o týden později vstoupil Napoleon do Moskvy. Ubytoval se v Kremlu a stejně jako po celé tažení i zde (podle vyprávění očitých svědků) psal sto dopisů denně, řídil všechny státní záležitosti své rozsáhlé říše, zabýval se diplomacií i problémy ve Španělsku a současně řešil otázky, které mu přinášelo ruské tažení. Mohutné požáry, jež od prvních dnů zachvacovaly celé velkoměsto, jej 17. září donutily kremelskou rezidenci opustit, druhého dne se však oheň umírnil a umožnil mu návrat zpět.
S přibývajícími dny si francouzský císař začínal uvědomovat, že Moskva je jen další slepou uličkou jeho kariéry. Někteří z jeho maršálů a generálů mu radili ve velkoměstě přezimovat, avšak Napoleon dobře chápal, že jeho pozice v zemích spojenců není tak pevná, aby si mohl na delší dobu dovolit zůstat mimo evropské dění. Navíc se neúnosnou měrou začaly množit souboje, na denním pořádku byly výtržnosti a kázeň i morálka vojáků a poddůstojníků rapidně poklesla. Pokusil se proto nabídnout Alexandrovi I. mír, ten však Napoleonovu nabídku přijmout nemohl a ani nechtěl. 14. října vydal císař Francouzů dispozice nasvědčující brzké evakuaci, nicméně 18. října maršál Murat utrpěl porážku v bitvě u Tarutina a Napoleon se rozhodl vyrazit z Moskvy vstříc Kutuzovovi ve směru na Kalugu. 24. října byl však francouzský předvoj zastaven v bitvě u Malojaroslavce, což přimělo Napoleona vydat rozkaz k návratu zpět ke Smolensku tou samou cestou, kterou již armáda během ruské kampaně protáhla.
Dne 30. října udeřily první mrazy, které předznamenaly atmosféru následujícího exodu. Napoleon snášel útrapy společně s vojáky, které se snažil osobním příkladem povzbudit. Celé hodiny se brodil opřen o hůl sněhem a rozmlouval s pochodujícími, vezl se v kočáře nebo pochodoval uprostřed vojáků gardy. Do Smolenska dorazil v noci z 8. na 9. listopadu. Ve městě strávil čtyři dny, shromáždil rozptýlené zbytky mužů, a posléze vyrazil směrem k městu Orša. Mezi 15.–18. listopadem byl, zle tísněný z několika stran, přinucen k třídenní bitvě u Krasného. Přestože utrpěl značné ztráty, podařilo se mu postoupit až k Berezině. Když se sapérům podařilo postavit dva mosty přes vodní tok a císař s gardou se přepravili na druhý břeh, za dramatických okolností oba přechody ucpaly davy nedisciplinovaných vojáků a doprovodných civilistů, jejichž panické chování vedlo k dalším vysokým ztrátám na lidských životech. Od Bereziny pokračoval Napoleon k Vilnu, kam dorazil 6. prosince. Odtud inkognito projížděl Evropou, aby v půli prosince dorazil na hranice Francie. Věrohodné statistiky říkají, že z 680 000 mužů, jež Napoleon postupně zapojil do ruského tažení, se jich vrátilo do svých vlastí 93 000.

### Válka šesté koalice a abdikace

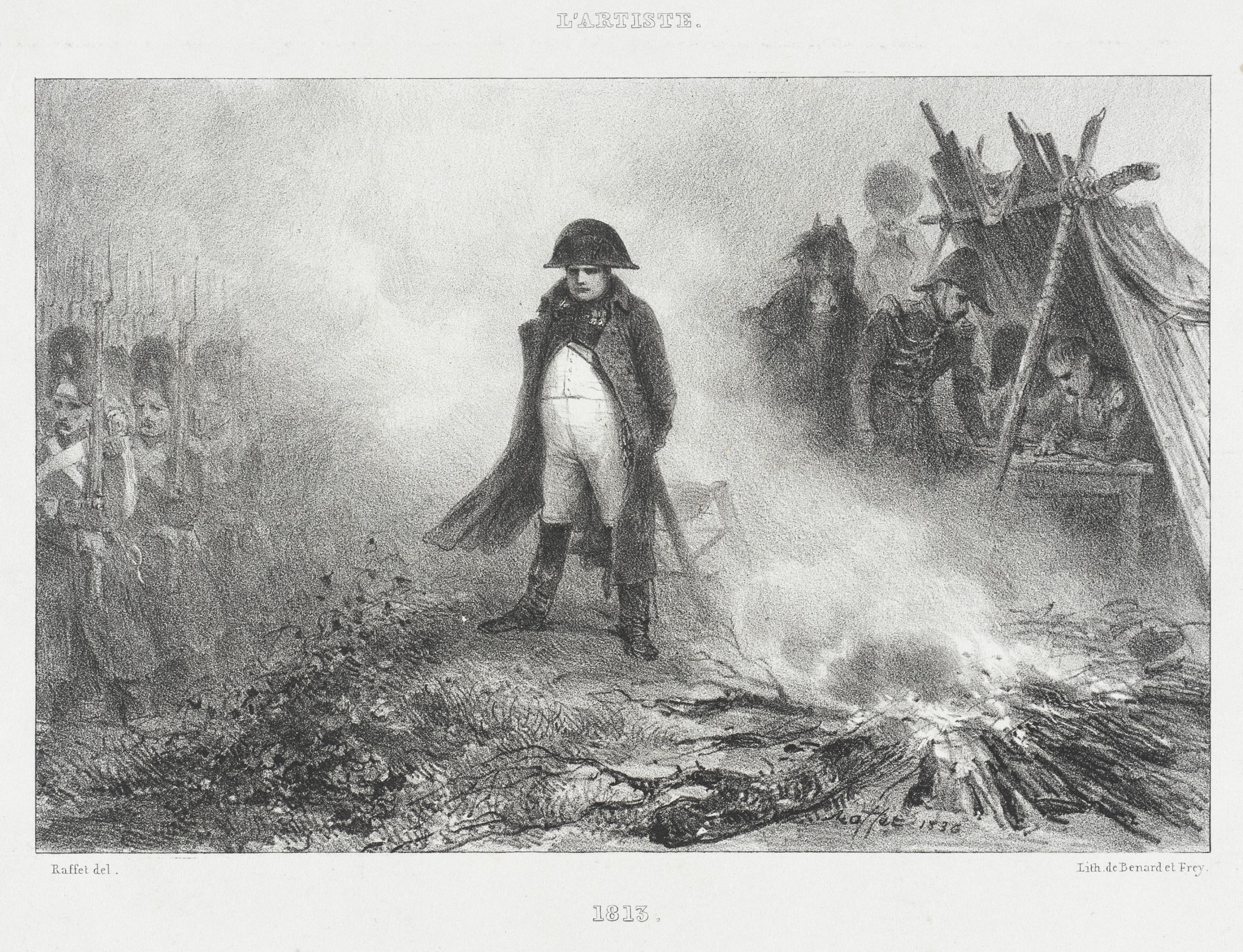
Auguste Raffet: 1813

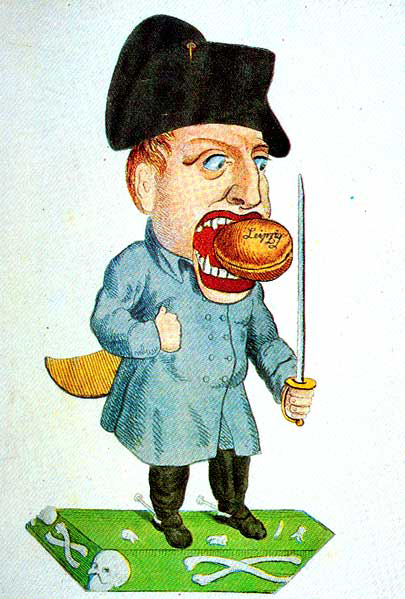
Karikatura z října roku 1813, která ztvárňuje bitvu u Lipska jako tvrdý oříšek pro Napoleona

Do Paříže dorazil Napoleon 18. prosince 1812. I přes utrpěnou porážku si byl jist, že brzy bude mít k dispozici armádu, která svými počty předčí Grande Armée v počátcích ruského tažení. Optimisticky věřil, že do začátku jara shromáždí včetně spojeneckých kontingentů na 450 000 mužů, přičemž předpokládal, že Kutuzovova armáda bude značně prořídlá a vyčerpaná a nebude schopná se s Francouzi měřit. Jako vždy v podobné situaci se proto od rána do večera věnoval otázkám výzbroje, výstroje a výcviku armády. Mezitím byly zbytky Grande Armée vytlačovány z Polska a Pruska. Za tohoto vývoje konfliktu pruský král Fridrich Vilém III. podepsal 15. března 1813 s Rusy spojeneckou smlouvu a následujícího dne vyhlásil Francii válku. Také rakouský císař bez ohledu na příbuzenství s Napoleonem uzavřel v únoru s carem Alexandrem dohodu o příměří. 28. dubna zemřel ve slezském Bolesławieci maršál Kutuzov, jehož nahradil hrabě Wittgenstein.
10. dubna 1813 císař Francouzů ustanovil svou manželku Marii Luisu regentkou, jmenoval regentskou radu a o pět dní později se odebral k nové armádě do Mohuče, odkud 24. dubna vytáhl proti pomalu postupujícím spojencům. Jeho dvě nové úderné armády, Labská a Mohanská, dohromady čítaly na 202 000 mužů, patrně však byly tím nejchatrnějším uskupením, jakému kdy velel. Mužstvo tvořili převážně rekruti odvodových ročníků 1815, dvacetiletí mladíci, o nichž se sám Napoleon vyjádřil, že to jsou ještě děti. Důstojníci a poddůstojníci byli většinou postarší nebo naopak čerstvě povýšení a bez zkušeností. Nejhorší situace byla u kavalérie, jelikož do budoucna mohl francouzský císař počítat pouze s 15 000 koní, což byla polovina stavu, jímž disponoval nepřítel (v počátcích bojů stanulo proti 24 000 spojeneckým jezdcům 8 000 kavaleristů francouzských). 2. května se obě strany střetly v bitvě u Lützenu, při níž po urputných bojích Francouzi přinutili spojence spořádaně se stáhnout z bojiště, avšak ztratili na 18 000 vojáků (nepřítel zhruba 11 500). 8. května Napoleon získal zpět Drážďany a mezi 21.–22. květnem napadl koaliční armády u Budyšína. Dosáhl dalšího krvavého vítězství, v němž přišel o 22 000 vojáků. Nepřítel opět spořádaně ustoupil.
Poté, co se francouzskému císaři podařilo zatlačit síly koalice o 300 kilometrů zpět a vydobýt dvě vítězství, uzavřel s protivníky tzv. pläswitzskou dohodu o příměří (4. června 1813). To se protáhlo až do 17. srpna, nicméně většina historiků tuto přestávku v bojích hodnotí jako největší chybu Napoleonova života a odklon od jím samým přijatých strategických zásad. Spojenci prostřednictvím Rakouska, jež vystupovalo v roli ozbrojeného prostředníka, v tomto mezičase navrhli Napoleonovi mírové ujednání konfliktu. Francouzský císař byl ochoten uzavřít mír jedině na základě status quo ante bellum, avšak druhou stranou po něm byly žádány rozsáhlé územní ústupky. Celé rokování tedy ztroskotalo a jediným výsledkem byl vstup Rakouska a Švédska do řad spojenců. Sotva vypršelo příměří, zahájil Napoleon válečné operace. Poněvadž mu hlavní nebezpečí hrozilo od České armády pod velením nového vrchního velitele spojeneckých sil knížete Schwarzenberga (ten nahradil v čele spojenců hraběte Wittgensteina) blížící se přes Krušnohoří k saské metropoli (Drážďany), rozhodl se jí přetnout operační linie a napadnout ji z týlu. Tento záměr však nedokončil, jelikož se nakonec rozhodl přispěchat ohroženému městu na pomoc přímo a 26.–27. srpna došlo u Drážďan k bitvě. Spojenci utrpěli drtivou porážku a byli nuceni ustupovat k českým hranicím. Při pronásledování však Bonaparte příliš vysunul sbor generála Vandamma, jenž byl v bitvě u Chlumce a Přestanova obklíčen a vzápětí téměř přestal existovat.

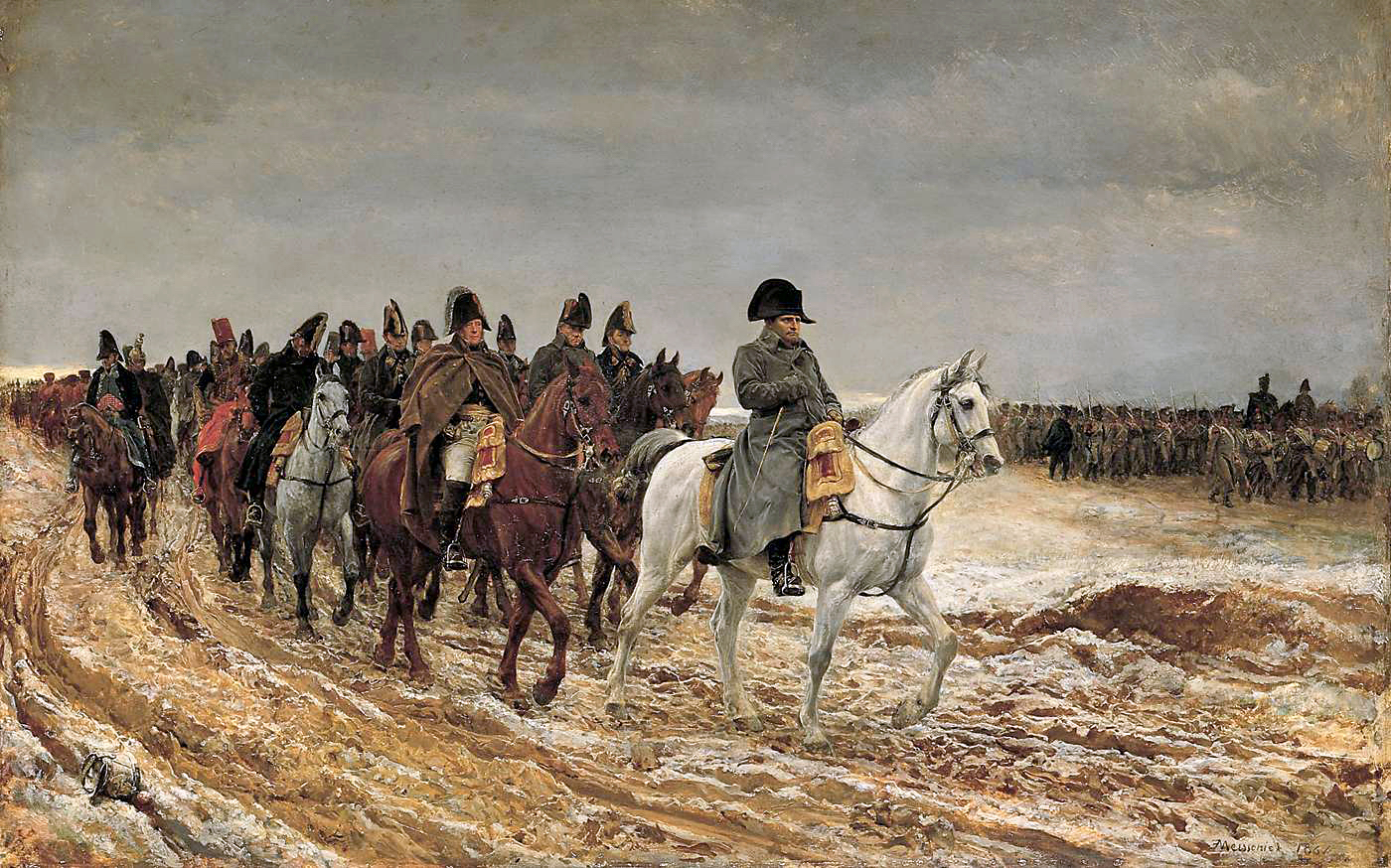
Jean-Louis-Ernest Meissonier: Napoleon a jeho muži při francouzské kampani v roce 1814

Podobně, více či méně fatálně, se dařilo i jiným velitelům sborů a Napoleonova kontrola nad tažením se začala hroutit. Stále zůstal sevřen ze tří stran; ze severu jej ohrožovala Severní armáda pod velením jeho bývalého maršála Bernadotta, nynějšího švédského krále Karla XIV., z východu Slezská armáda generála Blüchera a z jihu Česká armáda knížete Schwarzenberga. Rýnská konfederace, kterou vybudoval na troskách římskoněmecké říše, se začala rozpadat, vojáci německých kontingentů odmítali bojovat pod francouzskými prapory a houfně dezertovali. Po sérii nevydařených pokusů jednotlivé spojenecké armády porazit samostatně se Napoleon rozhodl vybudovat novou operační linii, přičemž však nechybělo mnoho a zůstal uvězněn v kleštích spojenců, kteří se jej pokusili odříznout od zbytku Německa a Francie. Přesvědčován svými maršály, aby se stáhl až k přirozeným francouzským hranicím a tam soustředil síly, považoval za přednější uchovat si zbytek politické prestiže a rozhodl se vybojovat bitvu u Lipska. V tomto třídenním a současně největším střetu napoleonských válek však Napoleon ztratil na 70 000 mužů a utrpěl drtivou porážku. Důsledky tohoto debaklu jej přinutily ustoupit až za Rýn, čímž se válka přenesla na francouzské území.
| „                    | Protože spojené velmoci prohlásily císaře Napoleona za jedinou překážku nastolení míru v Evropě, císař Napoleon věren svému slibu, prohlašuje, že odmítá pro sebe a své dědice trůny Francie a Itálie a že není žádné osobní oběti včetně vlastního života, kterou by nebyl připraven v zájmu Francie podstoupit. | “ |
| — Napoleon Bonaparte | |   |

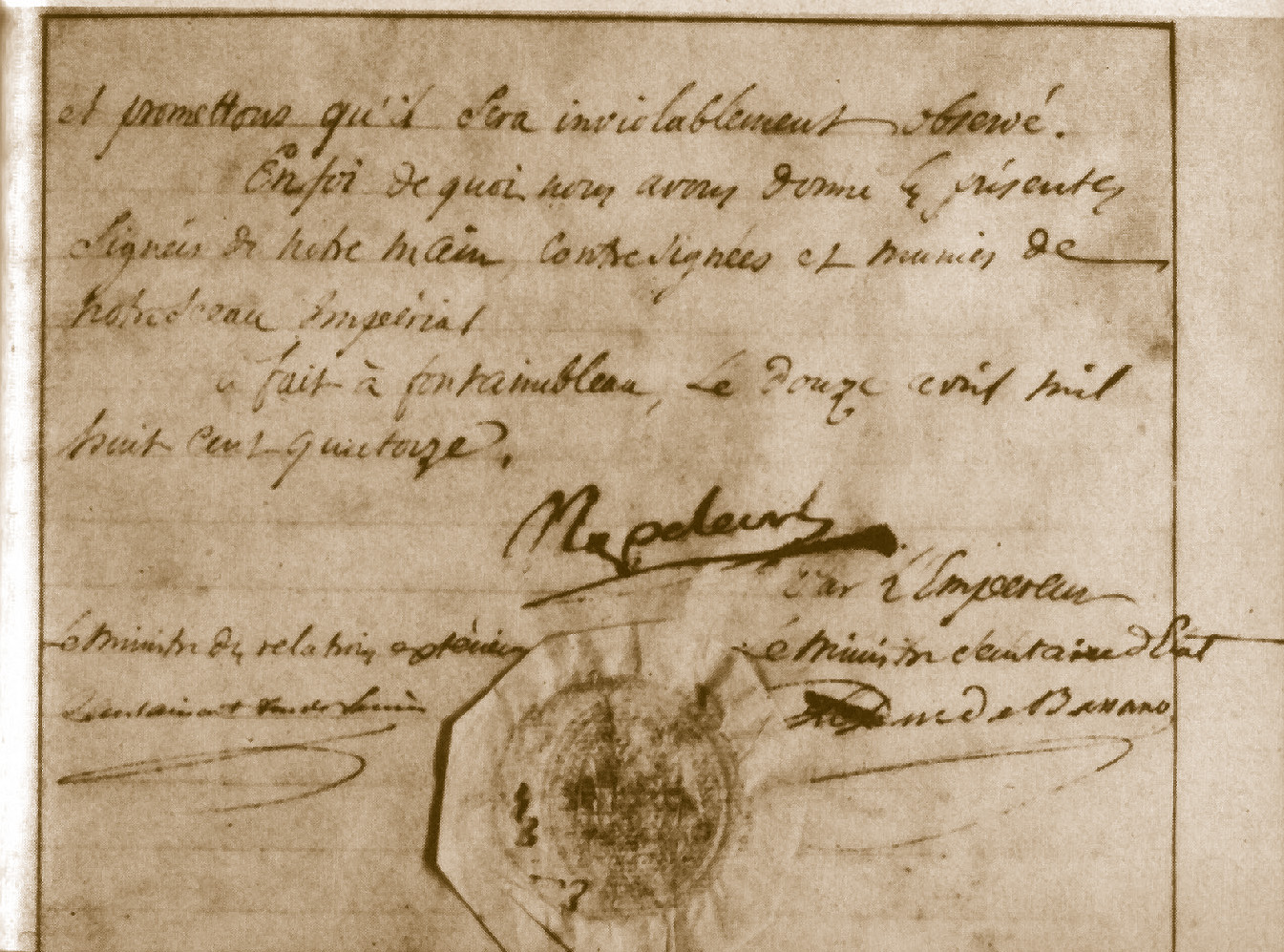
Obsah druhé abdikační listiny, jíž se Napoleon vzdal následnictví francouzského trůnu za celou dynastii Bonapartů zněl:

Mimo obrovské ztráty při tažení samotném Grande Armée téměř z poloviny zdecimovala epidemie tyfu a Napoleon byl nucen opatřit jí další lidské síly. V polovině listopadu se vrátil do Paříže, avšak kvůli novým daním a odvodům se francouzské nadšení začalo pomalu vytrácet a nastoupilo všeobecné volání po míru. Nabídku k jeho uzavření Napoleon obdržel ještě téhož měsíce a ponechávala mu spolu s Francií i Porýní a Belgii, avšak přijal ji až ve chvíli, kdy ji spojenci stáhli. Nakonec se mu podařilo pro domácí válku shromáždit zhruba 56 000 vojáků, ti však měli čelit čtyřnásobné přesile. Další vojenské operace začaly 21. prosince 1813, když 40 000 rakouských vojáků překročilo hranice vazalské Helvetské konfederace, jejíž obyvatelé i přes nepříznivý politický vývoj zachovali věrnost Francii. K armádě Napoleon odjel v noci z 24. na 25. ledna 1814, a po následující čtyři měsíce se snažil jen oddálit nevyhnutelné. Navzdory tomu, že byl skvěle zvládnutými manévry schopen zasazovat nepříteli rychlé porážky, koaliční vojska jej krok za krokem zatlačovala k Paříži. 7. února mu byla na konferenci v Châtillonu (4. února–19. března 1814) učiněna ještě jedna mírová nabídka, která ponechávala hranice Francie o stejné rozloze jako před rokem 1792, ale i její přijetí císař Francouzů oddaloval tak dlouho, až pozbyla platnosti, čímž se připravil i o svou poslední šanci udržet se na trůnu. V dalších dnech pak utrpěl těžké porážky v bitvě u Laonu a v bitvě u Arcis-sur-Aube. Přesto se nevzdával a rychlým manévrováním se pokoušel nad protivníkem získat byť dočasnou výhodu. K ničemu podobnému se však neschylovalo, neboť spojenci po zadržení Napoleonovy korespondence změnili strategii, zanechali honu na hlavní císařskou armádu a začali si razit cestu rovnou na francouzskou metropoli, kterou jim maršál Marmont formálně předal 30. března. Ještě téhož dne Napoleon se svou armádou přitáhl k Fontainebleau, odkud chtěl táhnout Paříži na pomoc, avšak 4. dubna před něj předstoupilo několik jeho maršálů, aby vyjádřili pochyby o dalším odporu a požadovali jeho abdikaci. Po chvíli váhání císař uchopil brk a napsal:
| „                    | Ježto spojenecké mocnosti prohlásily císaře Napoleona za překážku nastolení míru v Evropě, císař Napoleon, věren svému slibu, prohlašuje, že je připraven vzdát se bez ohledu na vlastní blaho trůnu a opustit Francii, která je však neodmyslitelně spjata s právy jeho syna a císařovny-regentky jakož i se zachováním zákonů císařství. | “ |
| — Napoleon Bonaparte | |   |

Těmito řádky se oficiálně vzdal titulu císaře a svým následníkem určil syna Napoleona Františka. Car Alexandr se však postavil proti regentství Marie-Louisy a požadoval bezpodmínečnou abdikaci, jíž se excísař vzdá trůnu za celou dynastii Bonapartů. 6. dubna Napoleon přistoupil i na tuto podmínku a nadále setrval v zámku ve Fontainebleau obklopen posledními věrnými. 12. dubna se pokusil o sebevraždu jedem, jejž s sebou nosil od ruského tažení, avšak smrtící látka neúčinkovala a vyzvracel ji. O osm dní později (20. dubna) se rozloučil s vojáky gardy a doprovázen komisaři vítězných mocností odjel do vyhnanství na ostrov Elba.

### Vojenství

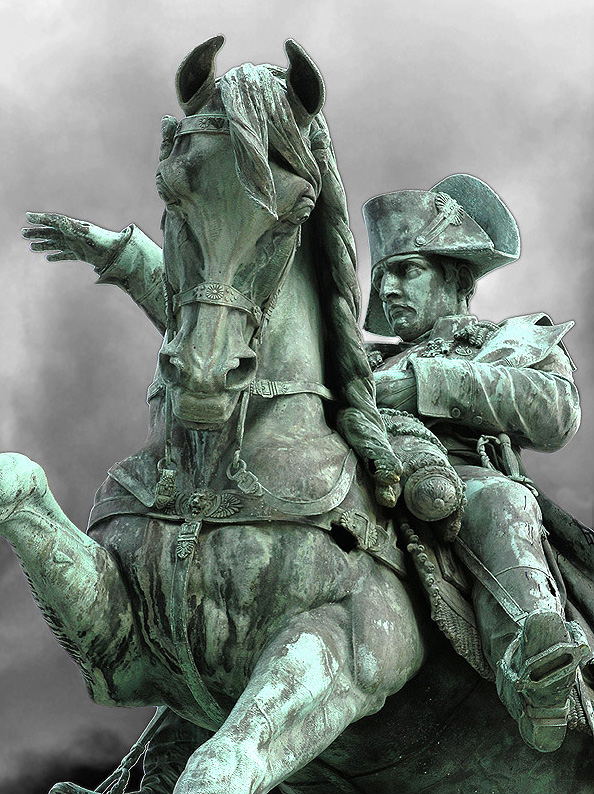
Napoleonova socha ve městě Cherbourg-Octeville

Napoleon v oblasti válečnictví zanechal stopu, která se promítala do vojenské teorie i praxe ještě dlouhou dobu po jeho pádu. Sám byl autorem mnohých pouček a definic, avšak ne vždy se jimi sám doslova řídil. Například uzavřením pläswitzské dohody o příměří po bitvě u Budyšína v roce 1813 vzalo za své tvrzení, jímž v souladu se svým ofenzivním myšlením prosazoval: „Začínej tažení po zralé úvaze, ale když je začneš, bojuj do krajnosti o to, aby sis nedal iniciativu vyrvat z rukou.“ Své myšlenky v tomto oboru nikdy systematicky nesepsal, ale z jeho poznámek bylo vyňato zhruba 115 pravidel, které víceméně obsahují většinu jeho základních úvah o strategii a taktice.
Napoleonova éra byla charakteristická nasazováním obrovských počtů vojsk a on sám proto nepřestával opakovat, že masy rozhodují vše. V této víře definoval vojevůdcovské umění, jež podle něj předně spočívalo v dovednosti vojevůdce sehnat, vyzbrojit a rychle vycvičit velké prapory a vytvořit masové armády, v tom, aby je měl ve chvíli rozhodujícího úderu soustředěny na potřebném místě, aby jich dovedl nešetřit, je-li to k vítězství nutné, aby se nevyhýbal bitvě a neodkládal ji, má-li své síly soustředěny, nýbrž aby hledal co nejrychlejší rozhodnutí jakmile se objeví nějaké vyhlídky na vítězství a konečně aby nalezl v nepřátelské sestavě místo, proti němuž je třeba vést rozhodující úder. Úlohu štěstí a náhody ve válce Napoleon nepopíral, avšak spíš zastával názor, že více záleží na vojevůdcových schopnostech, intelektu, vědomostech, pohotovosti, vynalézavosti a schopnosti k metodickým operacím.
Válka samotná měla být podle Napoleona metodická, tj. hluboce promyšlená a jedině tehdy mohla mít naději na úspěch. Sám rozuměl mapě, uměl ji užívat jako nikdo jiný a dokázal proto ještě před počátkem samotného tažení důkladně naplánovat pohyby jednotlivých sborů, trasy zásobovacích linií i odhadovaný postup nepřítele. Takto se snažil vyhrát tažení už před první bitvou. Jakmile se pak dostal do kontaktu s protivníkem, pokusil se jej za pro sebe výhodných podmínek vmanévrovat do rozhodující bitvy a zničit živou sílu jeho polních armád. Teprve posléze se zabýval obsazováním nejdůležitějších strategických a politických středisek okupované země. Svou asi nejzásadnější koncepci pro dosažení výhodných podmínek převzal od francouzského důstojníka jménem Pierre-Joseph de Bourcet a vlastním přičiněním ji dovedl k dokonalosti. Jednalo se o koordinované pohyby několika armádních sborů (batallion carré), jež samostatně operovaly na širokém území a znemožňovaly nepříteli odhadnout, kam směřuje Napoleonův hlavní úder. Tyto sbory byly složeny z několika divizí, přičemž každá z nich disponovala všemi druhy zbraní. V praxi byl každý sbor schopen čelit den nebo dva nepřátelskému náporu a poskytnout tak čas ostatním kolonám armády sevřít protivníka z různých stran.

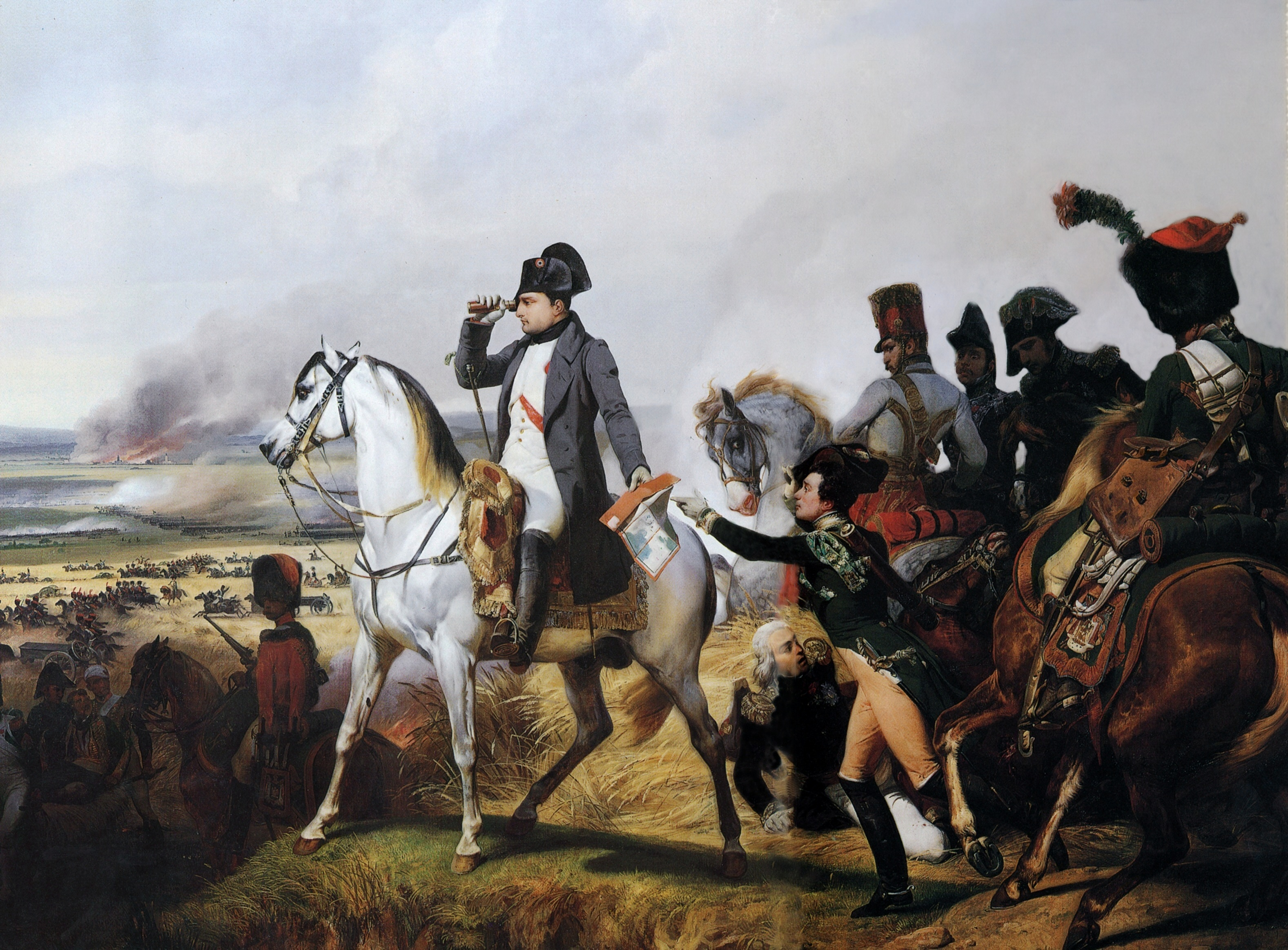
Horace Vernet: Bitva u Wagramu

Kdykoliv se Napoleonovi naskytla vhodná příležitost, zkombinoval rychlý přesun s klamnými manévry, aby obešel křídla nepřátelské armády a přiblížil se k její komunikační linii. Následně se stočil a přiměl protivníka k boji v nevýhodném postavení. Tímto dokázal, že obchvat nepřátelské armády má smysl jen tehdy, když dosáhne protivníkova týlu a když tento obchvat vede k bitvě, do níž zasáhnou i obchvatná vojska. Takto vznikl proslavený Manœuvre sur les derrières, jenž od počátku své kariéry Napoleon využil třicetkrát. Tohoto útočného prvku využíval na několikakilometrové frontě a jeho podstata spočívala v tom, že silné vojsko bojem či hrozbou útoku vázalo hlavní nepřátelskou linii. Další silná kolona pak pronikla podél protivníkova křídla až k jeho týlu, vytvořila strategickou přehradu nebo bariéru na jeho zásobovací a ústupové linii, a přinutila jej k ústupu. Pokud byl manévr proveden včas, mohl vést k protivníkově porážce či naprostému zničení.
V prvních svých válkách Napoleon rozvíjel taktiku armád francouzské revoluce, vysílal kupředu pohyblivé linie střelců, kteří za podpory dělostřelectva připravovali hlavní úder a uvolňovali cestu útočným kolonám. Obecné veřejnosti asi nejznámější techniku, tzv. „úder taranem“, tedy útok obrovské masy pěchoty postupující v sevřených řadách se záměrem prorazit střed nepřátelského postavení, Bonaparte poprvé použil v bitvě u Wagramu.
Velice důsledně se Napoleon věnoval také morálce armády. Ponechal v platnosti zákaz používání tělesných trestů, neboť jak pravil: „Co možno očekávat od zneuctěných lidí?“ a namísto toho se snažil apelovat na čest. Po bitvě svolával vojáky i důstojníky a dotazoval se jich na ty, kdo se nejvíc vyznamenali. Těm pak buď udělil vyšší hodnost, řád či peníze. Všeobecně se spíš spoléhal na odměny než na tresty, avšak pokud došlo na těžká provinění, byli provinilci obvykle rychle odsouzeni k popravě. Pocitu sounáležitosti s vlastí, armádou a jednotkou dosahoval několika způsoby. Proklamacemi, osobním příkladem, kdy byl sám ochoten čelit nepřátelské palbě, plukovními prapory, kterým vojáci kvůli orlům na jejich špicím říkali kukačky, ale rovněž i tím, že jako muž revoluce dokázal projít mezi vojáky, pochválit, připomenout, zažertovat. Historky o tom, jak císař promluvil s prostým vojákem letěly od úst k ústům a on se stával jejich císařem.

### Správa Francie

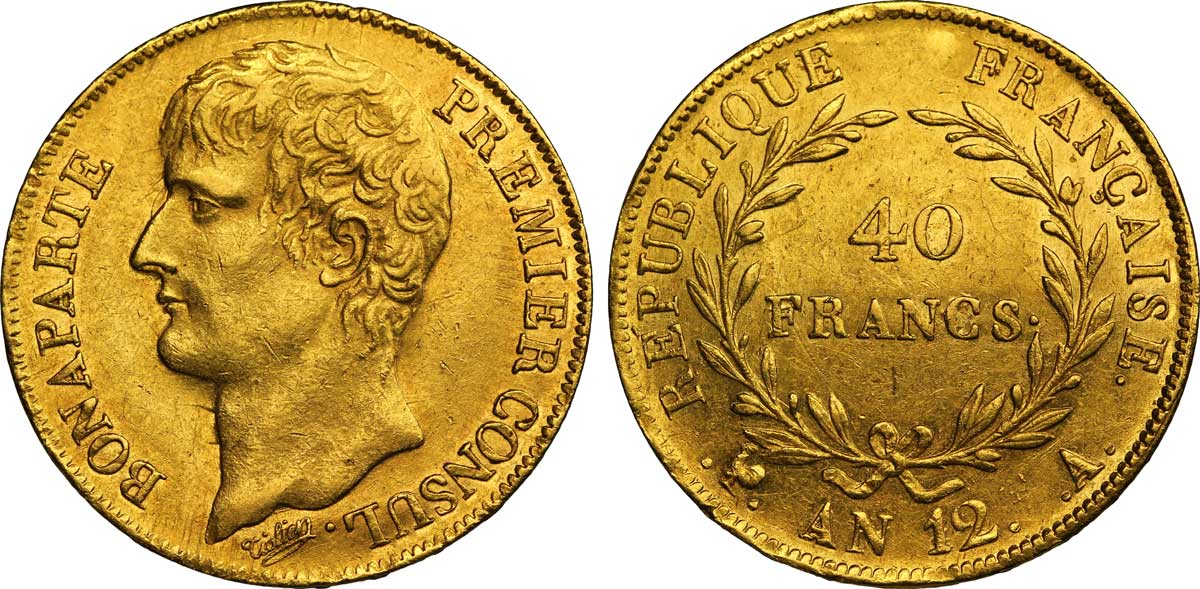
Mince v hodnotě 40 franků z roku 1803

Již krátce po nástupu do úřadu prvního konzula byl Napoleon nucen podniknout první kroky, aby se vypořádal s důsledky finanční krize, která vznikla následkem tristního hospodaření Direktoria. Vydal nové předpisy, díky nimž finanční úředníci – výběrčí, berní, vrchní berní a ředitelé daní, byli schopni zajistit, že peníze daňových poplatníků směřovaly do veřejných pokladen pravidelně a v přesně stanovený den. Původně se tak dělo jednou měsíčně, po bankovní krizi v roce 1805 pak každý desátý den. Tento nový systém vykazoval maximální výnosy s minimálním počtem úředníků a v průběhu konzulátu i v prvních letech císařství mohl stát díky jeho efektivitě disponovat částkou 750–800 milionů franků ročně. Dozor nad peněžním aparátem prováděl osobně Napoleon, jenž si od ministra financí nechával třikrát do měsíce předkládat výkazy ze všech oddělení finanční správy. Tato 35–40 stránková folia důsledně pročítal a v případě nejasností se dožadoval vysvětlení, což přinutilo úředníky, aby účetní knihy drželi v naprostém pořádku. Mimořádně významným počinem v oblasti finančnictví, který přetrval do dnešních dnů, bylo založení Francouzské banky (6. ledna 1800). Napoleonovým záměrem bylo vytvořit instituci, která by byla v zásadě soukromou společností, kde by měl stát jen omezenou účast a menšinový podíl, avšak zajistil by její legislativu. Hlavní iniciativu při jejím založení proto převzal J. F. Perregaux, jenž do Paříže svolal skupinu finančníků, která navýšila základní kapitál banky na 30 milionů franků. Jejím řízením bylo pověřeno patnáct ředitelů, které volilo 200 největších podílníků, čímž došlo k hmotnému zainteresování francouzské finanční elity na prosperitě projektu. Opatřením ze 7. germinalu r. XIfranc. (28. březen 1803), které bylo základem měnového systému, tzv. franc de germinal, Napoleon přísně reguloval kovový obsah nových mincí všech hodnot. Systém byl založen na bimetalickém standardu, jenž vymezil poměr zlata ke stříbru 1:15,5. Další velkou finanční reformu provedl císař Francouzů za pomoci ministra financí Gaudina a šéfa státní pokladny Molliena po uzavření míru v Tylži v roce 1807. Součástí této reorganizace bylo vytvoření nového ústředního úřadu Cour des comptes, který sloužil k účinnějším revizím státních financí. Výsledkem změn ve finanční správě bylo, že důchody císařství plně kryly státní výdaje, včetně nákladů na vydržování armády ve válečném stavu.

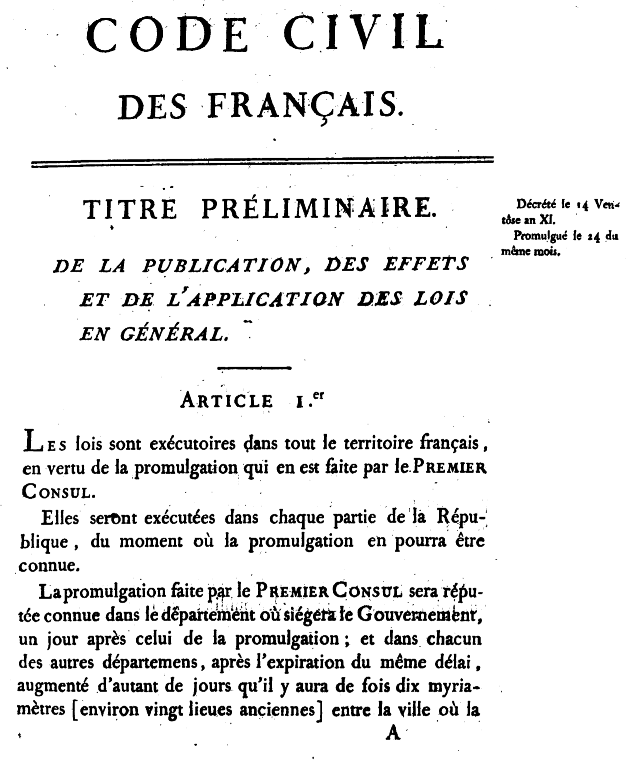
První strana originálu Code Civil z roku 1804

Významným počinem v období konzulátu, byla Napoleonova iniciativa v oblasti zákonodárství. Již několik týdnů po svém návratu z vítězného tažení zakončeného bitvou u Marenga vydal nařízení o vytvoření komise (12. srpna 1800), jež měla vypracovat znění návrhu nového občanského zákoníku, který se měl stát základní právní normou ve Francii a jí ovládaných zemích. Nový kodex byl koncipovaný řadou právních expertů své doby (Tronchet, Bigot de Prémaneneu, Cambacérès, Malleville aj.) a Napoleon často zasahoval do utváření jednotlivých návrhů. Po svém vyhlášení v březnu 1804 vešel zákoník do dějin pod názvy Code civil nebo Code Napoleon a obsahoval 2281 článků, které definitivně odstraňovaly feudalismus a jakékoliv stopy lenního práva. Dále například potlačil práva prvorozených a stanovil dělbu majetku mezi všechny dědice mužského pohlaví, formálně uznal oprávněnost dřívějšího prodeje státních pozemků zkonfiskovaných církvi a emigrantům nebo stanovil další podmínky dědictví a rozvodů. Svým obsahem však také značně posílil moc státu, neboť ve větší míře umožňoval vměšování do soukromých záležitostí občanů. V dalších letech se Code Napoleon stal oficiálním pilířem francouzské právní vědy a i přes mnohé novely zůstává doposud základem francouzského občanského práva a jím formulované zásady ovlivnily občanské zákonodárství v mnoha jiných zemích. Společně s prací na občanském zákoníku byl na Napoleonův příkaz vypracován i speciální kodex pro obchod. Jeho ustanovení regulovala a právně zabezpečovala obchodní transakce, život na burze a bankovní, směnárenské i notářské právo, pokud se týkalo obchodních operací. Nesporným krokem vzad byl trestní kodex, jenž zahrnoval trest smrti i tělesné tresty důtkami (ty byly zrušeny za revoluce), cejchování rozžhaveným železem a nejpřísnější tresty za delikty proti vlastnictví.
O další reformu se Napoleon zasadil v oblasti vzdělávání, když 11. floreálu r. Xfranc. (1. května 1802) vydal zákon o veřejném vyučování. Tímto vládním nařízením zřizoval na území Francie veřejná lycea, která měla sloužit především k výchově nových důstojníků, čímž položil základ státního vzdělávacího systému (Université de France). Výuka v těchto institucích probíhala zcela ve vojenském duchu, žáci z celé země a ve stejném věku měli mít stejnou výuku v tutéž dobu, jednotlivé hodiny ohlašoval bubeník, studenti byli oblečeni v uniformách, trestalo se zavíráním atd. Absolventi lyceí byli po složení doplňovací zkoušky přijímáni do vyšších a odborných vojenských učilišť nebo se mohli uplatnit v občanských oborech. Zákon o veřejném vyučování Napoleon v období prvního císařství ještě doplnil dekrety z 10. května 1806 a 7. března 1808. Tato nařízení rozdělila vzdělávací stupně na základní, střední a vyšší, a navíc umožňovala Napoleonovi nebo jeho zástupci, velmistru university, předepisovat osnovy a školský řád a jmenovat veškerý personál školních institucí.

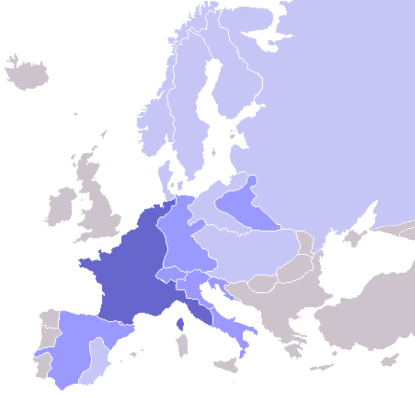
Rozsah kontinentální blokády (1811)
Francouzské císařství
Satelitní státy
Země uplatňující systém blokády

Za dobu svého panování Napoleon věnoval svou pozornost také hospodářským odvětvím. Určitou roli v rozvoji těchto oborů hrálo zavedení systému kontinentální blokády, která Evropany odřízla od pravidelných dodávek anglického a koloniálního zboží. Absence hospodářsky silnějšího konkurenta se stala důležitým stimulem nejen pro rozvoj francouzského lehkého a těžkého průmyslu, ale i zemědělství. Začaly se rozvíjet cukrovary, které zaplňovaly poptávku trhu po třtinovém nebo koloniálním cukru, v chemickém průmyslu bylo dosaženo pokroků převážně ve výrobě umělých barviv a bělidel, výroba surového železa se mezi lety 1790–1810 více než zdvojnásobila. V textilnictví se podařilo rozkrýt tajemství výroby anglických křížových látek, načež bylo založeno bezmála čtyřicet přádelen, kde bylo zaměstnáno na 20 000 lidí. V letech 1800–1811 se v Lyonu ztrojnásobila výroba tkanin a v roce 1812 ve Francii stálo více než 200 mechanických přádelen. Stroje se zaváděly i do výroby hedvábí, jehož zpracování značně urychlil Jacquardův stav. Sám Napoleon vypsal milionovou odměnu pro toho, kdo vynalezne nejefektivnější stav na tkaní lnu, což dopomohlo k revolučnímu objevu inženýra Filipa de Girard. Na podporu výrobních odvětví Napoleon v prvních letech po převzetí moci uspořádal v Paříži několik průmyslových výstav a dekrety z let 1811 a 1812 zřídil a organizoval ministerstvo továren a obchodu. Při známkách ekonomické nestability často půjčoval peníze továrnám, obchodním domům a někdy i dělníkům, kteří pracovali samostatně, aby jim pomohl z krize nebo těžkého postavení. Napoleonova podpora domácího průmyslu se odrazila i v nových departmentech, neboť v anektovaných zemích uplatňoval politiku, která neumožňovala místním průmyslníkům konkurovat francouzskému zboží jak na území Francie, tak ve své vlasti. Tímto přístupem císař pobuřoval, likvidoval a utlačoval nejen průmyslníky, ale i obchodníky a spotřebitelské vrstvy ve všech oblastech své svého rozsáhlého impéria, mimo území staré Francie. Jeho jednání nakonec vedlo k tomu, že v podmaněných zemích začala upadat kupní síla, což zapříčinilo nižší poptávku po francouzském zboží. Výroba po hospodářské krizi v roce 1811 proto musela být redukována a v průmyslu velmi výrazně vzrostla nezaměstnanost. Celková bilance vývozu v období Napoleonovy vlády však i přes jeho veškerou snahu nikdy nedokázala dorovnat celkové ztráty na moři a hodnoty zahraničního obchodu z let 1787–89 se Francii podařilo dosáhnout teprve v roce 1826.

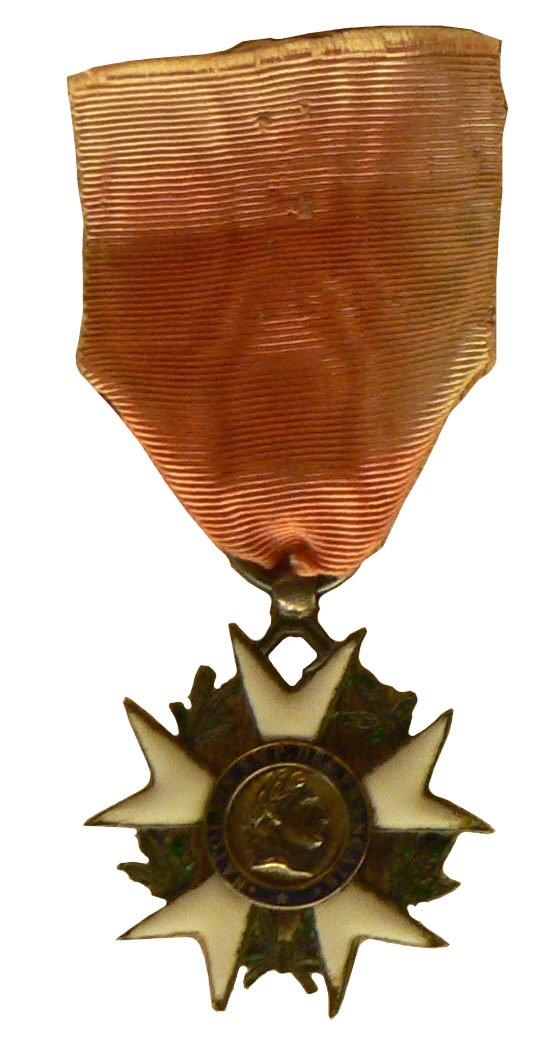
Řád čestné legie – hodnost rytíř (1804)

V období Konzulátu i Prvního císařství Napoleon reprezentoval růst francouzského bohatství, získaného zejména odčerpáváním financí z podmaněné Evropy, výstavbou nových cest, honosných budov, krásných nábřeží nebo širokých pařížských mostů. Společně s tímto pokrokem však ve všech oblastech pokračoval v zavádění despotických vládních metod. Jelikož nebyl ochoten akceptovat nic podobného svobodě tisku, opatřením z 27. nivôsu r. VIIIfranc. (17. ledna 1800) zastavil tisk šedesáti z celkových sedmdesáti tří vycházejících časopisů. Časem bylo zrušeno dalších třináct a zbývající čtyři se octly pod bedlivým dohledem ministra policie. Při organizaci vnitřní správy ponechal rozdělení Francie na departmenty, nicméně ve městech i na vesnicích odstranil všechny volené úřady a samosprávy. Šéfem každého departmentu byl jmenován prefekt, v jehož kompetenci bylo zbavovat i jmenovat do úřadů jemu odpovědné municipální rady i starosty. Jednotliví prefekti byli podřízení ministrovi vnitra, jenž řídil veškerou administrativu země včetně obchodu, průmyslu a veřejných prací. Důležité změny nastaly také v soudnictví, kde byl od roku 1802 zrušen porotní systém, neboť poroty často brzdily Napoleonovy záměry tím, že zprošťovaly viny osoby, které chtěl vidět za mřížemi. Sám také rozhodoval o jmenování a služebním postupu soudců. Již záhy po nástupu do úřadu prvního konzula Napoleon rozpoutal boj proti jakobínům i roajalistům a zároveň se cíleně pokoušel vyhladit veškeré vzpomínky na období revoluce. Nebylo povoleno se byť i jen zmiňovat třeba o některé z osobností revolučního období a do země bylo z tohoto důvodu například zakázáno dovážet německý tisk, který sice kritizoval revoluční ideály a uznával Napoleona za jejich potření, avšak i tímto obsahem upomínal na revoluční události. Přísně byly zakázány i všechny cestopisné průvodce, které připomínaly měsíce po pádu Bastily a v tiskárnách byly neustále prováděny policejní prohlídky. Od jara roku 1807 se Napoleon definitivně rozešel s ideály revoluce, když kolem něj začala vznikat nová aristokracie. Současně zavedl úřad císařského maršála a zřídil Řád čestné legie. Císařovnu Josefínu obklopily dvorní dámy ze starých šlechtických rodin, opět byly zavedeny tituly vévodů, knížat, hrabat a baronů. Obyvatelé Francie se s tímto staronovým uspořádáním smířili poměrně snadno, neboť chápali, že k úřadu císaře patří i císařský dvůr.

### Církevní politika
Součástí dědictví, které Napoleon získal po zmatcích Velké francouzské revoluce, byl rozkol v římskokatolické církvi a naprosté odcizení Říma. Po smrti papeže Pia VI., jenž zemřel ve Valence 29. srpna 1799, se Napoleon chopil nabízené příležitosti a z ryze pragmatických důvodů se s novým náměstkem Ježíše Krista Piem VII. pokusil usmířit. Papež byl však velmi obezřetný, neboť od září roku 1800 byly papežské državy okupované francouzskou armádou a k dohodě došlo teprve až po Napoleonově přímém nátlaku. Konkordát byl podepsán 15. července 1801 a i přes poměrnou stručnost budil dojem rozumného kompromisu. Napoleon v něm uznal, že katolicismus je náboženství velké většiny Francouzů a jako takový mohl být svobodně a otevřeně praktikován v souladu s policejními předpisy. Pius VII. formálně uznal legitimitu konzulární republiky a na oplátku mu bylo přiznáno právo kanonické investitury. Konkordát obsahoval množství dalších ustanovení jak o biskupech i nižším kléru, tak o revolučním uspořádání vlastnictví půdy. Do půl roku však Napoleon k listině připojil dalších 77 organických článků, kterými byla svoboda církve v galikánském duchu velmi omezena. Papež, který nebyl požádán o konzultaci, se cítil uražen, přesto nakonec souhlasil s účastí na císařské korunovaci, jelikož si od tohoto kroku sliboval posílení vlastní mocenské pozice a doufal v obnovení papežského státu v dřívějším územním rozsahu. Tomuto požadavku však francouzský císař odmítl vyhovět a papež porušil ustanovení konkordátu tím, že nepotvrdil Napoleonem jmenované biskupy. Zároveň se zdráhal uzavřít s Francií spojenectví proti Anglii a své přístavy ponechával otevřeny britským lodím. Napoleon proto v roce 1808 nechal obsadit Řím a k 2. dubnu téhož roku anektoval ve prospěch italského království provincie Urbino, Macerata, Ancona a Camerino. Ze strategických důvodů pak dekrety ze 17. května 1809 připojil i zbytek papežských držav k Francii. V reakci na tento čin Pius VII. uveřejnil bulu, jíž uvrhl Napoleona do klatby (11. června). Tím však docílil jen toho, že jej exkomunikovaný císař nechal 6. července zajmout a odvézt do Francie, kde byl po několik let držen ve vazbě. Zpočátku sídlil v Savoně, od roku 1812 pak ve Fontainebleau, kde pobýval pod dohledem četnického kapitána Lagrose, převlečeného za komořího. V červnu 1811 se Napoleon pokusil papeže přimět k povolnosti svoláním národního koncilu, ničeho však nedosáhl. Piovi VII. proto nabídl možnost návratu do Říma, pokud uzná tam dosazenou světskou moc, ale ani tento návrh nebyl vyslyšen. 9. ledna 1813 došlo k oboustrannému formálnímu setkání, jelikož císař potřeboval usmířit alespoň katolíky, kteří nejevili pro zacházení s hlavou církve mnoho sympatií. Oba panovníci si prokazovali vzájemnou zdvořilost, avšak schůzka nepřinesla nic reálného. Císař sice donutil Pia VII. podepsat nový konkordát, ale Řím mu nevrátil (navíc Pius VII. svůj závazek po dvou měsících odvolal). Svého zajatce propustil až v samém závěru prvního císařství 10. března 1814. Do Říma se papež vrátil 24. května téhož roku.

### Koloniální politika
Krátce po nástupu Napoleona Bonaparta do čela Francie se zdálo, že bude pokračovat v budování francouzské koloniální říše v Novém světě. Nejprve přiměl Španělsko, aby Francii vrátilo Louisianu, které se předtím Francouzi vzdali po prohrané sedmileté válce s Anglií, což velmi znepokojovalo Spojené státy. Od roku 1795, kdy byl mezi Francií a Španělskem uzavřen basilejský mír, patřil Francii oficiálně také celý ostrov Santo Domingo, dnes nazývaný Hispaniola. Do té doby jí patřila jen západní část ostrova s francouzským názvem Saint-Domingue. K předání kontroly nad územím španělské kolonie (s názvem Santo Domingo) na východě ostrova nikdy nedošlo a španělské úřady ji nadále fakticky ovládaly. Přesto hodlal Napoleon z ostrova brzy udělat jádro svého budoucího karibského impéria.

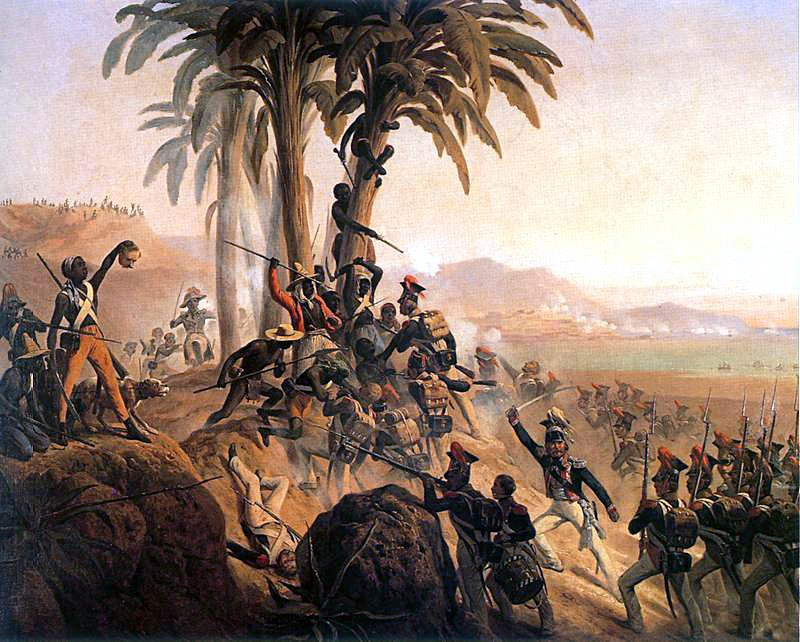
Poláci ve francouzských službách bojují proti černošským povstalcům na Saint-Domingue

Důležitým aspektem Napoleonovy koloniální politiky byl jeho vztah k černošským obyvatelům kolonií a k otroctví. Sám Napoleon měl vůči černochům předsudky. Již jako student vojenského učiliště v Brienne šikanoval spolužáka rasově smíšeného původu. S jedním ze svých generálů, Thomasem Alexandrem Dumasem, který byl také rasově smíšeného původu a pocházel z kolonie Saint-Domingue, jednal s neskrývaným pohrdáním. Do svých plánů s ostrovem zahrnul i klauzuli, že bílé ženy, které se dopustily rasového prohřešku tím, že měly sex s nebělošskými důstojníky, měly být deportovány do Francie. Jednou Napoleon prohlásil: „Jsem pro bílé, protože jsem bílý; nemám jiného důvodu a tento důvod je dostatečný. Jak by mohl někdo zaručit svobodu Afričanům, lidem, kteří neměli vlastní civilizaci?“
Napoleonova ústava z roku 1799 znamenala pro obyvatelstvo kolonií velkou nejistotu: neobsahovala prohlášení práv, které bylo součástí předchozích revolučních ústav, a článek 91 stanovoval, že kolonie budou spravovány „zvláštními zákony“. To naznačovalo, že jejich obyvatelé nebudou mít stejná práva jako obyvatelé mateřské Francie. Co to znamenalo, brzy pocítili například otroci v ostrovních koloniích v Indickém oceánu: ačkoliv teoreticky bylo otroctví na všech francouzských zámořských územích zrušeno již v době první revoluční republiky roku 1794, bílí kolonisté těmto snahám úspěšně odporovali, až je nakonec Napoleon na základě zmíněného ustanovení nové ústavy odvolal.
Napoleonův postoj k otázce otroctví v koloniích, kde již k faktickému zrušení otroctví došlo, však nebyl zcela jednoznačný. Na přelomu let 1799 a 1800 se na jeho popud k otázce otroctví vyjádřila řada osobností obeznámených s problematikou kolonií, přičemž obdržel celé spektrum názorů od požadavků na obnovení otroctví, které mělo pomoci znovu postavit na nohy místní ekonomiky, až po tvrzení, že návrat k předchozímu stavu je již nemožný. Přes toto váhání se v prosinci 1799 snažil ujistit obyvatele Santo Dominga, že principy svobody a rovnosti černošského obyvatelstva ostrova jsou pro Francii svaté a nedotknutelné. Na místního vůdce, bývalého otroka Toussainta Louverture, to však neudělalo velký dojem, naopak prohlásil, že obyvatelé ostrova za svou svobodu nevděčí Francouzům, kteří v některých koloniích nadále udržují otroctví, ale jen své vlastní síle. Napoleon například rozhodl, že otroctví zůstane zachováno na ostrově Réunion (který pak roku 1809 nechal přejmenovat na Île de Bonaparte),) či na Martiniku, což mělo s ohledem na geografickou blízkost pro obyvatele kolonie Saint-Domingue zvláště velký význam.
Svůj pohled na Karibik Napoleon zaměřil ještě více poté, co musel roku 1801 definitivně stáhnout svá vojska z Egypta. Centrem jeho zájmu kromě Santo Dominga a Louisiany byly především ostrovy Guadeloupe, Martinik a Tobago. Napoleonově snaze o vybudování koloniálního impéria v Karibiku a o to, aby se Francie stala dominantní silou v oblasti Mexického zálivu, zpočátku napomáhaly jeho úspěchy v bitvách proti britským spojencům na evropském kontinentu. Díky nim se mu roku 1802 podařilo Brity přimět, aby podepsali amienský mír, na jehož základě Francie a její spojenci získali zpět téměř všechny kolonie zabrané Velkou Británií v období francouzských revolučních válek, s výjimkou ostrova Cejlon (od roku 1972 stát Srí Lanka), který Británie odňala Nizozemsku, a Trinidadu (odňatého Francii).

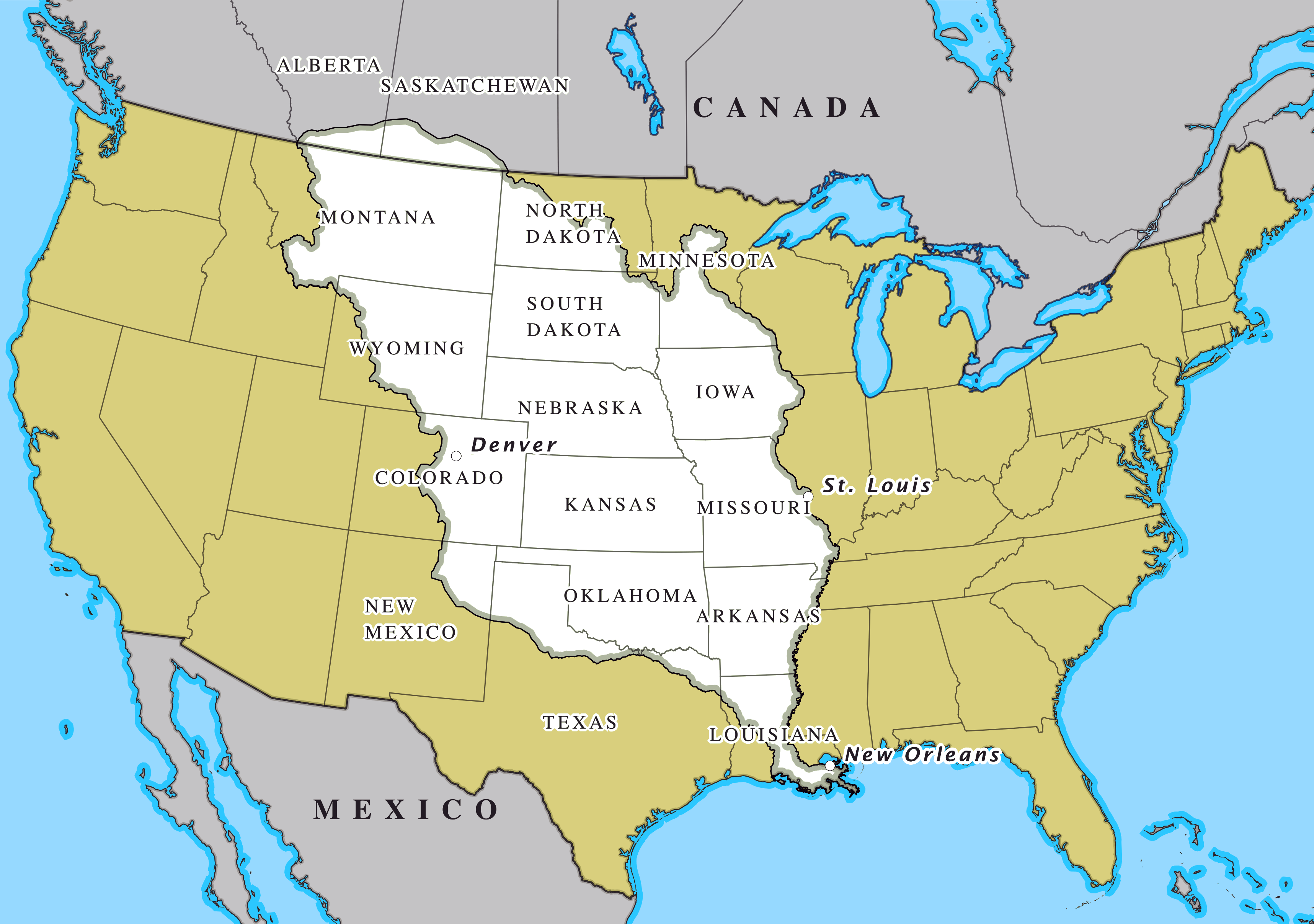
Napoleon v roce 1803 prodal francouzskou Louisianu Spojeným státům, aby získal prostředky na válku v Evropě

Na Santo Domingu se však situace pro Napoleona začala komplikovat. Nejpozději během roku 1801 již bylo zřejmé, že Toussaint Louverture usiluje o samostatnost ostrova, na což Napoleon v prosinci zareagoval vysláním vojenské expedice o 20 000 mužích. Kromě získání konečné a úplné kontroly nad ostrovem však měla expedice ještě další cíl: připravit invazi do Severní Ameriky. Konsolidovaná území v Louisianě pak zase měla zásobovat francouzské ostrovy v Karibiku.
Vyslaná expedice narazila na silný odpor. Třebaže zpočátku zaznamenala řadu úspěchů, Louverture se nenechal přinutit, aby se podřídil, a to ani Napoleonovým osobním dopisem, který mu poslal prostřednictvím jeho dvou synů, kteří tehdy studovali ve Francii. Třebaže se Louvertura podařilo zajmout a deportovat do Francie, kde krátce poté zemřel ve vězení, pozdější Napoleonovy kroky situaci dále ztížily a přiměly povstalce k dalšímu odporu. 10. května 1802 Napoleon schválil zákon, kterým definitivně zastavil rušení otroctví v koloniích, kde dosud zrušeno nebylo (jako například Martinik). Jeho do značné míry rasistický postoj se pak znovu projevil v dekretu z 2. července téhož roku, v němž zakázal vstup na území metropolitní Francie všem černochům i lidem smíšeného původu. Během roku 1802 vojenské expedice z Napoleonova příkazu obnovily otroctví ve Francouzské Guayaně a po krátkých krvavých bojích také na ostrově Guadeloupe. Nelze vyloučit, že Napoleon by se byl pokusil obnovit otroctví i na Santo Domingu, kdyby to bylo v jeho silách, ovšem v dané situaci to bylo jen těžko proveditelné. Kromě neutuchajícího odporu povstalců vedly jeho činy také k tomu, že se na povstaleckou stranu začali přidávat i francouzští velitelé a jejich vojáci, kteří byli černé pleti či smíšeného původu. Ještě více než s povstalci se francouzské oddíly na ostrově ovšem potýkaly se žlutou zimnicí, které podlehla velká část vojska, a to včetně jeho velitele, Napoleonova švagra generála Charlese Leclerca.
Neúspěch na Santo Domingu znemožnil Napoleonovu snahu o konsolidaci francouzského území v Louisianě, a když na jaře 1803 vstoupil do války s Anglií, rozhodl se situaci zámořskými problémy dále nekomplikovat. V dubnu 1803 proto prodal Louisianu Spojeným státům americkým za 15 milionů dolarů. Vojenská expedice na Santo Domingu přestala dostávat posily a opuštěné francouzské expediční vojsko se po porážce v bitvě u Vertières, utrpěné od černošské armády pod velením Jean-Jacquese Dessalinese, nakonec 18. listopadu 1803 vzdalo Angličanům.
Napoleonův pokus o završení dlouhodobých francouzských snah o zámořské impérium stál život asi 50 tisíc francouzských vojáků a námořníků, přičemž podobný počet obětí byl také na straně vzbouřenců a civilistů, především v kolonii Saint-Domingue. V pamětech, které Napoleon sepsal po svém pádu na ostrově Svatá Helena, označil karibské dobrodružství za jednu ze svých největších chyb.

## Závěr kariéry

### Panovníkem Elby

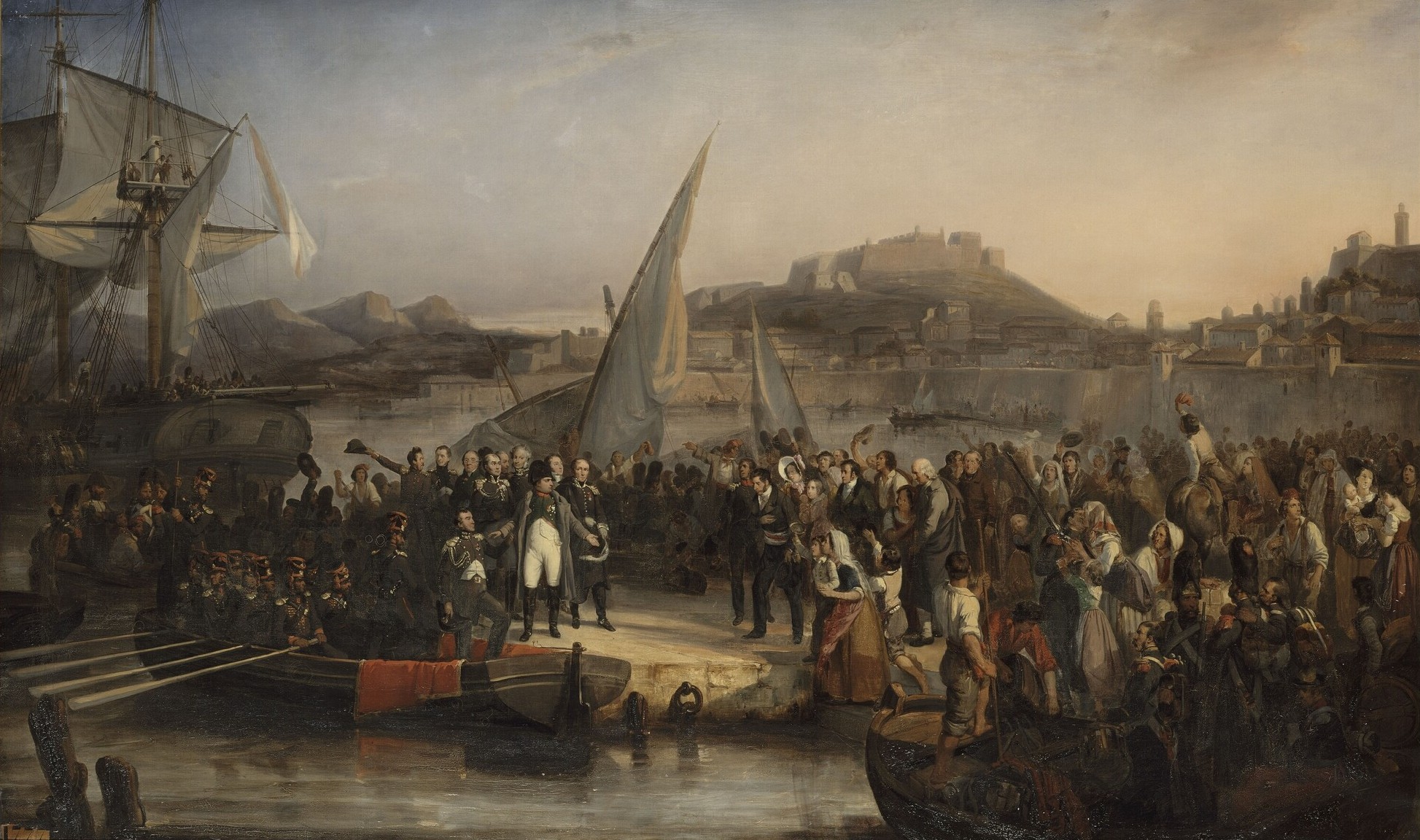
Joseph Beaume: Napoleon opouští Elbu

Na nevelký středomořský ostrov o rozloze 224 km2 dorazil Napoleon 4. května 1814, v týž den, kdy Paříž přivítala krále Ludvíka XVIII. z rodu Bourbonů. Podle smlouvy z Fontainebleau ze dne 11. dubna 1814 byl ostrov prohlášen samostatným státem jako Knížectví Elba a Napoleon byl ustanoven jeho svrchovaným panovníkem. Zároveň byl Napoleonovi přiřčen roční důchod dvou milionů franků z francouzské státní pokladny, z čehož ovšem jeden milion franků náležel císařovně Marii Luise. Napoleonovi byl tento stát přenechán k doživotnímu užívání a stejně tak mu byl ponechán jeho císařský titul. Dohledem nad Napoleonem byl pověřen britský plukovník Neil Campbell, pro tento účel jmenovaný jako komisař spojenecké koalice. Měl na něj dohlížet, sbírat informace a podávat zprávy, neměl však žádnou pravomoc mu cokoliv nařizovat či možnost ho k čemukoliv donutit. Bezprostředně po svém příjezdu na Elbu neměl Napoleon žádné plány do budoucna a svůj politický život pokládal za uzavřenou kapitolu.
Aby své malé panství uživil, začal se věnovat hospodaření, rozvoji řemesel, zemědělství, chovu ovcí a těžbě železné rudy. Vydal pro své knížectví novou ústavu, založil policejní sbor, nařídil očkování dětí, povinnou školní docházku, postavil dvě nemocnice a zakázal házet odpadky z oken. Nezanedbával ani svou miniaturní armádu, jež místo spojenci povolených tří stovek vojáků brzy dosáhla počtu 2 000 mužů. Ve svém sídle pořádal audience i plesy pro místní vyšší společnost, organizoval dvorský život a ukazoval se občasným turistům, pro které představoval velkou atrakci. Po dobu svého pobytu na ostrově se těšil z přítomnosti své matky Leticie, sestry Paulíny a nakrátko i hraběnky Walewské, která sem přibyla i s jejich synem Alexandrem. Marie Luisa s jejich synem na ostrov nikdy nedorazili, ačkoliv to císařovna měla v plánu a Napoleon ji k tomu v dopisech vyzýval a její příjezd toužebně očekával. Zabránila ji v tom rodina a agenti kancléře Metternicha, především Adam von Neipperg.
Na začátku podzimu 1814 však k němu začaly pronikat rozporuplné zprávy z Francie a později se k nim přidaly i informace z Vídeňského kongresu. K těm negativním patřila skutečnost, že někdejší Napoleonův ministr zahraničí Talleyrand a koaliční diplomaté uvažovali o jeho internaci na jiný, vzdálenější ostrov (nejčastěji padala jména ostrovů Svatá Helena a Svatá Lucie). Dále prosakovaly zprávy o pokusech jej otrávit a Španělé navrhovali, že ostrov obsadí a francouzského excísaře zajmou. Navíc Ludvík XVIII. ještě stále nezačal Napoleonovi vyplácet přislíbenou dvoumilionovou apanáž. Na druhou stranu se dozvídal, že ve Francii přibývá nespokojených hlasů, kterým se nelíbil návrat forem a některých institucí starého režimu. Předrevoluční šlechta, jež se vracela z emigrace, zabrala výnosné úřady u dvora, císařská šlechta byla přehlížena a lidé se začali bouřit. Vojáci stále častěji vzpomínali na Napoleona a v Bourbonech spatřovali jen nutné zlo vnucené zvenčí. Dalším důvodem k jejich nespokojenosti bylo masové propouštění do penze nebo na poloviční služné. To vše i další skutečnosti z francouzského dění Napoleon pozorně sledoval a byl si proto dobře vědom nálad lidu, mezi nímž sílil odpor ke královské dynastii a touha po obnově císařství. Začal proto uvažovat o návratu do Francie. Definitivně se však rozhodl až v únoru 1815, krátce poté, co se dozvěděl, že jeho bývalý ministr policie Fouché se chystá sjednotit opozici a zřejmě připravuje politický převrat. Příznivá situace nastala ve chvíli, kdy ostrov dočasně opustil Napoleonův dohled plukovník Campbell. 26. února 1815 císař nalodil svých 1 100 vojáků, 80 koní a 4 děla na zrekvírované lodě a vyrazil s nimi k francouzskému pobřeží. Zabavená plavidla se k francouzskému pobřeží vydala samostatně. Již druhý či třetí den po vyplutí se však celá výprava octla v ohrožení, neboť k Napoleonově brize Inconstant se přiblížila fregata Zephyr. Granátníci dostali rozkaz sundat vysoké medvědice, lehnout si na palubu a připravit se na zahákování. Když se kapitán Zephyru ze své paluby zvědavě vyptával na to, jak se má velký muž na Elbě, postačila mu odpověď, kterou zašeptal Napoleon do ucha kapitánovi Tailladovi, že báječně. O víc se nezajímal a Inconstant opět propustil.

### Sto dnů

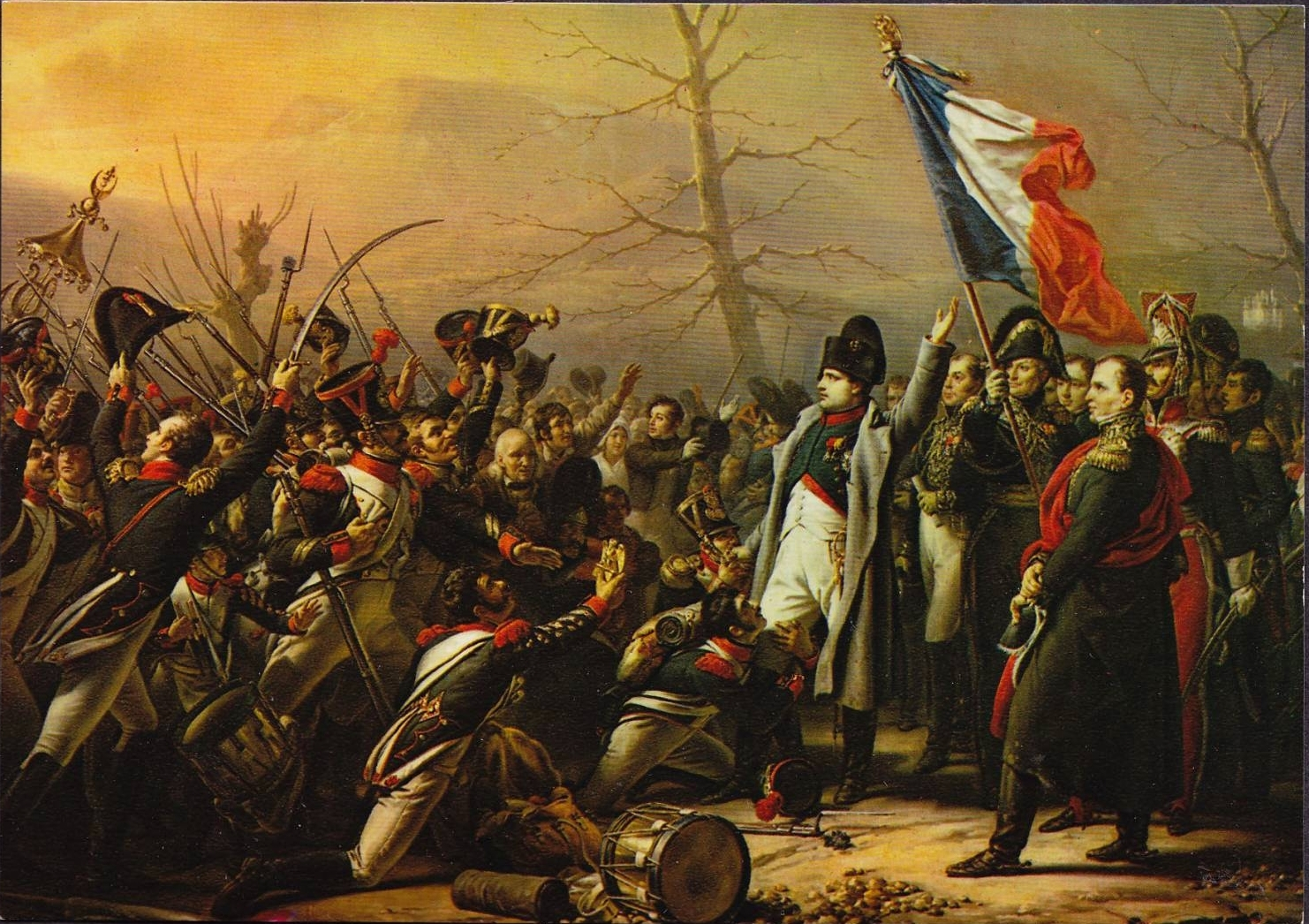
Carl von Steuben: Napoleonův návrat z ostrova Elba. Obraz zobrazuje přechod 5. řadového pluku na císařovu stranu

1. března 1815 dorazilo sedm lodí Napoleonovy malé flotily do zálivu Juan nedaleko Antibes. Vojáci se vylodili na pláži a kolem páté hodiny odpolední vyrazili směrem na Paříž skrze alpské stezky Horní Provence. V přímořském kraji Napoleonova přítomnost mnoho radosti u obyvatel nevyvolávala, avšak čím více postupoval do vnitrozemí, s tím větším nadšením se setkával. K jeho vojsku se záhy přidalo i 1500 mužů, převážně dělníků, s vlastními puškami či různými chladnými zbraněmi. Když se pozvolna zvětšující konvoj dostal ke Grenoblu, místní velitel posádky generál Marchond proti Napoleonovi jako předvoj vyslal prapor 5. pěšího pluku s rotou ženistů, kteří měli vyhodit do vzduchu mosty na cestě. Když na sebe obě kolony narazily, vojáci se začali rozvinovat do bojové sestavy. Napoleon postupoval v čele svých mužů a jeho protivník kapitán Randon z královské armády zavelel k palbě. Žádný z jeho podřízených však rozkazu neuposlechl. „Vojáci pátého, já jsem váš císař. Poznáváte mě?“ zavolal Bonaparte a rozhalil svůj myslivecký kabát. „Jestli je mezi vámi voják, který chce zabít svého císaře, tady stojím.“ Po chvilce začali vojáci 5. řadového odhazovat pušky a za pokřiku „Vive ľ Empereur“ (Ať žije císař) přebíhali k Napoleonovi. Podobně či stejně se pak zachovaly i ostatní jednotky stojící mu v cestě. 13. března Napoleon vstoupil do Lyonu a o den později na jeho stranu přešel i jeden z hlavních iniciátorů první abdikace maršál Ney, který v tu chvíli tvořil jedinou vážnější překážku mezi ním a trůnem. 20. března za davového nadšení vstoupil císař do Paříže. Opětovné vlády nad Francií se ujal bez jediného výstřelu.

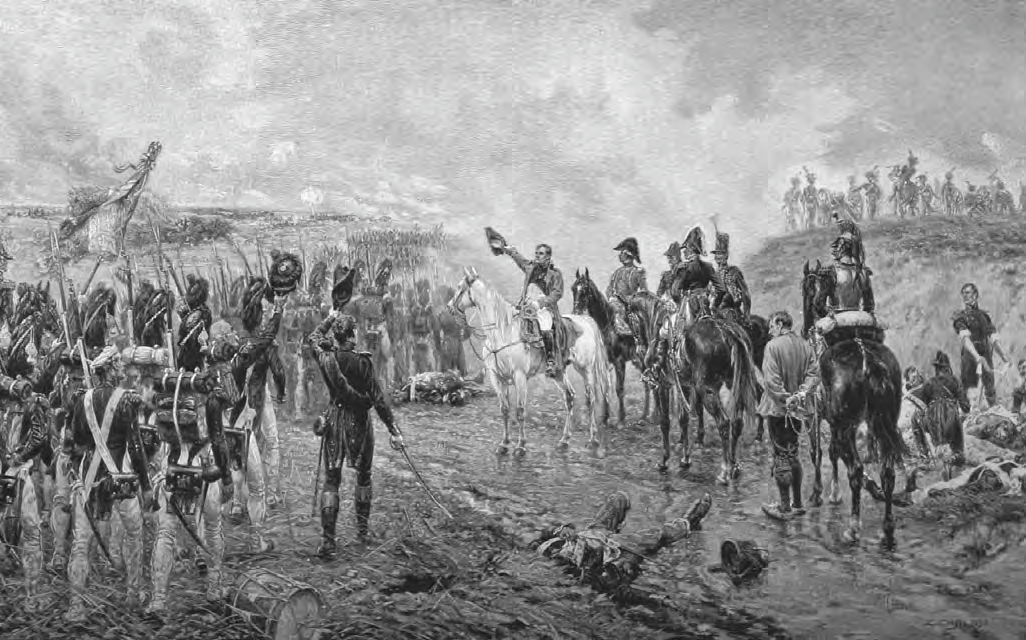
Ernest Crofts: Napoleonův poslední velký útok u Waterloo

Ačkoli Napoleon dosáhl vítězství na domácí frontě způsobem, jenž neměl obdoby, zahraničněpolitická situace se obrátila v jeho neprospěch. Zástupci vítězných mocností na kongresu ve Vídni se okamžitě dohodli na postupu proti jeho osobě a jako narušitel pokoje světa měl být vydán veřejnému soudnímu stíhání. Napoleon však nutně potřeboval dlouhodobý mír a mezinárodní uznání svého návratu. Snažil se proto písemně kontaktovat všechny evropské dvory a přesvědčit je o svých mírových úmyslech, avšak nikdo mu na jeho dopisy neodpovídal; někteří z panovníků je ani neotevřeli. Za této situace si byl dobře vědom, že jediným nástrojem, který jej může udržet na trůnu, je armáda. Do června se mu podařilo shromáždit na 200 000 vojáků, které však musel rozdělit do osmi samostatných celků. Tím nejsilnějším se stala Armée du Nord – Severní armáda, jež nesla hlavní tíhu nadcházejících bojových operací. Současně s budováním úderné a obranné síly musel Napoleon zkonsolidovat situaci v zemi. Po měsíčních tahanicích vydal jako doplněk císařské ústavy tzv. Dodatečný akt (Acte Additionel) a generál Grouchy potlačil roajalistické povstání v králi věrných departementech (za tento čin obdržel maršálskou hůl).
Pro boj proti nově utvořené VII. koalici se Napoleonovi nabízely dvě možnosti. Jednak defenzivní způsob vedení války, jenž nesl stejná úskalí jako střetnutí s VI. koalicí v roce 1814, a potom ofenzivně–agresivní postup, pomocí něhož by ničil nepřátelské armády jednu po druhé. V neprospěch prve jmenované strategie hovořil fakt, že doposud neseděl na trůnu tak pevně a nebyl si jist opozicí, navíc situace nedovolovala, aby umožnil nepříteli obsadit a zničit rozsáhlá francouzská území. Rozhodl se proto vyrazit spojencům vstříc. Vojáky národních gard zabezpečil pobřeží i hranice s německými státy a v čele Armée du Nord se rozhodl využít momentu překvapení a vklínit se mezi obě nejbližší spojenecké armády. 6. června začal potají soustřeďovat své sbory mezi řekami Sambrou a Mázou, přičemž se jinými ostentativními manévry snažil vyvolat dojem, že útok jeho ozbrojených sil bude směřovat mezi moře a Brusel.

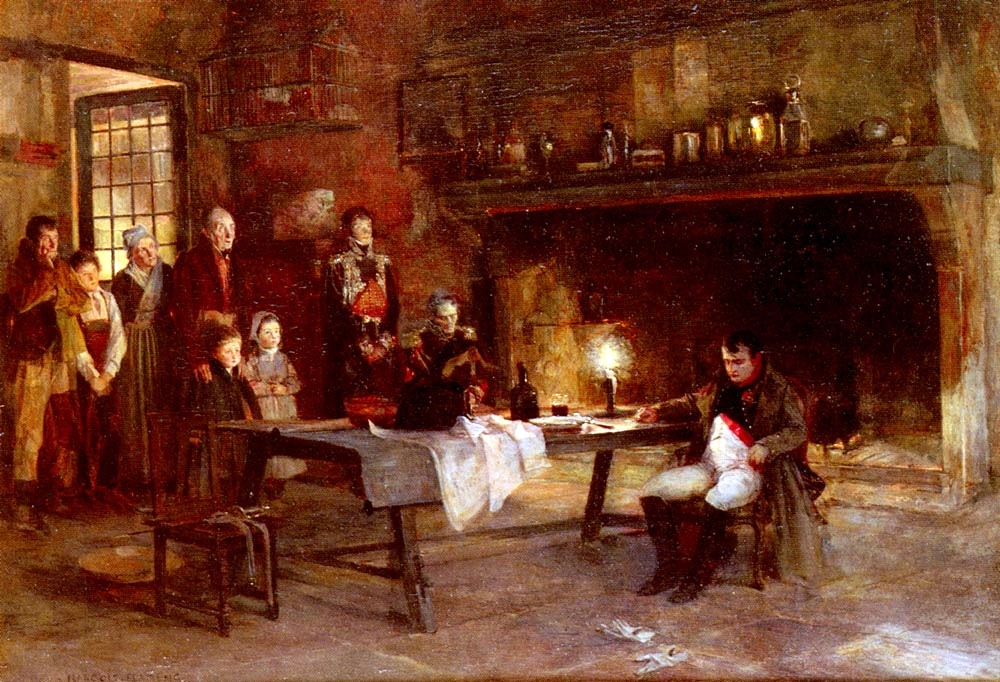
François Flameng: Napoleon po bitvě u Waterloo

Velitel anglo-batavské armády vévoda z Wellingtonu reagoval tak, jak si Napoleon přál a svou armádu rozmístil v prostoru Brusel-Ostende, čímž se mezi ním a Prusy pod velením maršála Blüchera vytvořila necelých 60 kilometrů široká mezera, kterou střežil pouze I. pruský sbor pod velením, generálmajora Zietena. Za těchto okolností Bonaparte 12. června opustil Paříž a o dva dny později vyrazila do škvíry mezi koaličními armádami i Armée du Nord. 15. června Francouzi překročili belgické hranice a za prvních bojů se Zietenem se zmocnili města Charleroi. Ačkoliv byl pruský generál v dalších hodinách setrvale zatlačován zpět, podařilo se mu vést mistrovský zdržovací boj, během nějž se ve dvou proudech spořádaně stahoval na Brusel. Svůj ústup vedl směrem přes křižovatku cest u stejnojmenné vesničky Quatre-Bras, kde své síly narychlo shromažďoval vévoda z Wellingtonu, a současně k vesnici Ligny, kde se soustřeďovaly zbylé sbory maršála Blüchera. Následujícího dne došlo v okolí těchto míst k těžkým bojům, přičemž se Napoleon osobně střetl s Prusy u Ligny a maršál Ney udeřil na část anglo–batavské armády u Quatre-Bras.
V obou bitvách získali Francouzi úplné vítězství a spojenci byli nuceni ustoupit. Posléze Napoleon vyslal ve stopách maršála Blüchera třiatřicetitisícový sbor maršála Grouchyho a sám se vydal za Wellingtonem směrem na Brusel. Avšak kvůli opožděnému zahájení pronásledování, špatnému počasí a schopnému zadnímu voji anglo-batavské armády se britskému veliteli podařilo spořádaně stáhnout a 17. června zaujmout postavení u statku (či hostince) Belle Alliance, kde se rozhodl svést generální bitvu (v té době si již byl jist tím, že se k němu stačí pruská armáda, soustřeďující se u Wavre, připojit včas). Druhého dne Napoleon promarnil značnou část dopoledne a na protivníka zaútočil teprve kolem jedenácté hodiny. Avšak ani přes počáteční několikatisícové přečíslení nedokázali jeho vojáci nad Brity získat rozhodující převahu. Když pak v odpoledních hodinách na francouzské pravé křídlo nečekaně zaútočilo 50 000 Prusů, bylo o výsledku bitvy u Waterloo rozhodnuto. Naposled kolem deváté hodiny večerní se Napoleon pokusil rozprášenou francouzskou armádu prchající na Genape a Maison du Roi zastavit a postavit se s ní na odpor, avšak již nezůstávalo mnoho těch, co by uposlechli.
Vědom si bezvýchodnosti své situace odjel nedlouho poté francouzský císař z bojiště. Kolem jedné hodiny ranní dorazil ke Quatre-Bras, kde na chvíli zůstal stát nad těly mrtvých vojáků z předchozí bitvy; v tu chvíli mu prý z očí tekly slzy. Po tomto soukromém obřadu se odebral na cestu do Paříže. Branami francouzské metropole projel 21. června a celou cestu údajně dřímal. V hlavním městě mezitím začal ministr policie Joseph Fouché ovlivňovat poslaneckou sněmovnu i sněmovnu pairů, které následkem těchto intrik požadovaly Napoleonovu okamžitou abdikaci. Císař vše přijal se zdánlivým klidem a abdikaci podepsal ve prospěch svého syna Napoleona II. Poté ještě několik dní strávil v Elysejském paláci, odkud odjel do Rochefortu. 15. července odplul z Francie a vydal se do rukou Velké Británie. Na půdu Anglie však nikdy nevstoupil a 28. července bylo rozhodnuto o jeho internaci na ostrově Svaté Heleny.

### Vyhnanství na Svaté Heleně

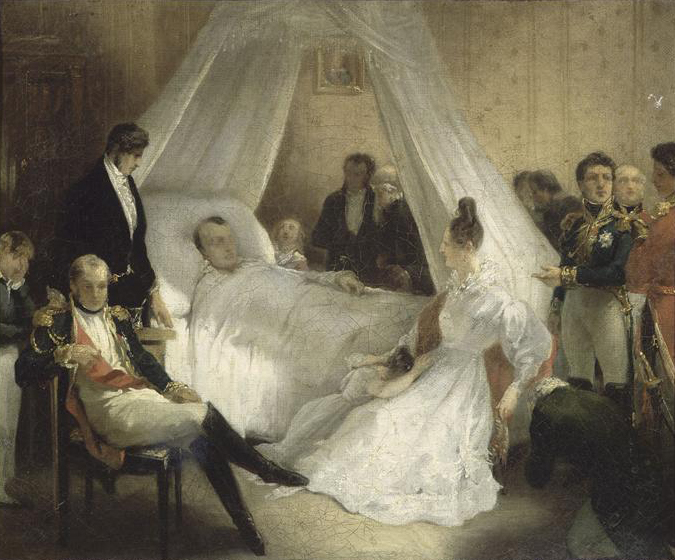
Carl von Steuben: Napoleonova smrt

Když se Napoleon dozvěděl jméno místa své internace, protestoval, neboť se domníval, že s ním nikdo nemá právo zacházet jako s válečným zajatcem. Spolu s ním odcházelo na Svatou Helenu jen několik nejbližších osob; maršál Bertrand a generál Montholon si s sebou přiváželi i své manželky. Zpočátku neměli Britové pro francouzského excísaře připraveno vhodné ubytování, a tak se přechodně usídlil v zahradním domku „The Briars“ (Šípková růže) na pozemcích statku, jenž patřil anglickému velkoobchodníkovi Balcombovi. Zde se seznámil s šestnáctiletou obchodníkovou dcerou Betsy, jež mu byla i v pozdějších letech pobytu na ostrově vítanou společnicí a k níž pociťoval zřejmě víc než jen otcovskou náklonnost. Později se Napoleon přestěhoval do vily Longwood. Své postavení snášel stoicky, avšak lidé kolem něj v jeho chování a výrazu často pozorovali melancholickou tesknotu. Velmi mnoho četl, jezdil na koni, chodil na procházky a diktoval své paměti hraběti de Las Cases.
Jeho volnost byla nečekaně omezena, když na ostrov dorazil nový guvernér sir Hudson Lowe. Ten byl pevně odhodlaný udělat všechno proto, aby se Napoleon opět neoctl na svobodě. Omezil proto možnosti jeho pohybu po ostrově, zvýšil přímou ostrahu, velmi rapidně snížil výdaje jeho domácnosti a zavedl další menší či větší restrikce, jež měly jeho vězni, kterého stále pokládal za generála, ztížit podmínky jeho pobytu. Napoleon proto zahájil proti Lowemu bezohlednou kampaň a snažil se jej vyvést z rovnováhy malichernými dotazy ohledně protokolu a svých osobních výsad. Tento vzájemný spor však vyústil ve stále větší Napoleonovu izolaci a návštěvníci získávali jen stěží svolení k návštěvám. 18. března 1818 byla z ostrova, za odesílání tajných Napoleonových zpráv do Francie, Lowem vypovězena rodina Belcombeových a excísař se po ztrátě své mladé společnice stával stále zasmušilejším.
Po Loweových opatřeních se navíc začaly výrazně zhoršovat Napoleonovy životní podmínky. Dům začínal být vlhký, množily se v něm krysy, na tapetách se tvořila plíseň a následkem zimy, jež se zvyšovala nad únosnou mez, a kvůli níž byl nucen rozštípat i některý nábytek, trpěl ustavičným nachlazením a revmatizmem. Takřka jedinými lidmi, s nimiž se v posledních dvou letech života Napoleon stýkal, byli kromě sloužících pouze korsický rodák a lékař doktor Antommarchi, maršál Bertrand a generál Montholon. S postupujícím časem se jeho zdravotní stav rapidně zhoršoval a osobně předpokládal, že trpí rakovinou žaludku. Občas o své nemoci vtipkoval: „Rakovina, to je Waterloo, které se dostalo dovnitř.“ Dne 13. dubna 1821, upoutaný na lůžku a trýzněn stále častějšími bolestmi, začal diktovat závěť, v níž rozdal své jmění, jež čítalo 200 milionů franků ve zlatě. Polovinu rozdělil mezi vojáky, kteří bojovali v řadách jeho armád, druhou půlku pak odkázal krajům, jež byly nejvíce postiženy válkami v letech 1814 a 1815. Testament dokončil v poslední chvíli, jelikož v dalších týdnech jej nemoc zmohla natolik, že nebyl schopen věnovat se materiálním záležitostem.

### Smrt a pohřby

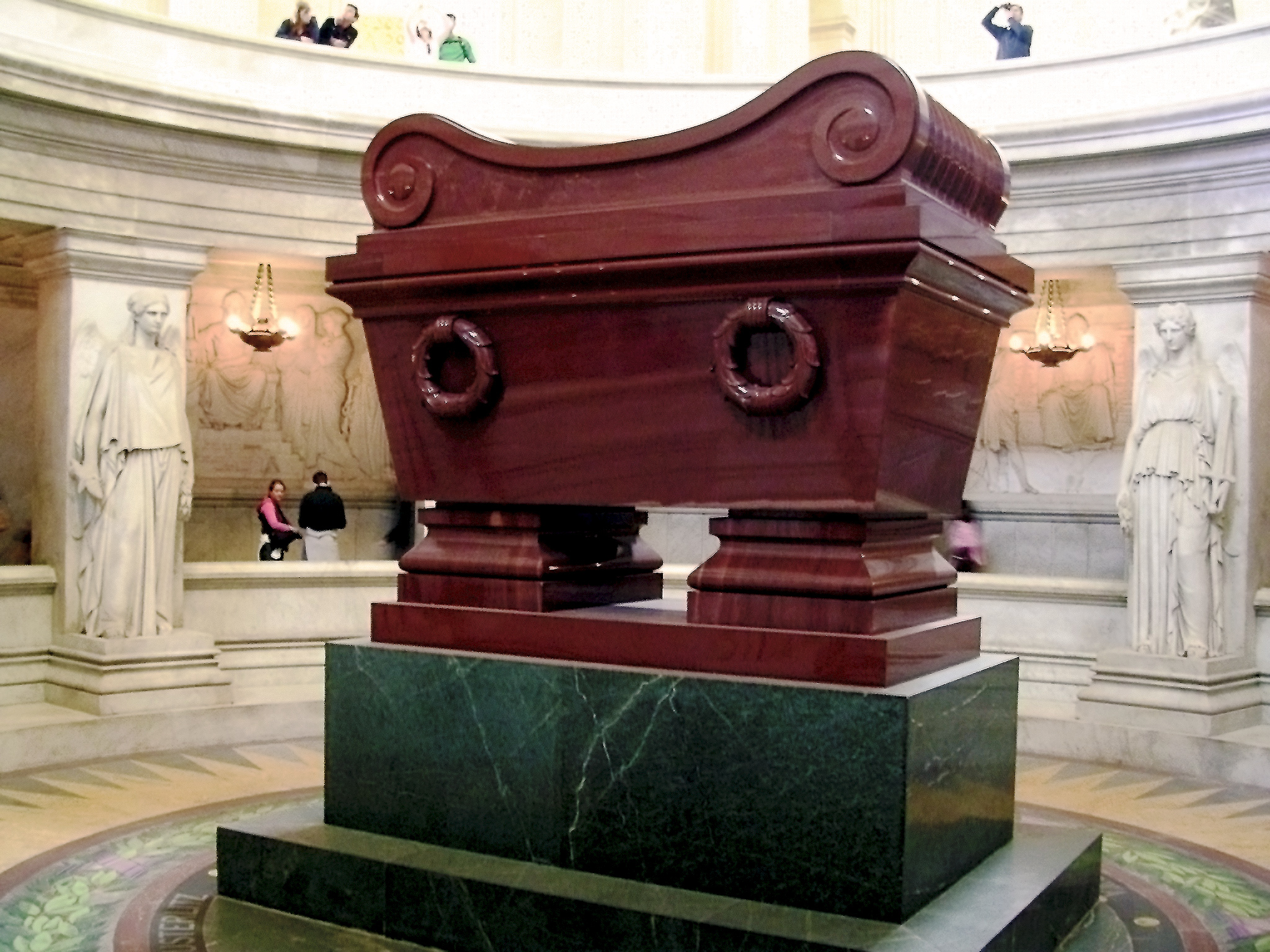
Tumba s Napoleonovými ostatky v pařížské Invalidovně

Sužován bolestí a křečovými záchvaty Napoleon zemřel v podvečer 5. května 1821 v 17:49 hodin ve věku jednapadesáti let. Tělo bylo po provedené pitvě se všemi vojenskými poctami pohřbeno u pramene Torbett's Spring na pozemcích Longwoodu. Byla zaznamenána výška 5 stop a 2 palce (francouzské), tedy 168 centimetrů, což bylo více než měřil průměrný Francouz 19. století. Roku 1840, za vlády krále Ludvíka Filipa, byly Napoleonovy ostatky exhumovány a převezeny zpět do Francie. Zde byly slavnostně uloženy do katafalku z růžového mramoru v pařížské Invalidovně.
Většina pozdějších historiků a publicistů předpokládala, že za skonem excísaře stálo onemocnění, jemuž podlehl i jeho otec a dvě sestry, tedy rakovina žaludku. Podezření na tuto chorobu měl ke konci svého života i sám Napoleon. Podle zveřejněné pitevní zprávy, kterou zpracoval jeho osobní lékař Dr. Antommarchi, se též uvažovalo o zánětu jater, avšak kvůli znění excísařovy druhé závěti, kde ze své smrti obvinil vrahy najaté Angličany, se brzy začaly objevovat hypotézy, které naznačovaly, že byl zavražděn. Ve druhé polovině 20. století v tomto směru vzbudila značný zájem odborné i laické veřejnosti činnost švédského stomatologa a amatérského toxikologa Dr. Stena Forshufvuda, jenž při pročítání pamětí císařova komorníka Louise Marchanda (Mémoires de Marchand) dospěl k závěru, že byl Napoleon otráven arzenikem. Ve snaze získat fyzický důkaz své teorie posléze zahájil Dr. Forshufvud výzkum, kterým se mu podařilo prokázat, že císařovy vlasy ustřižené v den jeho smrti skutečně obsahovaly nestandardně vysoké množství podezřívané chemikálie. Jeho hypotézu však v roce 2008 patrně vyvrátili výzkumníci některých italských univerzit, kteří nejmodernějšími vědeckými metodami prokázali, že z dnešního pohledu extrémně vysoké množství arzeniku bylo v tělech Napoleonových současníků běžným jevem. Další otazníky vzbudily rozdíly v uspořádání hrobu a uložení těla při Napoleonově pohřbu a exhumaci nebo odlišnosti ve vzhledu a rozměrech jeho posmrtných masek.

## Osobnost

### Charakteristika

Antoine-Jean Gros: detail Napoleonova obličeje v době prvního italského tažení

Napoleon byl statný v ramenou, jeho postava však zároveň budila dojem celkové štíhlosti. Pěknou románskou hlavu mu porůstaly hnědé vlasy, měl olivovou pleť, světlé modrozelené oči a nad vystouplou bradou mírně našpulené rty. Údaje o jeho výšce se liší, odhaduje se že měřil přibližně 165 – 170 centimetrů, což bylo na jeho dobu nadprůměrné. Vyslanec toskánského velkovévodství jej v době prvního italského tažení v roce 1796 popsal následovně: 
| „                | Zpozoroval jsem uprostřed početného štábu člověka drobnější postavy než obyčejně, neobvykle hubeného. Jeho napudrované vlasy, zastřižené zvláštním způsobem a pod ušima do čtverce, padaly na jeho ramena ... Na prvý pohled obličej se mi nezdál krásný, ale výrazné rysy, živé a zpytavé oko, oživené a prudké gesto prozrazovaly žhavou duši a široké starostlivé čelo hloubku myšlení. | “ |
| — Miot de Mélito | |   |

 Od roku 1808 začal mít císař Francouzů sklon k tělnatosti a svaly ve tváři mu ztuhly do tvrdého výrazu. Dvorní dáma bývalé pruské královny Alžběty Kristýny hraběnka von Voss ve svých pamětech (Neunundsechzig Jahre am Preußischen Hofe) po setkání s Napoleonem zapsala, že jej spatřila: „s tlustou odulou tváří, značně korpulentního, nadto ještě malého a zcela postrádajícího eleganci. Svýma velkýma očima loupá zasmušile kolem, jeho rysy mají krutý výraz, vypadá jako ztělesnění smrti. Pouze ústa má dobře tvarovaná a zuby má dobré.“ Pokud jde o proměnlivost císařových rysů, osobní tajemník baron Méneval (Napoléon et Marie-Louise: Souvenirs Historiques de Baron Méneval sv. 3) popisuje, že ve chvílích, kdy se Napoleon rozčílil, získal jeho obličej krutý výraz. Mohutně prý vraštil čelo i obočí a z očí mu sršely blesky. Zároveň se mu pod tlakem vnitřní bouře nadmuly nosní dírky. Na druhou stranu však také dodává, že za normálního stavu byla Napoleonova tvář klidná a vlídně vážná. Tím nejdobrotivějším úsměvem se rozzářila, když byl v dobré náladě, chtěl být příjemný lidem okolo nebo pookřál.
Prefekt císařského paláce popsal Napoleona jako pětačtyřicetiletého:
| „                           | Jeho postava byla pět stop, dva coule a několik čárek; jeho hlava byla veliká; jeho oči světlemodré; jeho vlasy tmavě kaštanové; jeho brvy byly mnohem světlejší než obočí, které bylo tmavě kaštanové jako jeho vlasy; měl krásně utvářený nos, půvabné a neobyčejně pohyblivé vykrojení rtů; jeho ruce byly podivuhodně krásné a zářily bělostí; … jinak byl postavou velmi dobře a souměrně stavěn. Jednou z jeho zvyklostí, které jsem u něho nejčastěji pozoroval, bylo, že nakláněl nenadálým a prudkým pohybem horní část těla a hlavu na pravou stranu, opíraje se o loket a paži, jako by chtěl vznést svou postavu. Tento strojový pohyb byl velmi hbitý a nebyl nápadný, leda když jej učinil při chůzi. … Na jeho širokém a vyklenutém čele dlely génius a síla. Každému jinému by toto čelo stačilo, aby v něm vyjádřil svou celou fyziognomii. Jeho oči se třpytily záblesky a prozrazovaly všechny jeho myšlenky, všechny jeho city. Ale když jeho nálada nebyla zkalena, tu ozářil tuto krásnou fyziognomii nejroztomilejší úsměv a vtiskl mu nepopsatelné kouzlo, jež jsem u nikoho jiného ještě nepozoroval…“ | “ |
| — Louis-François de Bausset | |   |

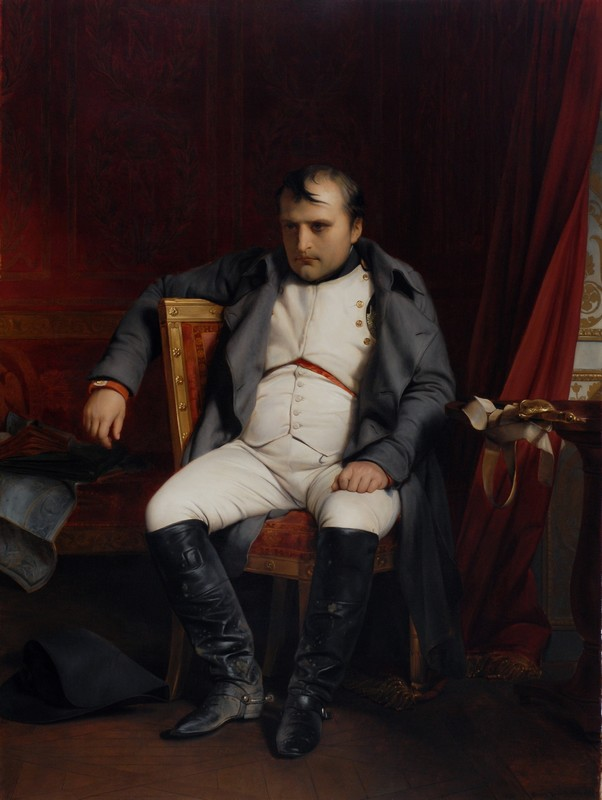
Paul Delaroche: Abdikace ve Fontainebleau (1845). Portrét ztvárněný dvacet čtyři let po Napoleonově smrti, odpovídá zhruba věku, kdy jej popsal prefekt císařského paláce Bausset

Další Napoleonovi současníci se podivovali nad žlutou barvou jeho obličeje, za kterou nejspíš stálo spolu se sklonem k tělnatosti onemocnění jater. Hrabě de Las Cases dále konstatoval, že císař měl i přes silné údy měkké svalstvo a i přes značně rozložitou hruď byl stále prochladlý. V pitevní zprávě ze Svaté Heleny britský chirurg Walter Henry (Events of a military life) zaznamenal, že Napoleonova pokožka byla velmi bílá a jemná, po těle měl jen málo chloupků a vlasy měl jemné a hedvábné. Jeho trup prý byl štíhlý a zženštilý a jeho stydká kost velmi připomínala Venušin pahorek u žen. Svaly na hrudníku byly malé, ramena úzká a boky široké. Osobní partie, varlata a penis, vypadaly malé, takřka chlapecké.

Z duševních schopností si Napoleon u sebe nejvíce cenil železné vůle, pevnosti ducha a zvláštní statečnosti, jež spočívala ve schopnosti převzít nejstrašnější a nejtěžší odpovědnost za rozhodnutí. Měl výbornou paměť; sám ji označoval za pozoruhodnou vlastnost a v tomto směru poznamenal: 
| „          | Když jsem byl mlád, znal jsem logaritmy třiceti až čtyřiceti čísel; ve Francii jsem si pamatoval nejen jména důstojníků u všech pluků, ale i místa, odkud se vojenské sbory rekrutovaly, kde se vyznamenaly; věděl jsem dobře i o jejich smýšlení. | “ |
| — Napoleon | |   |

 Najednou se prý dokázal zaměstnávat i třemi naprosto odlišnými záležitostmi. Byl s to diktovat dvěma sekretářům o dvou různých věcech a zároveň, aniž by tím utrpěla logická jasnost jeho myšlenek nebo pozornost, a číst o věci třetí. Často pracoval dlouho do noci a spal v přerušovaných intervalech, podle své potřeby. V průběhu vojenských tažení byl mnohdy okolnostmi přinucen budit se i několikrát za noc a přesto okamžitě vstal a z jeho očí se nedalo uhodnout, že právě spal. Navíc byl okamžitě schopen pracovat jako ve kteroukoliv jinou dobu přes den.

Lidé z Napoleonova blízkého okolí se shodují, že měl dvě tváře, soukromou a politickou. Co se soukromí týká, dokázal se velmi upnout na osoby kolem sebe. Jakmile si na někoho zvykl, nepřišlo mu na mysl se od něj odloučit, i když viděl jeho chyby, odsuzoval je a nebyl se svou volbou spokojen. Patrně nebyl ani nenávistný, ani mstivý. Byl schopen se rozčílit, svůj korsický temperament a zlost dát najevo slovy, ale to bylo vše. Církevní diplomat de Pradt v tomto směru poznamenal: „Hřímalo sice, ale neuhodilo; bouřné mračno se rozptýlilo v krupobití, v lijáku slov, kterým již za okamžik nepřikládal nejmenšího významu.“ Svému okolí se jevil mírný a značně shovívavý k lidské slabosti. Osoby, kterým chtěl být příjemný, si rád dobíral a svůj osobitý humor zpestřoval hlučným a žertovným smíchem. Největší lichotkou z jeho strany byly různé fyzické důvěrnosti, z nichž velmi často používal pochvalné vytahání za uši nebo poplácávání po tváři. V intimních vztazích se vyznačoval důvěrností, laskavostí i něhou. Násilnost mu prý nebyla vrozená a pokud o to usiloval, nikdo se nedokázal ovládat jako on. Jeho mluva byla suchá, ovšem ne nepřístojná ani pokořující. Výraznějším způsobem se Napoleonova osobnost změnila po jeho první abdikaci. Historik Albert Z. Manfred v této souvislosti napsal: 
| „                   | Cosi se změnilo v Napoleonově povaze, v jeho chování a dokonce i ve vzezření. Navenek se zdál klidnější a zdrženlivější. Zmizela jeho dřívější prudkost a dynamičnost. Ale také zmizela – nebo se to jen zdálo? – energičnost nezdolné vůle, jež tak působila na ostatní, neochvějná sebejistota a víra ve šťastnou hvězdu. | “ |
| — Albert Z. Manfred | |   |

Ačkoliv si při pobytu v poli uvykl snášet tvrdé životní podmínky, v císařském paláci si Napoleon liboval ve fyzickém komfortu. Svůj pracovní den začínal nalačno poradami s nejbližšími osobami nebo pročítáním dokumentů, jež mu byly připraveny přes noc. Snídal obvykle sám, většinou však ne déle než deset minut. Posléze se přesunul do jedné ze svých pracoven, kde se věnoval správě území pod jeho nadvládou. K obědu konzumoval prostou stravu, kterou zapíjel kávou a ředěným burgundským vínem. Večeřel obvykle kolem šesté v přítomnosti císařovny, se kterou pak strávil společnou hodinku. Posléze povolal svého knihovníka, jenž mu přinesl výběr nejnovějších knih. Ve 22:00 vydal instrukce na ráno a uléhal do postele. V tuto dobu jej občas navštěvovala Josefína, aby mu z nohou jeho postele předčítala.
Jak již bylo naznačeno, jinou masku si přisvojoval před vnějším světem. Napoleonův životopisec a znalec doby Jevgenij Tarle stručně konstatuje, že Napoleonovými hlavními vášněmi byly sláva a zejména moc. Společně s mnohými dalšími historiky se shoduje v názoru, že při dosahování svých cílů byl naprosto lhostejný k lidem a viděl v nich jen prostředky a nástroje. Zapomínal na ohledy vůči svým spolupracovníkům i vojákům. Zároveň svým podřízeným nikdy nedokázal zcela nedůvěřovat a ani jim neuměl svěřit plnou zodpovědnost a soustavně kontroloval, zda jsou jeho příkazy plněny. I přes silný smysl pro rodinu mnohdy nebral ohledy ani na city svých příbuzných a očekával, že se podřídí jeho vůli. Svou nadřazenost si často prosazoval zuřivostí, kterou v přítomnosti dalších přihlížejících směřoval proti některé přítomné osobě. Ve chvíli, kdy se začal projevovat tímto způsobem, byl velmi vulgární a hrubý. Ve válce, pokud to okolnosti vyžadovaly, byl schopen stejně jako kterýkoliv řadový voják vystavit svou osobu nepřátelským střelám. Učinil tak například u Toulonu, při útoku na mostu u Arcole nebo na městském hřbitově u Pruského Jílového. Když omývali Napoleonovu mrtvolu, nalezli na ní stopy neznámých ran. Oficiálně se vědělo, že byl zraněn u Toulonu, Řezna a Drážďan, avšak tyto nově odhalené jizvy svědčily o tom, že pravděpodobně neváhal skrýt svá zranění, aby vojáky neuvedl do zmatku.
Jako panovník je Napoleon často označován za diktátora. Bylo pro něj typické, že se snažil bezohledně skoncovat s veškerou opozicí i kritikou. Osoby podezřelé z těchto skutků nechával bez procesů zavírat do věznic nebo je nutil obývat vyhrazená místa, kde byly pod neustálým dozorem. Pod dohledem se pomocí cenzury, četnictva a informátorů snažil držet i veřejné mínění.

### Ženy a rodina

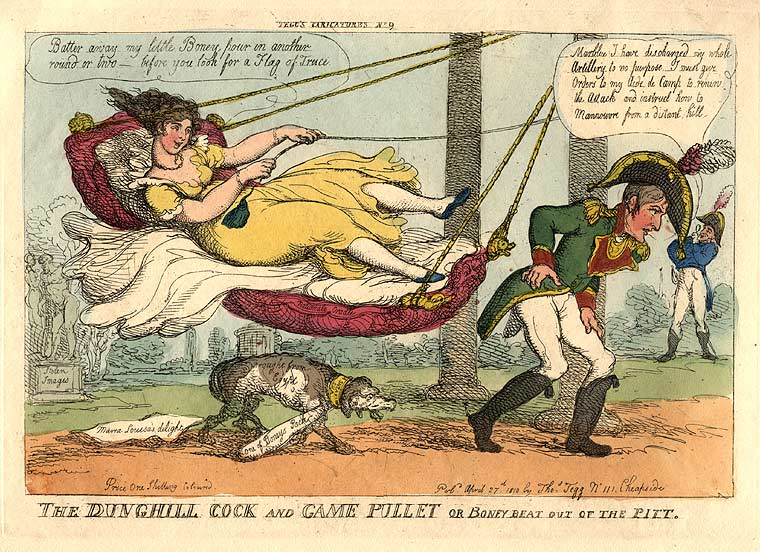
Napoleon, jediný kohout na hnojišti. Karikatura, beroucí si na mušku císařovu posedlost jeho druhou a mnohem mladší manželkou

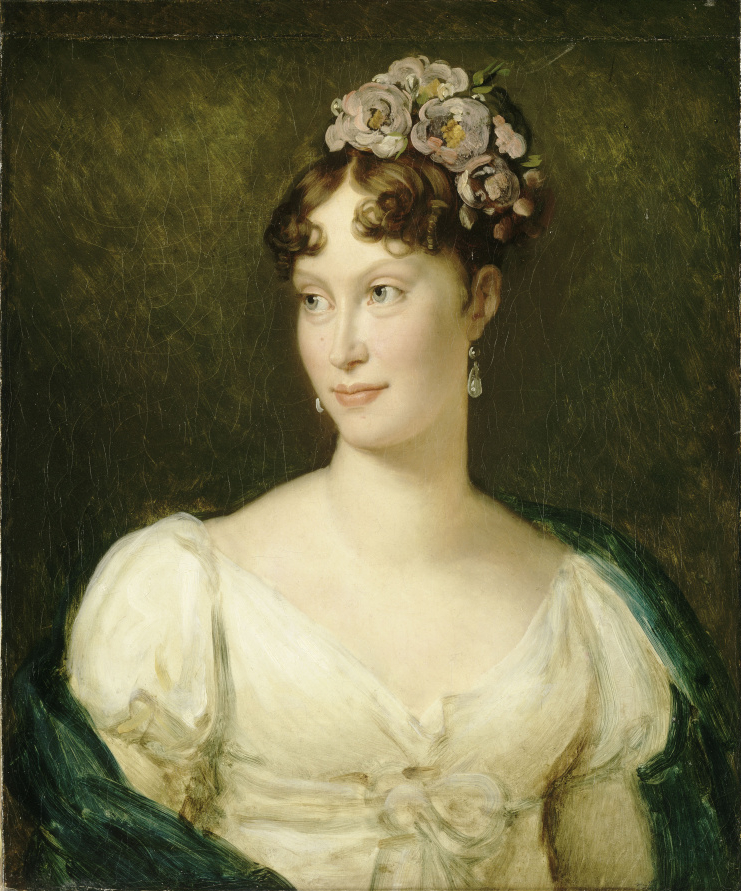
Francouzská císařovna Marie Luisa Habsbursko-Lotrinská, dcera rakouského císaře Františka I.

Kromě politiky, válek a naplňování osobních ambicí hrály v Napoleonově životě důležitou roli i ženy. Jeho první dětskou láskou prý byla dívenka Giacominetta, ještě v rodném Ajacciu. První sexuální zkušenost zřejmě zažil v listopadu 1787 v Paříži s prostitutkou vykonávající své řemeslo poblíž Palais-Royal. První větší milostnou avantýru prožil s madame Naudinovou ještě v Auxonne. Další ženou v pořadí byla Louise Turreau, s níž se setkal v Nizze, kam přijela spolu se svým manželem. Skutečně první Napoleonovou femme fatale však byla Désirée Clary, dcera obchodníka s hedvábím v Marseille. Její starší sestru pojal za manželku jeho bratr Josef, a také Napoleon se netajil s tím, že má podobné záměry s Desirée. V Paříži se však Napoleon setkal s krásnou vdovou Josefínou de Beauharnais, a jeho první láska záhy vzala za své. Desirée se po čase provdala za Napoleonova maršála Bernadotta a roku 1818 se po jeho boku stala švédskou královnou.
Napoleon byl Josefínou naprosto učarován a nedlouho po jejich seznámení jí učinil nabídku k sňatku. Přestože city nebyly oboustranné, svolila a 9. března 1796 byli oba sezdáni při občanském obřadu. Krátce nato Napoleon vyrazil do Itálie a jeho manželka se však začala milostně stýkat s plukovníkem husarů Hippolytem Charlesem, s nímž udržovala milostný poměr do doby, než její manžel odplul do Egypta. Zde si mladý generál, deprimovaný Josefíninými poklesky, vyhlédl manželku jednoho ze svých důstojníků jménem Pauline Fouresová, přezdívanou Bellilote. Přestože tato avantýra vydržela oběma milencům zhruba půl roku, znamenala konec Napoleonovy fascinace Josefínou. V době, kdy dosáhl na post prvního konzula, mu proto nebylo již zatěžko začít si s patnáctiletou divadelní hvězdou, kterou sám přezdíval Georgina. Jejich intimní vztah trval dva roky a následovnicí mladičké herečky se stala jedna z dvorních dam jeho manželky Antoinette Duchâtelová. Oba milenci se stýkali několik let, avšak Napoleon nakonec romanci ukončil, neboť jeho milenka se své vítězství nad císařovnou snažila veřejně demonstrovat, a takové chování nestrpěl. Další Napoleonovou významnou metresou se stala Eleonore Dénuelle De la Plaigne, s níž ho seznámila jeho sestra Caroline, jejímž záměrem (zřejmě) bylo znepříjemnit život své švagrové. Celé toto císařovo milostné dobrodružství bylo založeno pouze na ukojení jeho sexuální potřeby (podle některých monografií prý dokonce bylo dívčiným úkolem vyřešit stále ožehavější otázku, zda je Napoleon plodný či nikoliv), avšak netrvalo dlouho, dívka otěhotněla a porodila syna, jemuž dala jméno Léon.
Zhruba v době, kdy se mu narodil první nemanželský syn, navázal Napoleon ve Varšavě intimní poměr s hraběnkou Walewskou, s níž zplodil svého druhého potomka, který byl pokřtěn jako Florian Alexander Josef Walewski. Z dynastických důvodů však císař stále naléhavěji potřeboval zplodit legitimního dědice. Po uzavření míru v Tylži a návratu z Polska se proto s konečnou platností rozhodl, že ukončí prozatím neplodné manželství s císařovnou Josefínou a ožení se s dívkou náležející k některé z předních evropských panovnických rodin. K rozvázání sňatku došlo kvůli politickým okolnostem až 15. prosince 1809 a 1. dubna 1810 při občanském obřadu konaném v Saint-Cloud Napoleon pojal za choť osmnáctiletou habsburskou princeznu Marii Luisu, dceru rakouského císaře Františka I. Oproti svým zvyklostem se v prvních týdnech a měsících po uzavření sňatku od své novomanželky ani nehnul a snažil se jí z očí číst každé přání ještě dřív, než je vyslovila. Jeho starostlivost se ještě znásobila, když zjistil, že Marie Luisa je těhotná. Ve sňatku s habsburskou arcivévodkyní, jež byla praneteří popravené královny Marie Antoinetty, však Francouzi spatřovali cosi urážlivého a žádný Napoleonův politický akt nebyl tak nepopulární jako tento.

V období mezi sňatkem s Josefínou a Marií Luisou žil vitální Napoleon velmi promiskuitním životem a vystřídal nepřeberné množství milenek, které přitahovalo jeho charisma i nimbus císaře a neporazitelného vojevůdce. Prozaik a Napoleonův životopisec Stendhal (Vie de Napoléon) publikoval zajímavý popis mnohých z těchto schůzek: 
| „          | Císař, který při sobě obvykle nosil svůj kord, seděl u stolu a podepisoval své nekonečné dekrety. Když se u něho ohlásila nějaká dáma, požádal ji, aby na něho počkala v posteli, aniž vzhlédl od svého pracovního stolu. O něco později ji doprovodil se svícnem v ruce ze své ložnice a vrátil se ke své práci, k dalšímu čtení a podepisování nekonečných dekretů. Hlavní část takového dostaveníčka netrvala déle než tři minuty. Návštěvnice, které po těchto třech minutách posílal pryč, bývaly jeho chováním pobouřeny... | “ |
| — Stendhal | |   |

Pokud jde o Napoleonův vztah k ženám obecně, vše nasvědčuje tomu, že při jednání s nimi se ne vždy řídil zásadami francouzské galantnosti. Dvorní dáma císařovny Josefíny Claire de Rémusatová ve svých memoárech (Mémoires de madame de Rémusat) dokonce tvrdila, že ženami opovrhoval. Zřídka ho prý slyšela hovořit s dámami od dvora zdvořilým tónem a podle jejího mínění k nim byl svým způsobem krutý. Při oficiálních příležitostech kritizoval jejich účesy, a když mu daly kladnou odpověď na dotaz, zda jsou vdané, zajímalo ho, proč ještě nejsou těhotné. Napoleonův komorník Louis Constant Wairy ve svých pamětech (Mémoires de Constant, premier valet de chambre de l'empereur) v tomto směru podotýká, že císař ženy považoval za pouhý nástroj k plození dětí a jejich povinnosti spatřoval pouze v podřízenosti a závislosti.

### Literární dílo

Jean Auguste Dominique Ingres: Napoleonova apoteóza (1853)

Pokud budou opomenuty Napoleonovy osobní zápisky z jinošských let, lze konstatovat, že poprvé se chopil pera k většímu literárnímu počinu v Auxonne, kde sepsal několik pojednání o balistice, mezi něž patří např. Poznámky z Pamětí markýze de Vellière, Principy dělostřelectví či Zápis o rozmístění děl při vrhání bomb. V jeho sešitech lze nalézt historická pojednání o dějinách Anglie, poznámky o dějinách panování pruského krále Fridricha II., poznámky o dějinách Sorbonny a mnohé další. Do tohoto období patří též několik jeho beletristických pokusů i pokročilých prací a filosoficko-politických studií, jež jsou velmi rozmanité žánrem i charakterem. Jmenovat lze například novely Hrabě Essex (1788), Prorokova maska (1789), Dialog o lásce (1791), Řeč o lásce ke slávě a lásce k vlasti, Traktát pro Lyonskou akademii (esej se ucházela o literární cenu), Návrhy ústavy společnosti Calotte (1788), filosofické Pojednání o štěstí (Discours sur le bonheur) či do značné míry autobiografický román Glison a Eugénie, jehož základem je láska mladého Bonaparta k Desirée Claryové. V roce 1789 Napoleon dokončil nástin dějin Korsiky a dočkal se velmi pochvalné kritiky tehdy populárního spisovatele Raynala, jemuž dal své dílo k posouzení. Jeho asi nejuznávanější písemnou prací však byla novela Večeře v Beaucairu (Le souper de Beaucaire, 1793), již napsal v bouřlivém období před Toulonem. Tuto práci nejprve vydal ze svých skrovných prostředků, avšak zanedlouho byla publikovaná na náklady státu a upřela na něj pozornost vedoucích mužů v Paříži.
Z dalších let se historii uchovalo nesmírné množství Napoleonových dopisů příbuzným, přátelům a zejména Josefíně  Tato korespondence byla za panování jeho synovce Napoleona III. shromážděna a vydána ve dvaatřiceti svazcích. Za určitou formu literární činnosti lze také považovat psaní proklamací a mnohdy velmi propagandistických bulletinů, jimiž předkládal veřejnosti svůj vlastní pohled na dosažené úspěchy i neúspěchy. Jedna z posledních dochovaných památek na Napoleona jsou jím diktované paměti (Mémorial de Saint-Hélène), které na Svaté Heleně sepsal a posléze ve Francii v roce 1823 vydal jeho přítel Emmanuel de Las Cases. Toto několikasvazkové dílo však nemá objektivní historickou hodnotu, neboť je odrazem Napoleonova záměru, aby si budoucnost vytvořila o událostech představu podle jeho přání. Zajímavé však jsou jeho hojné poznámky a diktáty, jež na místě svého druhého exilu vedl o válkách, vojenském umění jiných vojevůdců (Caesara, Turenna, Fridricha Velikého) a vojenství vůbec.

### Celkové hodnocení

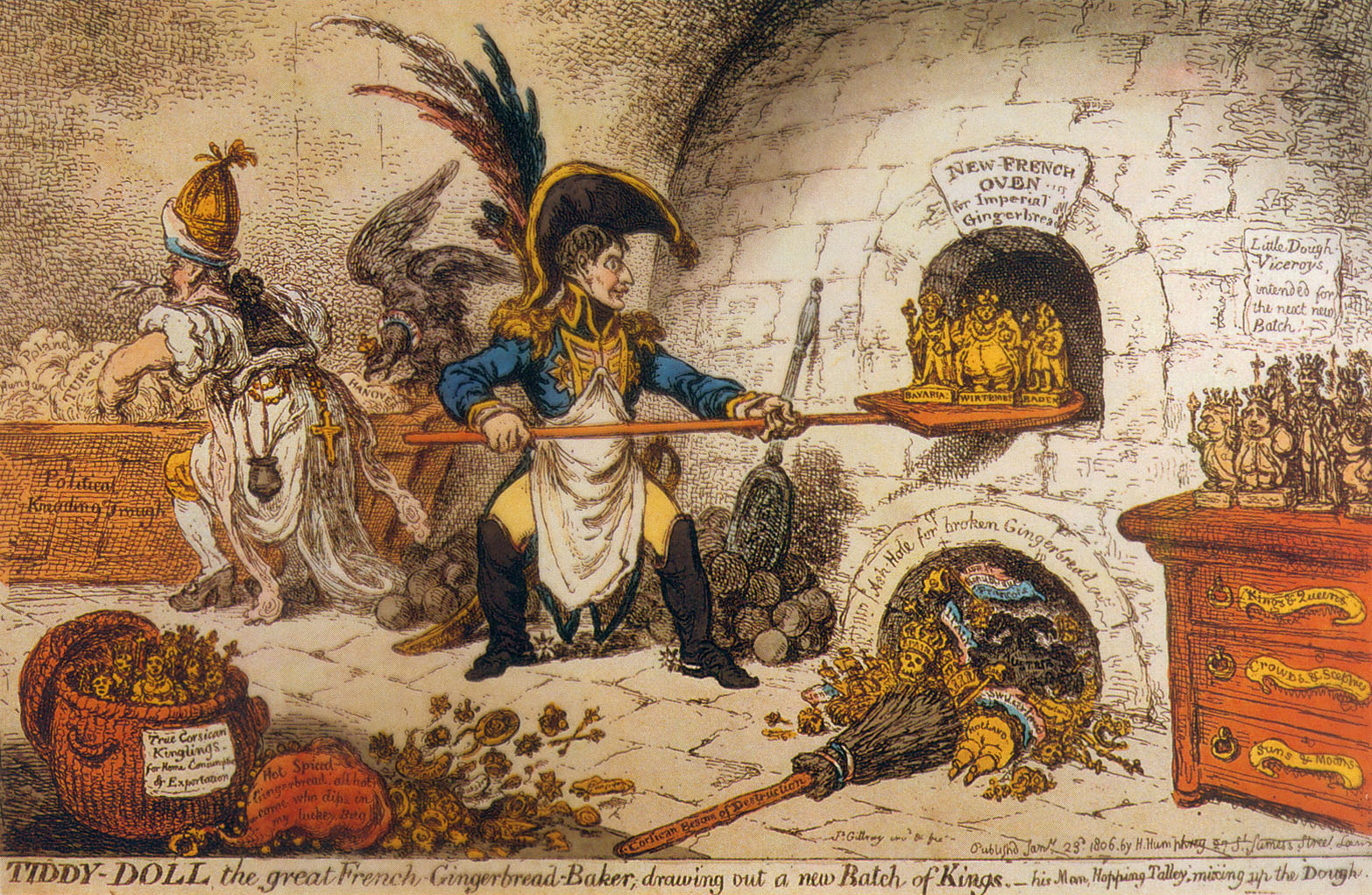
James Gillray: karikatura Napoleona jako pekaře, jenž z pece vytahuje novou dávku čerstvě upečených evropských králů (Bavorsko, Württembersko, Bádensko). Jako paliva používá dělové koule a v popředí stojí koš s nápisem True Corsian Kinglings, jenž je narážkou na Napoleonovu strategii obsazovat trůny podmaněných zemí příslušníky klanu Bonapartů

Osoba Napoleona Bonaparta zanechala v celosvětových dějinách nesmazatelný odraz. Avšak byl to odraz značně kontroverzní, neboť na jedné straně získal podobu heroické legendy, na straně druhé se stal tématem až démonickým. Je nesporným faktem, že při vzniku pozitivního Napoleonova kultu sehrály zásadní roli Paměti, jež na Svaté Heleně sepsal hrabě Las Cases. Britský historik a oxfordský profesor Geoffrey Ellis v tomto směru poznamenal: 
| „                       | Měly silný vliv na další šiřitele legendy, která se soustředila na hrdinské činy a odkaz. Všichni ho představovali jako vládce nezměrné inteligence a moudrosti, jako sílu pro prosazení dobra a nutné změny, sílu, která ve Francii a připojených územích vymetla poslední stopy korupce starého režimu, pokoušela se o totéž i v podrobených státech a v celé Evropě, byla nucena vést dílčí války, aby zavedla všeobecný mír, ale jejíž práce na obnově a rekonstrukci byly přerušeny nesvatou aliancí cizích knížat, neosvícených nepřátel pokroku. V tomto smyslu se na něj pohlíželo jako na zázračné dítě a dědice Francouzské revoluce, jenž v plné mužné síle císařské velikosti naplnil její nejlepší ideály a ukončil nejhorší výstřelky. Řád místo chaosu, stabilita místo revolučních změn, jednota místo stranictví, síla místo slabosti – tento obraz se stal téměř stereotypem mezi napoleonisty devatenáctého století. | “ |
| — Geoffrey Ellis (1997) | |   |

Podobný vliv měly i vícesvazkové dějiny bývalého císařského diplomata barona Bignona, jenž obdržel od Napoleona na Svaté Heleně úkol sepsat historii jeho vlády. Nicméně spisovatel sám přes počáteční obdiv k císařově osobě přiznává, že používal despotických metod, které ovšem považoval za nutné prostředky, jimiž byl v občanské vládě Francie obnoven řád a v armádě čest.
Za vytvářením nepřátelské varianty Napoleonova obrazu stáli v prvopočátcích Madame de Staël a spisovatel François Chateaubriand. Pro prvně jmenovanou, jež byla roku 1803 vypovězena z Francie, byl císař triumfujícím generálem revoluce, od něhož se hodně očekávalo, avšak všechno toto očekávání bylo jeho osobou systematicky zdeformováno zneužitím moci. Útoky Madame de Staël byly namířeny zejména na Napoleonovu bezuzdnou domýšlivost a ambice, na infantilní zaslepení osobní slávou, na despotické metody atd. Celkově Napoleona vykreslila jako nemilosrdného egoistu, manipulátora bez skrupulí, vykořeněného outsidera bez skutečného vědomí vlasti, ignoranta a zhoubnou zrůdu dějin. Chateaubriand na francouzského císaře pohlížel z pozice katolického vzdělance, jenž byl znechucen cynickou manipulací konkordátu s církví a uvězněním Pia VII. Nejen ve svém díle Paměti ze záhrobí (Mémoires d’outre tombe) se pak v období rozkvětu napoleonské legendy několikrát pokusil tento mýtus vyvrátit.
| „                | Ať je génius jednotlivce jakkoliv veliký, nesmírný, rozumný, nikdy mu nelze svěřit úplné osudy jedné země... Nikdy nejde vlast vydat jednotlivci, ať už jde o kohokoliv a ať už jde o jakékoliv okolnosti. | “ |
| — Adolphe Thiers | |   |

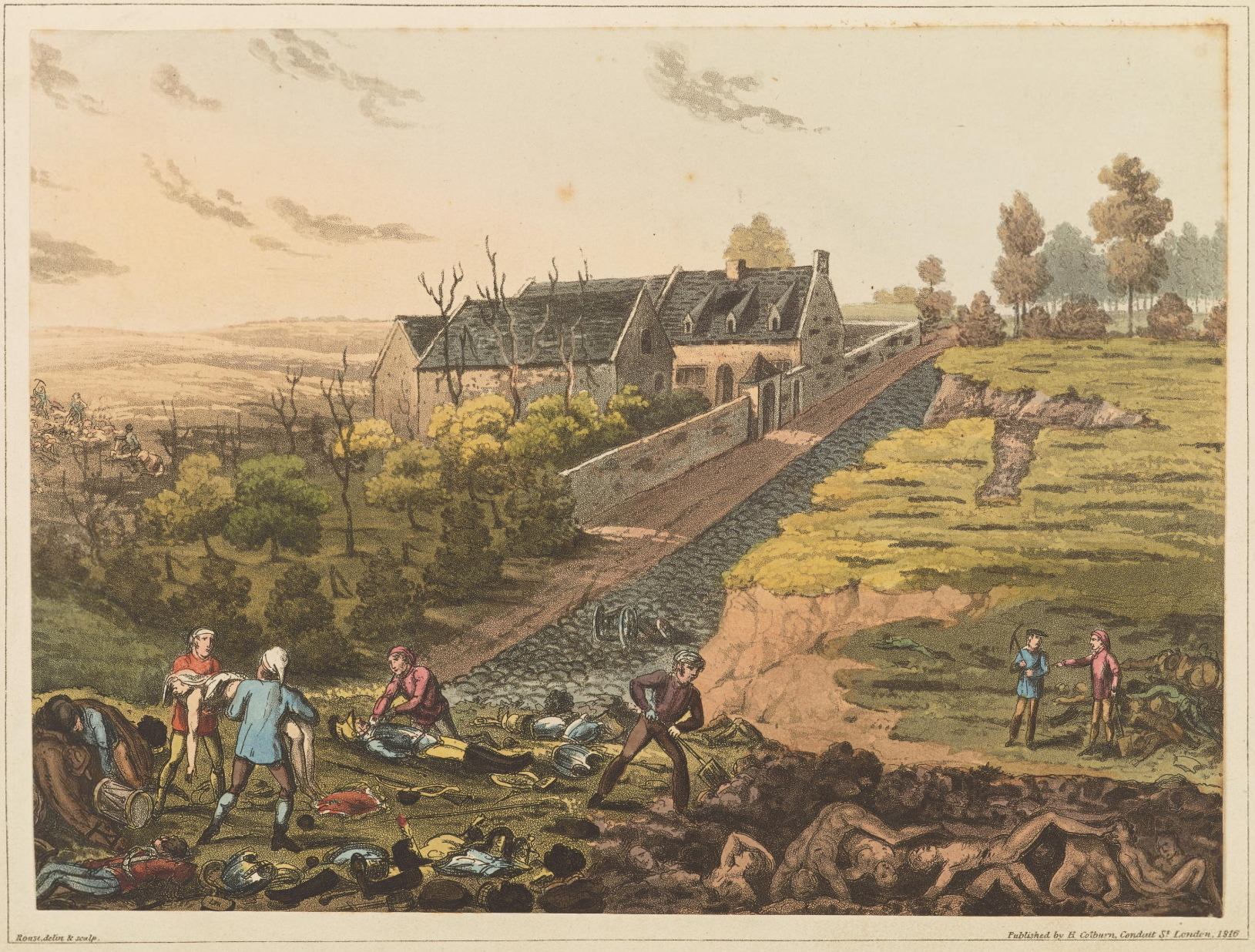
Pohřbívání mrtvých po bitvě u Waterloo

Ve zbytku Evropy byl Napoleonův odkaz vnímán stejně rozporuplně jako ve Francii, avšak ani zde tento antagonismus nelze charakterizovat souhrnně, neboť míra obdivu i negativismu se lišila podle jednotlivých zemí. V oblastech anektovaných Francií byla jiná než na území vazalů nebo v Rusku a Anglii. Svým postupem mimo hranice císařství vyvolal Napoleon převážně odpor, kterého ve svůj prospěch využila různá nacionalistická a liberální hnutí. Tato situace se však opět lišila podle územního celku a byla zcela rozdílná například v Německu nebo Itálii oproti střední Evropě. Zde lidové vrstvy často kladly Napoleona vedle Josefa II., avšak jeho úlohu reformátora sehrál pouze v Ilyrsku, severní Itálii a částečně v polských oblastech.
Při hledání všestranné odpovědi, která by nalezla klíč k Napoleonovým ambicím, zaznívá u starších i nejmodernějších historiků velmi často otázka, zda bylo jeho úmyslem postupnou integrací podmaněných zemí vybudovat celoevropskou, potažmo celosvětovou universální říši. K této úvaze vedlo zejména jeho konstatování: „Můj osud se ještě nenaplnil. Chci splnit to, co zatím bylo jen načrtnuto. Chci evropský zákoník, evropský apelační soud, společnou měnu, stejné váhy a míry, stejné zákony. Ze všech národů Evropy musím udělat jediný...“ Těmto slovům by napovídala i jeho snaha o anexi Španělska, Portugalska, Itálie a většiny Německa a Polska, nicméně podle Geoffrey Ellise je představa o tom, že Napoleon byl raný architekt moderní evropské myšlenky, patrně značně zjednodušená. To potvrzuje jednostrannost vojenských požadavků, kontinentální blokáda proti Británii, vyhrazené trhy v Itálii a zneužívání veřejné moci v podmaněných státech k osobním účelům. K Napoleonovu postoji k tomuto tématu leccos vypoví i dopis ze srpna 1810, kde bez obalu konstatuje: Francie především. Vše spíš nasvědčuje tomu, že Bonapartovy ambice nebyly podřízeny nějakému dokonalému plánu nebo konceptu, ale spíš se rozvíjely v určitém postupném pragmatickém procesu.
| „                                      | Zavřel jsem anarchistickou propast a uspořádal chaos. Očistil jsem revoluci, zušlechtil národy a upevnil krále. Vznítil jsem všechno závodění, odměnil všechny zásluhy a posunul hranice slávy. To vše je jistě něco. A v čem by mohli mne napadnouti, kde by mne nemohl historik brániti? V mých úmyslech? Vždyť dokáže, že diktatura byla nutností. Řeknou, že jsem brzdil svobodu? Historik dokáže, že zvůle anarchie a ohromné nepořádky byly ještě na prahu dveří. Obviní mne, že jsem příliš miloval válku? On ukáže, že jsem byl vždy napaden. Že jsem chtěl universální monarchii? Ukáže, že byla nahodilým dílem okolností, že sami naši nepřátelé mě k tomu dovedli krok za krokem. Konečně moje ctižádost? Ach, nepochybně ji najde a mnoho; ale byla to ctižádost největší a nejvyšší, jaká kdy snad byla, totiž: založiti a zasvětiti konečně říši rozumu v plném lesku svobodné moci a využíti všech lidských schopností. A tu snad bude historik litovati, že taková ctižádost nebyla naplněna, uspokojena... Málo slov, a je v nich přece celá má historie. | “ |
| — Napoleon Bonaparte (na Svaté Heleně) | |   |

## Odraz v umění

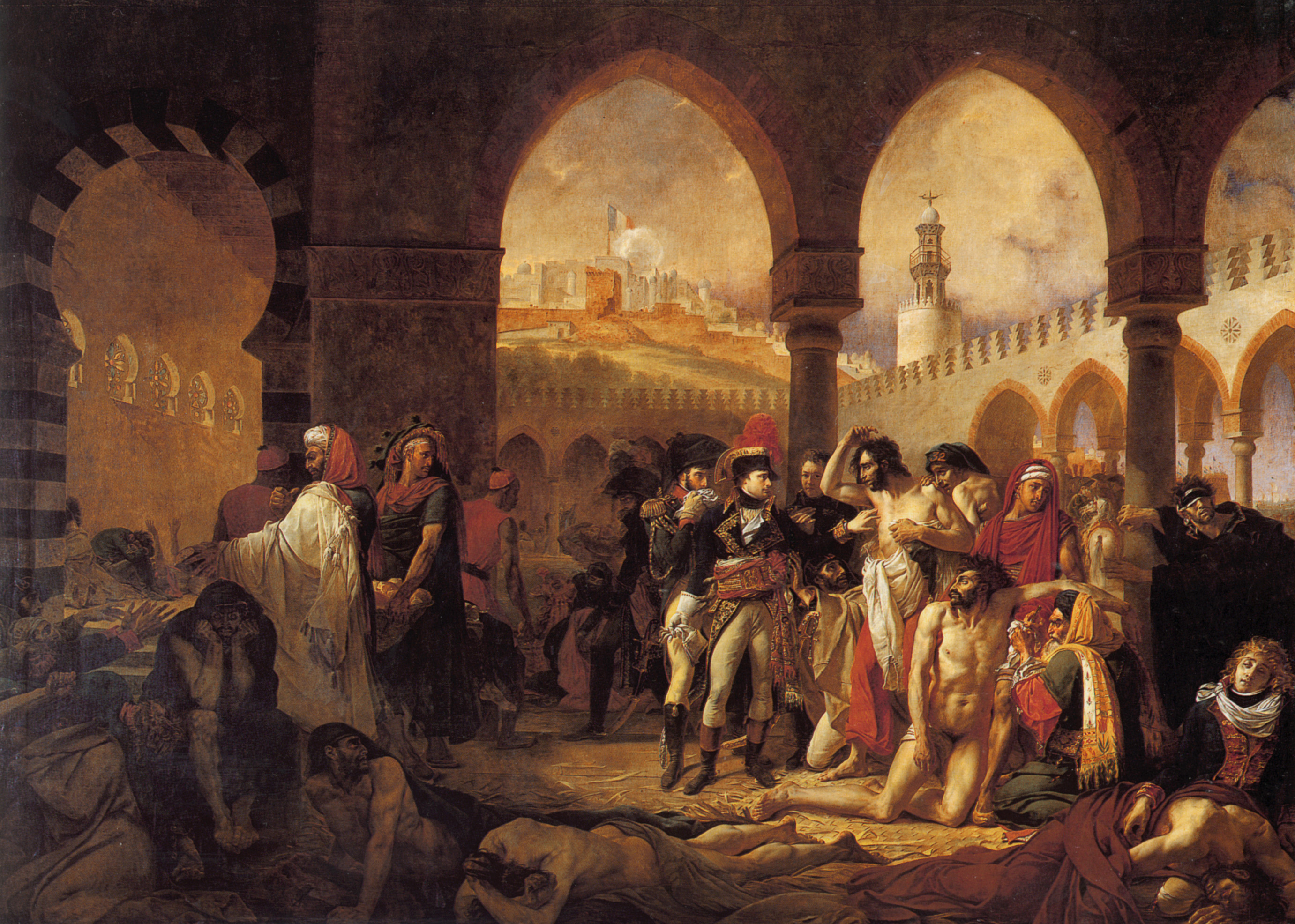
Antoine-Jean Gros: Bonaparte u nakažených morem v Jaffě (1804; Museé Condé Chantilly). Autor obrazu, jenž oslavuje Napoleonovu nebojácnost, soustředil pozornosti na generálovu osobu tím, že na něho nechal dopadat sluneční paprsky. Seskupení a gesta postav na pravé straně zdůrazňují tragickou stránku výjevu.

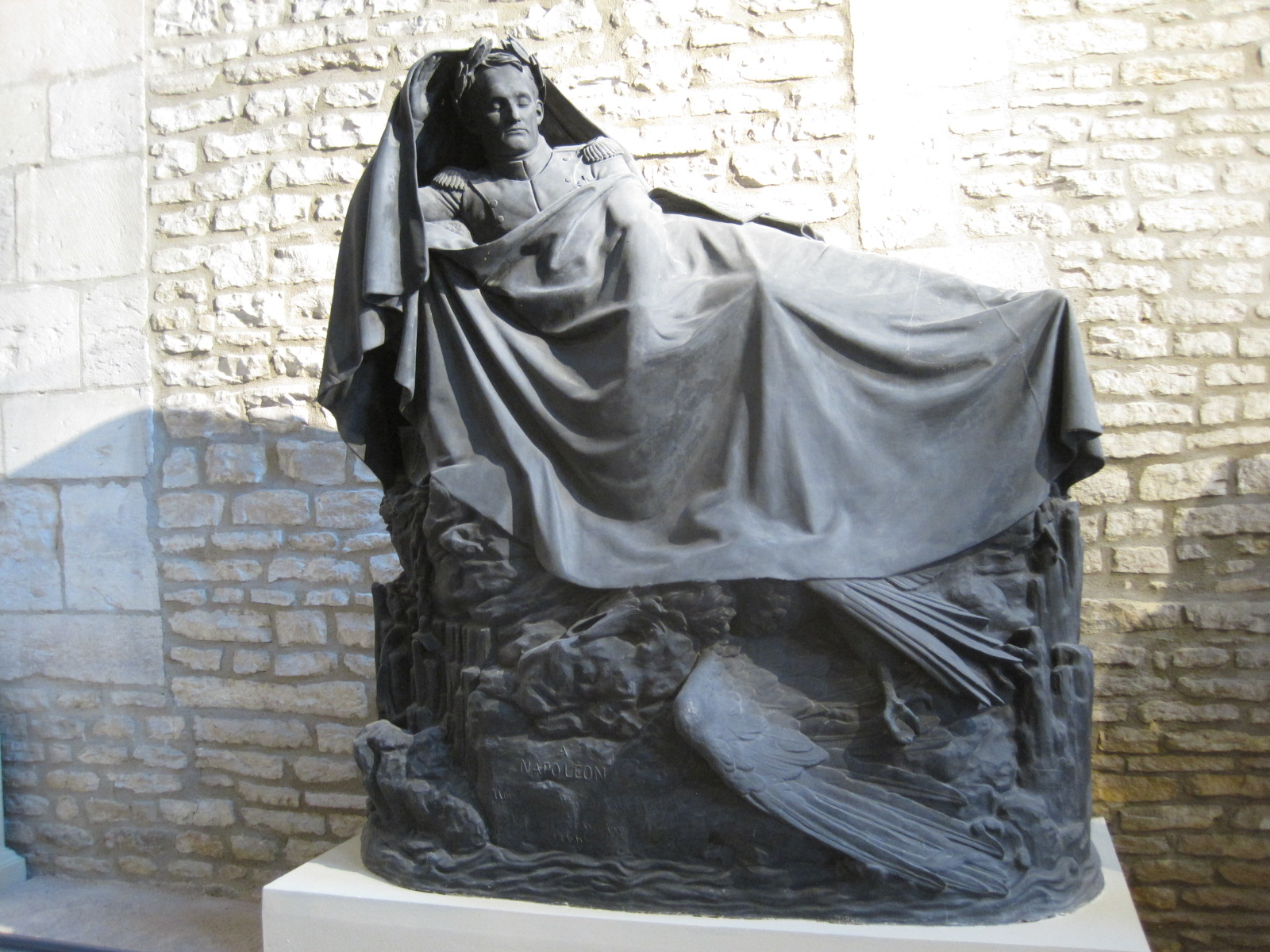
François Rude: Zmrtvýchvstání Napoleonovo. Originál sochy stojí v Burgundském městě Fixin

Epocha napoleonských válek a fenomenální dráha Napoleonova života zanechaly svůj odraz nejen ve sférách politických a vojenských, ale také na poli uměleckém. Klasicistický sloh z období císařství, který se již na samém počátku svého vývoje stal slohem památníků a výrazem reprezentace císařské moci, byl pojmenován empír a uplatnil se především v nábytku, módě a interiérové dekoraci. V malířství vznikla řada stěžejních děl, která byla velmi často pořízena na objednávku samotného Napoleona, jemuž šlo především o oslavu své vlastní osoby. K nejvýznamnějším autorům v jeho službách patřil zakladatel klasicismu ve francouzském malířství Jacques-Louis David, který jako nadšený čtenář antické literatury nabyl přesvědčení, že v Napoleonovi lze spatřovat antického héroa, a stal se jeho nadšeným přívržencem. V roce 1804 jej první konzul jmenoval svým prvním malířem a v roce 1808 byl za obraz Napoleonova korunovace jmenován důstojníkem čestné legie. K dalším jeho známým dílům patří obrazy Bonaparte překračující Alpy (1800), Rozdílení orlů (1810) a studie Napoleona v pracovně v Tuilerijském paláci. K neméně slavným malířům napoleonského období náleží Davidův žák Antoine-Jean Gros, jenž se s Bonapartem seznámil v Miláně. Zde od generála Italské armády získal zakázku na obraz Bonaparte u Arcole. Po návratu do Paříže byl vybrán pro zobrazení bitvy u Nazaretu, oslavující generála Junota, to však na Napoleonovo přání nedokončil a místo něj ztvárnil obraz Bonaparte u malomocných v Jaffě. K dalším jeho pracím patří Bitva u Abukiru (1806), Napoleon u pruského Jílového (za něj byl dekorován řádem čestné legie), Bonaparte promlouvá k vojsku před bitvou u pyramid, Setkání Napoleona s císařem Františkem I. po bitvě u Slavkova atd. Uměleckou interpretací Napoleona, jeho významných činů, příslušníků klanu Bonapartů i vojáků jeho armád, se zabývala celá plejáda domácích výtvarníků nejen za éry císařství, ale i v dalších letech po císařově smrti. Mezi tyto malíře patří například Ernest Meissonier, Henri Félix Emmanuel Philippoteaux, Édouard Detaille, Louis-François Lejeune, Joseph-Louis Hippolyte Bellangé, ad. Stejné náměty ve svých mnohdy značně nacionalistických dílech zobrazovala i řada zahraničních autorů, které svým ostře kritickým postojem ke své době v neposlední řadě reprezentuje odpůrce klasicismu Španěl Francisco Goya (Poprava v La Moncloa, El Dos de Mayo, grafický cyklus Los desastres de la guerra). Dílům ilustrativního charakteru se pak věnovali například britská malířka Elisabeth Thompsonová alias Lady Butlerová, Polák Jerzy Kossak, ukrajinský rodák Felician von Myrbach, Rus s bavorskými předky Gottfried Willewalde aj. Svůj ohlas zanechal Napoleon i v oblasti architektury. Mezi nejvýznamnější projekty vybudované na jeho oslavu patří zejména Vendômský sloup a Vítězný oblouk v Paříži. Prve jmenované dílo na svém vrcholu nese Napoleonovu sochu a lze jej považovat za kopii Trajánova sloupu v Římě. Návrh Vítězného oblouku vypracoval architekt Jean-François Chalgrin a nejvýznamnější skulptury na něm vytvořili James Pradier, François Rude, Jean-Pierre Cortot a Antoine Étex. Toto mistrovské dílo klasicistické architektury je pozoruhodné nejen pro svou věrnost antickým formám, ale také pro své umístění. Mezi dalšími díly nelze opomenout kupříkladu sochu François Rudeaua Zmrtvýchvstání Napoleonovo, která představuje francouzského císaře jako postavu podobnou Kristu. Tato skulptura po svém odhalení v roce 1847 upoutala pozornost množství poutníků.
Napoleon a éra napoleonských válek zanechaly svůj odraz nejen v oblastech výtvarného umění, ale také v literatuře. Jedná se jak o díla dějepisná a životopisná, tak o memoáry pamětníků, beletrii, poezii nebo divadelní hry. Mezi nejznámější francouzské prozaiky, kteří zachytili atmosféru císařství, patří například spisovatelé Stendhal (Červený a černý, Kartouza Parmská, Lucien Leuwen atd.), Victor Hugo, Bernard Simiot (Carbec, mon Empereur!) nebo Honoré de Balzac. K zahraničním autorům nepochybně náleží Lev Nikolajevič Tolstoj (Vojna a mír) nebo Adam Mickiewicz (Pan Tadeáš čili poslední nájezd na Litvě). Tématům kolem Napoleonovy osoby se v neposlední řadě věnuje i filmová tvorba. Jde o pořady jak z dílny dokumentaristů, tak dramatiků. Jeden z prvních filmů o francouzském císaři byl natočen v roce 1927. Jde o životopisnou fresku francouzského režiséra Abela Ganceho s názvem Napoleon. Mezi novější kinematografická díla patří například TV seriály Napoleon a jeho lásky (1974), Napoleon a Josefína (1987) nebo dva několikadílné pořady z roku 2002 a 2012 s názvem Napoleon. K životopisným filmům náleží dramata Monsieur N. (2003), Austerlitz (1960), Waterloo (1970) nebo jeden z dílů série Nesmrtelní válečníci s podtitulem Napoleon (2007).

## Historiografie

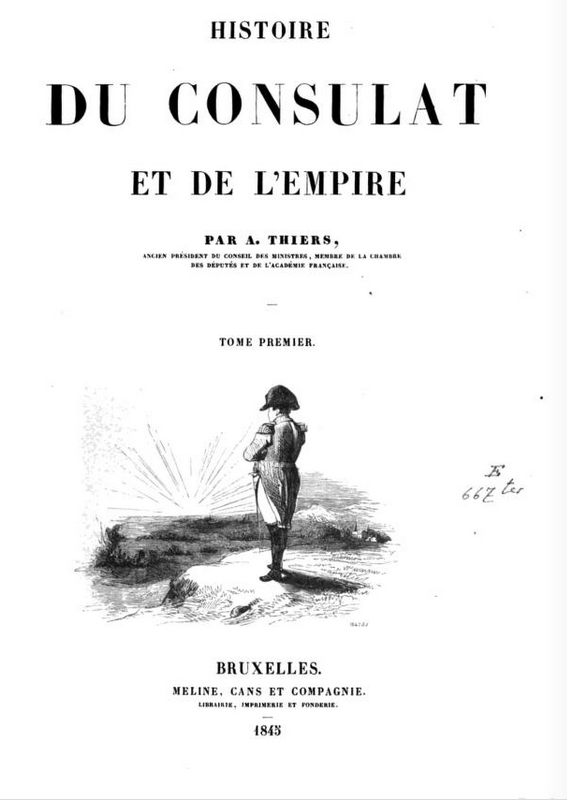
Titulní strana knihy Histoire du Consulat et de l'Empire od Adolpha Thierse

V oblasti historického bádání lze v souvislosti s Napoleonovou osobou a epochou hovořit o několika tisících publikovaných odborných spisech. Autoři těchto monografií se ať už objektivně nebo subjektivně snaží pochopit Napoleonovy ambice a vysvětlit příčinu jeho úspěchů. První práce tohoto druhu byly v reakci na záplavu pamfletů vzniklých po restauraci Bourbonů rázu značně patriotického až glorifikujícího. Mezi rozsáhlejší rané publikace v tomto směru patří dvacetisvazkové Dějiny Konzulátu a Císařství (Histoire du Consulat et de l'Empire), které velmi kvalitně zpracoval Adolphe Thiers. Ačkoliv se tento autor prakticky nezabývá hospodářskými otázkami, měla jeho práce u veřejnosti značný ohlas a díky kvalitnímu literárnímu stylu byla čtenářsky nadstandardně úspěšná. K prvním Napoleonovým životopiscům patřil také skotský prozaik sir Walter Scott. Jeho velmi populární devítisvazkové anglicko-nacionalistické dílo Život Napoleona Bonaparta (Life of Napoleon Bonaparte) je vůči Napoleonovi značně nepřátelské a v oblasti dokumentace více než nedostatečné. Nedlouho po smrti bývalého francouzského císaře začala vycházet i řada memoárů, které sepsaly jemu blízké osoby, mimo to francouzská vláda vydala třicet dva kvartových svazků dopisů, dekretů a příkazů, které osobně diktoval. Ve Francii, Německu, Itálii i Anglii začalo přibývat prací, které se zabývaly popisem jednotlivých tažení a bitev, Napoleonovou diplomacií, administrativou i jeho zákonodárstvím. Prvním autorem, který se pokusil oprostit od napoleonského mýtu a nevědeckého nahlížení na napoleonskou epochu, byl francouzský emigrant a nepřítel bonapartismu plukovník Charras v práci o tažení v roce 1815 (Histoire de la campagne de 1815: Waterloo). Pojetím svého díla se proti napoleonské legendě snažil vystoupit i Edgar Quinet a negativní postoj vůči romantické hrdinské škole zaujal také Napoleonovi nepříznivě nakloněný Pierre Lanfrey (Histoire de Napoléon Ier (1867)), jehož studie se dočkala více než deseti vydání. I když se autor snažil bojovat proti nadšenému tónu dosavadní Napoleonovy historiografie, zejména proti dílu Thieresovu, sám zcela nevědecky zveličil jeho zápornou historickou úlohu. Nové proudy se ve francouzské historické vědě objevily po pádu Druhého císařství. V prvních letech Třetí republiky, kdy ještě hrozila restaurace Bourbonů, pokračovali republikánsky naladění autoři v boji proti napoleonské legendě, zatímco například historik Hyppolite Taine (Les origines de la France contemporaine), pokládal někdejšího císaře za dědice italských kondotiérů, jehož jediným smyslem života byla válka. Až přehnaně pohrdavým způsobem kritizoval veškeré Napoleonovy počiny, které podle něj byly mj. důkazem nenasytné touhy ovládat všechno kolem sebe. Osmisvazkové dílo Alberta Sorela (L'Europe et la révolution française), které začalo vycházet v 70. letech 19. století, pro změnu pohlíží na Napoleonovy útočné války jako na čistě obranné. Vlastenecká premisa Sorelovy teorie, která vznikla po prusko-francouzské válce a na několik dalších desítek let ovlivnila francouzskou historickou vědu, se pokouší čtenáře přesvědčit, že Francie na nikoho neútočí, nýbrž jen brání a hájí své „přirozené“ rýnské a alpské hranice. Nejnadanějším Sorelovým následníkem byl Albert Vandal, jenž v knize Napoleon a Alexandr (Napoléon et Alexandre Ier) konstatuje, že na válce s Ruskem Napoleon nenese žádnou vinu. Podobně jej hodnotí i ve dvousvazkové publikaci Povýšení Bonaparta (L'avènement de Bonaparte), kde dochází k závěru, že Napoleon nenese vinu na ničem, co se událo před 18. brumairem a současně ani není vinen zavedením despotického režimu. Již v prvním desetiletí po svém vzniku se dílo dočkalo osmnácti vydání. Další stovky odborných publikací v rozličných trendech vznikaly i po celé 20. století, avšak evropská napoleonská historiografie vždy zůstávala daleko za publikační činností historiků Francouzských.
Nejmodernější odborné práce tematicky věnované období napoleonských válek v současnosti zastupuje dílo historika Musée de l’Armée v Paříži Olega Sokolova (L’Armée de Napoléon; Austerlitz – Napoléon, l’Europe et la Russie; Le Combat de deux Empires), historika Alaina Pigearda (L’Armée de Napoléon), Jeana Tularda (Dictionnaire Napoléon), profesora Oxfordské university Geoffreye Ellise ad. V českých poměrech nejnovější odborné knihy o napoleonských válkách publikuje historik Jiří Kovařík.